# Bremer Rathaus
Das Bremer Rathaus ist eines der bedeutendsten Bauwerke der Backsteingotik und der Weserrenaissance in Europa. Seit 1917 steht es unter Denkmalschutz. Im Juli 2004 wurde es zusammen mit dem Bremer Roland von der UNESCO zum Weltkulturerbe der Menschheit erklärt.
Das Gebäude ist Sitz des Senats und des Präsidenten des Senats der Freien Hansestadt Bremen zugleich auch einer der beiden Bremer Bürgermeister.

## Lage
Das Bremer Rathaus liegt mitten in der Bremer Altstadt an der Nordostseite des Marktplatzes. Gegenüber an dessen Südwestseite steht der Schütting und an der Südostseite das moderne Haus der Bremer Bürgerschaft. Die Türme des Doms erheben sich südöstlich des Rathauses. Nördlich, nur durch die Straße Schoppensteel getrennt, steht die Kirche Unser Lieben Frauen. Im Winkel zwischen (Altem) Rathaus und Kirche sowie um diese herum erstreckt sich der Liebfrauenkirchhof. Auf dem Marktplatz steht vor dem Rathaus der Bremer Roland, an der Nordecke des Alten Rathauses auf dem Liebfrauenkirchhof die Bronzeplastik der Bremer Stadtmusikanten von Gerhard Marcks.
Aus sprachlicher Vereinfachung wird die dem Markt zugewandte Südwestseite oft als Südseite bezeichnet, die Schmalseiten als West- und Ostseite, die weitgehend mit dem Neuen Rathaus zugebaute Nordostseite als Nordseite.

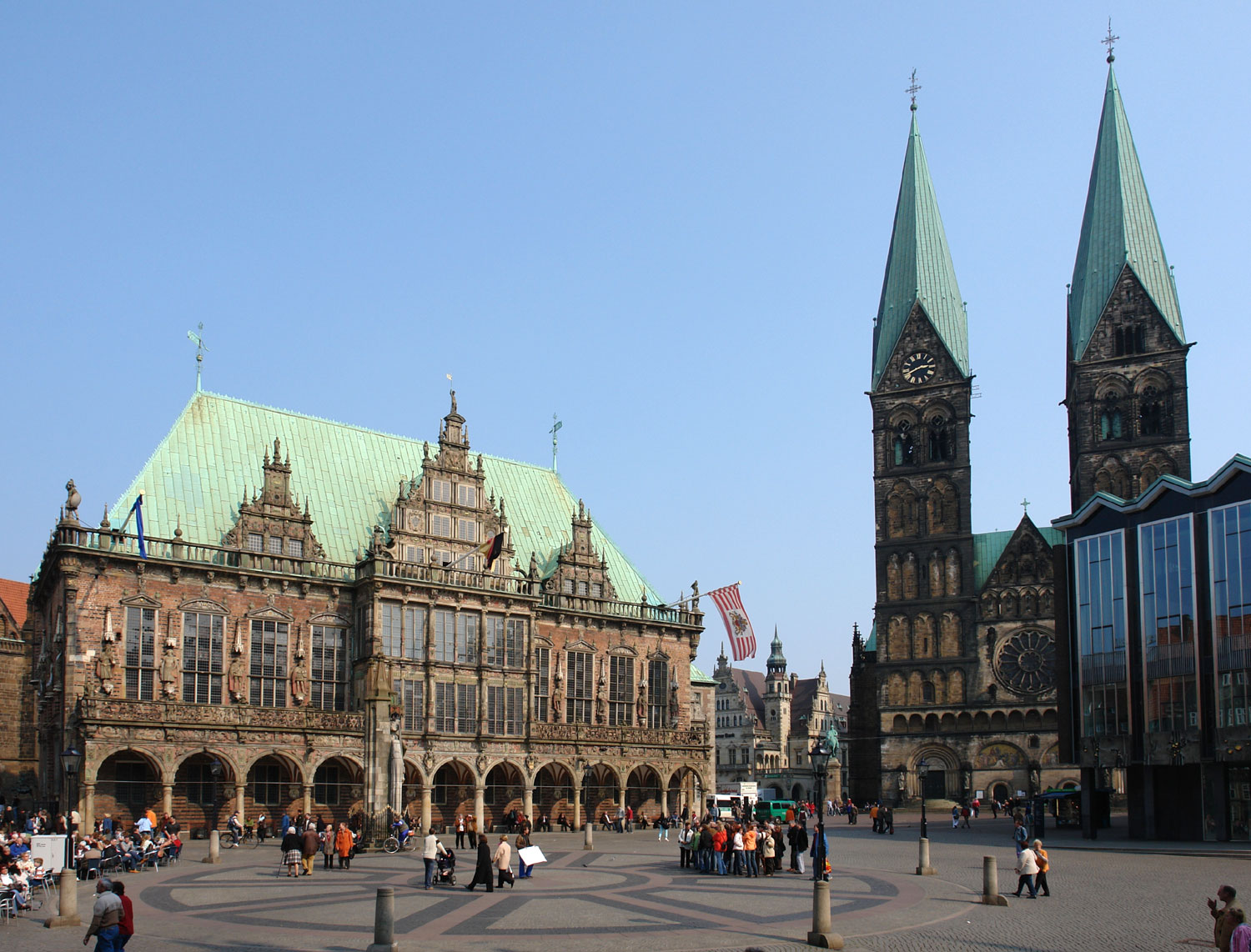
Rathaus, Roland, Dom und Bürgerschaft
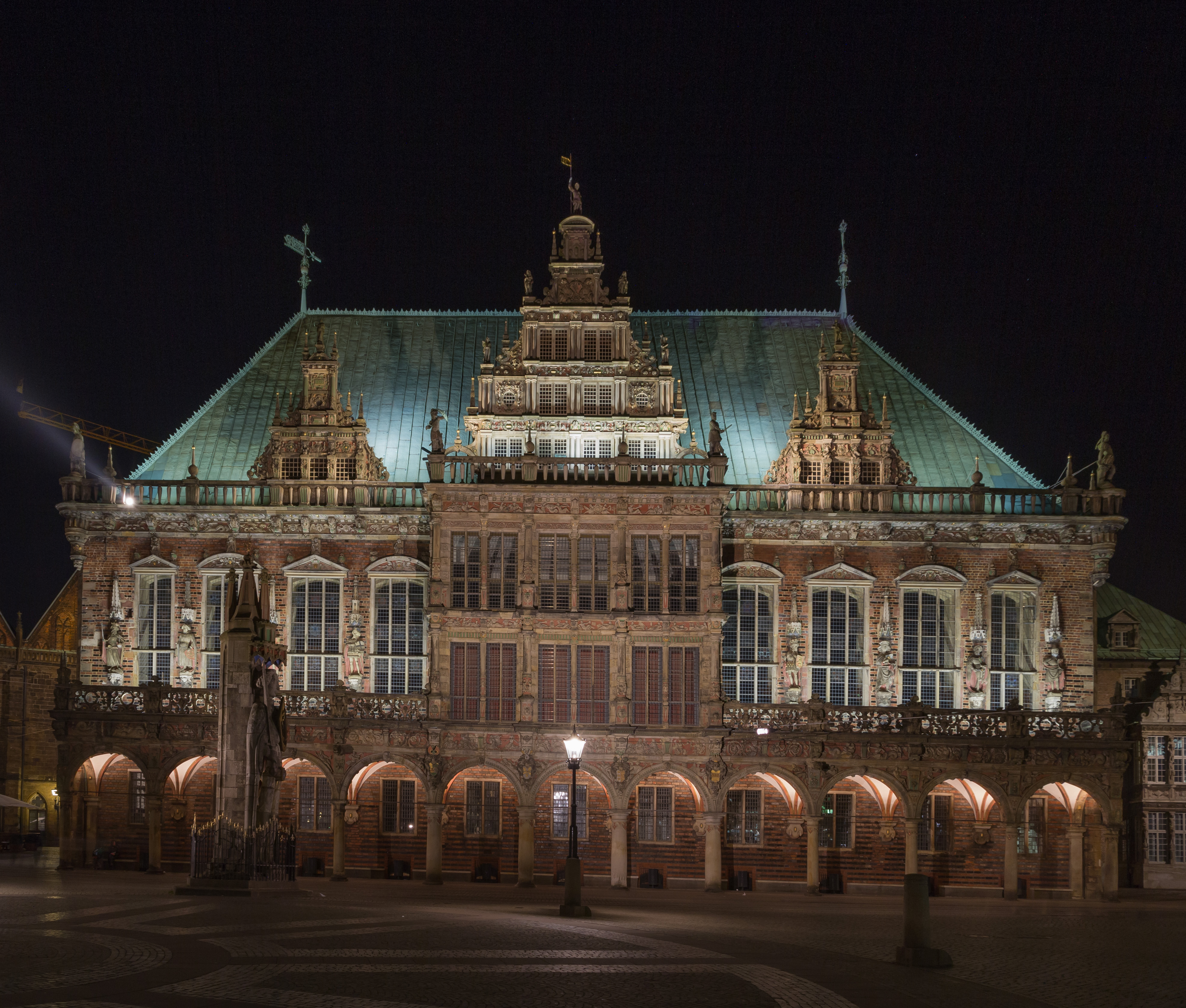
Bremer Rathaus bei Nacht

## Geschichte

### Das erste, romanische Rathaus

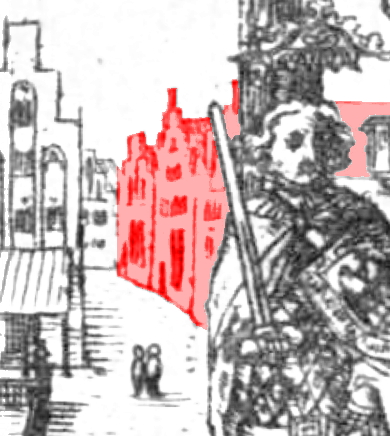
1596, umgebaute (?) Giebel des romanischen Rathauses vor dem Verkauf

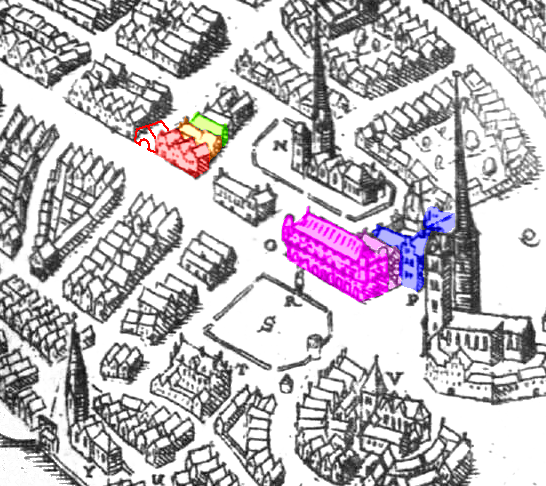
Bremen 1603 (nach der Dilich-Chronik):
gotisches Rathaus
Palatium
Um- oder Nachfolgebauten des romanischen Rathauses
Nachfolgebau(ten) der zugehörigen Kanzlei
mögl. weitere Um- oder Nachfolgebauten jenes Rathauskomplexes

Das erste Bremer Rathaus stand am Südende der Häuserzeile zwischen Sögestraße, Liebfrauenkirchhof und Obernstraße und erstreckte sich mit einem Torbogen über die Einmündung der Sögestraße. Es ist in einer Urkunde von 1229 als domus theatralis und ab 1251 als domus consulum erwähnt. Ferdinand Donandt (1803–1872) nahm in seiner Darstellung der Rechtsgeschichte Bremens an, dass es vor der Emanzipation der Bürger gegenüber dem Erzbischof schon als Gerichtsgebäude gedient hatte und über mindestens eine offene Halle verfügte, da zu damaliger Zeit nicht in geschlossenen Räumen Gericht gehalten werden durfte. Der Bogen über der Sögestraße und die Reparatur durch einen Maurer deuten auf einen Steinbau, dessen Alter auf romanischen Baustil. Eine eindeutige Beschreibung gibt es nicht, aber zwei Jahre bevor die Stadt das Gebäude (bzw. den Gebäudekomplex) schließlich verkaufte, wurde es in einem Kupferstich des Marktes mit dargestellt. Er zeigt drei Giebel zur Obernstraße mit einem Saalgeschoss über einem Sockel. Aus der Zeit, da es noch als Rathaus diente, gibt es etliche Urkunden über die dort befindlichen tabernae oder boden der Wandschneider. Besonders ausführlich ist ein Vertrag vom 29. März 1382 über die Zustimmung der Wandschneider zum freizügigeren Verkauf von Wollstoffen zu Zeiten der beiden Jahrmärkte (Pfingstmarkt und Freimarkt). Er unterscheidet drei Gruppen bestehender oder noch zu errichtender Wandschneiderbuden, unter dem Rathaus der Obernstraße zugewandt, unter dem Rathaus der Kanzlei zugewandt, sowie unter der Kanzlei selber. Schon in der ersten Hälfte jenes Jahrhunderts hatten sich Tuchschneiderbuden auch unter der Treppe befunden, die am Liebfrauenkirchhof zur oberen Etage des Rathauses hinauf führte. Die Treppe wird auch im Zusammenhang mit einem Straßenkampf im Jahr 1366 erwähnt. Je nachdem, ob man die Präposition „sub“ („unter“) als „im Untergeschoss“ versteht oder als „zu Füßen“, ergeben sich sehr unterschiedliche Vorstellungen von Gestalt und Umfeld des ersten Rathauses.
Die Kanzlei, lateinisch scriptoria genannt, stand an einer heute verschwundenen Querstraße zwischen Sögestraße und Liebfrauenkirchhof (heute Grundstück Sögestraße 9a / U.L.F. Kirchhof 21). 1382, man baute in dem Jahr neue Wandschneiderbuden darunter, stürzte sie ein. 1498 wurden auf dem Grundstück drei Wohnhäuser für Bedürftige errichtet. Vermutungen, sie habe noch bis ins 19. Jahrhundert bestanden, sind damit überholt.
Nach dem Bau des neuen Rathauses am Markt behielt die Stadt das alte Rathaus noch fast zwei Jahrhunderte, vermietete es allerdings 1483 an das Krameramt (d. h. die Gilde der Kleinhändler), später als Lagerhaus an das Hopfenamt. In der Zeit wurde von 10 Personen Miete für „Bogen auf dem Hopfenhause“ kassiert. Schließlich wurde das ehemalige Rathaus 1598 verkauft und durch zwei Privathäuser ersetzt, oder zu solchen umgebaut.

### Das neue, heute Alte Rathaus

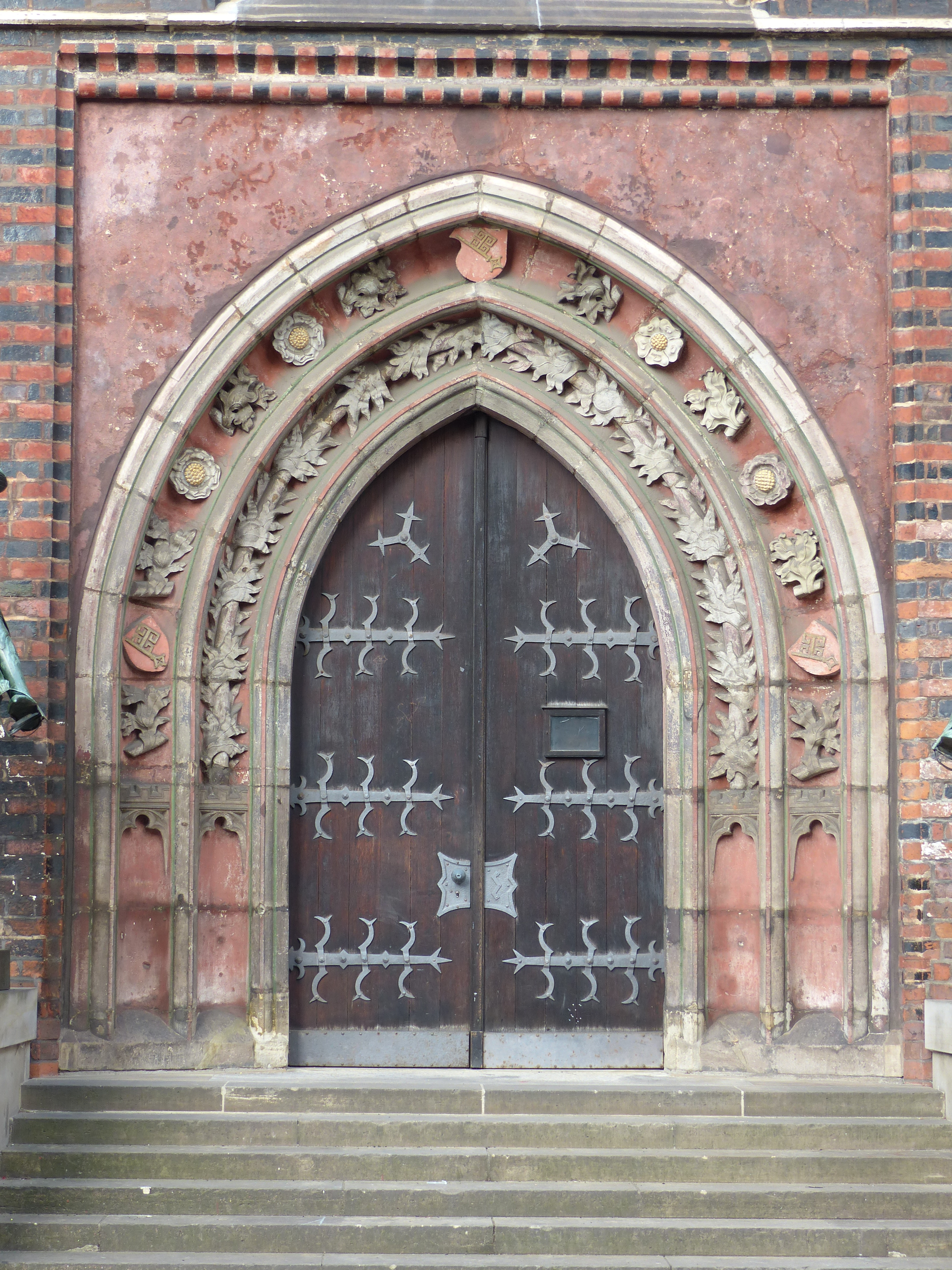
Südostportal mit gotischem Sandsteingewände

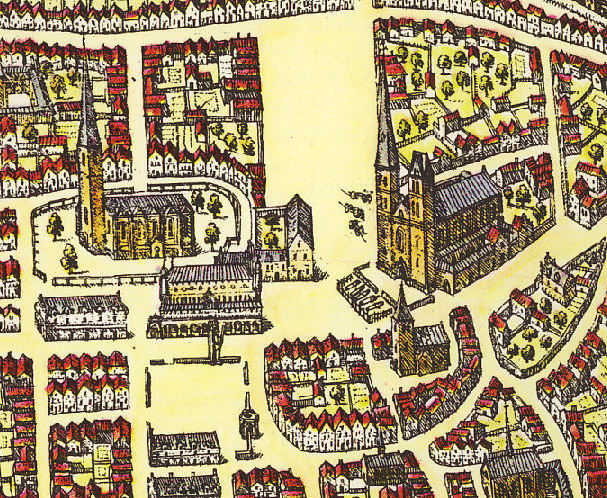
Rathaus und Palatium zwischen Liebfrauenkirche und Bremer Dom 1588/89 (Hogenberg-Plan)

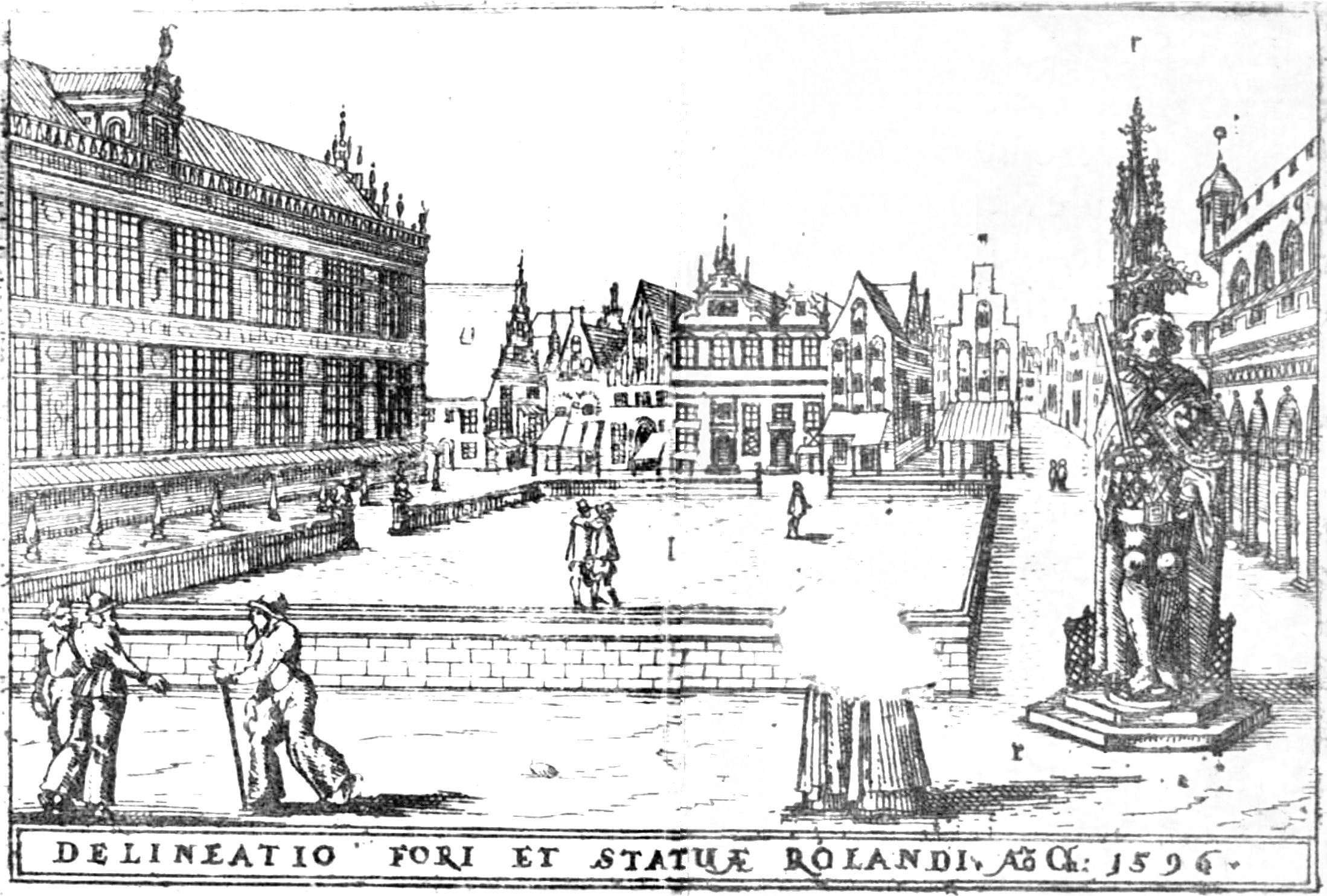
1596, Rathaus noch mit gotischen Spitzbogenfenstern zum Marktplatz (Vorläufer der Dilich-Chronik)

Um 1400, auf dem Höhepunkt der städtischen Entwicklung, wurde ein neues Rathaus geplant. Dieses Alte Rathaus wurde 1405–1410 als gotischer Saalgeschossbau erbaut. Es waren Bürgermeister Johann Hemeling, die Ratsherren Friedrich Wigger und Hinrich von der Trupe, die Baumeister Salomon und Martin sowie die Steinbildhauer Johannes und Henning, die für die Verwirklichung dieses gotischen Rathauses verantwortlich zeichneten.
Die Entscheidung zum Rathausbau war eine der wenigen, für die überliefert ist, dass der Bremer Rat die Zustimmung der meenheit einholte, der Gemeinde als Gesamtheit aller Männer (sofern sie Haushaltsvorstand waren, wohl auch Frauen) mit Bremer Bürgerrecht. Sie wurden zu dem Zweck auf die Bürgerweide zusammengerufen, und es wurde auch gemessen, wie viel Platz sie brauchten. Gedrängt stehend hätte sich diese gesamte Bürgerschaft (im ursprünglichen Sinn des Wortes) später in der oberen Rathaushalle versammeln können.
Ort und Gestalt des Gebäudes waren eine Demonstration städtischen Selbstbewusstseins gegenüber der Autorität des Erzbischofs. Es dominierte nun mehr als der Dom und das erzbischöfliche Palatium den etwa hundert Jahre zuvor fertiggestellten Marktplatz. Seine Hallen waren ein paar Spannen länger und breiter als die große Halle im Erdgeschoss des Palatiums. Nach dessen Vorbild setzte man sogar die Eingänge – an die Enden, statt dem Platz zugewandt.
In diesem Gebäude befanden sich der Ratskeller, die Untere Halle und die Obere Halle, sowie nordseitig Einzelräume, die später mehrfach verändert wurden. Die Arkade an der südlichen Längsseite diente als Gerichtslaube und durfte nicht für Marktzwecke genutzt werden. Zwei Wehrgänge mit zinnengekrönten Brustwehren, einer an der Dachtraufe und ein gedeckter über der Arkade, gaben dem Bau einen etwas martialischen Charakter. Die Zinnen waren nicht dekorativ abgewandelt, auch wenn die vier erkerartige Ecktürmchen keine wehrhaften Dimensionen hatten. Andererseits wurden die Wände mit Skulpturen zwischen den Fenstern geschmückt. Seit der Bauzeit zieren die Figuren des Kaisers und der sieben Kurfürsten die Marktplatzseite, Darstellungen von Propheten und des Hl. Petrus die Ost- und die Westseite.
In der Mitte der Nordostseite hatte das Haus vor der oberen Rathaushalle einen von vier breiten Säulen getragenen Anbau. Er wurde ghevelen („Giebel“) genannt, maß in Längsrichtung des Hauses 21 m (Breite oder Länge) und stand 6 m vor (Tiefe). Er beherbergte die alte Wittheitsstube, in der der eigentliche Stadtrat tagte. Es wird angenommen, ist aber nicht bewiesen, dass er wie das Hauptgebäude ein Walmdach und Ecktürmchen hatte.
Aus der Säulenhalle unter dem Anbau führte wohl eine gedeckte Holztreppe zum Haupteingang der oberen Rathaushalle im westlichen Teil der Wand. Der dem Palatium zugewandte Teil der Rückwand östlich des Anbaus hatte weder Fenster noch Türen. Von den Kellerräumen unter dem Anbau (heute Senats- und Kaiserzimmer, Apostel- und Rosekeller) wird nicht zuletzt wegen ihrer schiefen Grundrisse angenommen, dass sie noch von den Häusern stammen, die vorher auf dem Grundstück standen.
1490 wurde die Säulenhalle unter der alten Wittheitsstube zur alten Kanzlei umgebaut. Ebenfalls Ende des 15. Jahrhunderts wurde über der Treppe zum Ratskeller eine Laube errichtet, die lange Zeit als Verkündigungslaube diente, indem dort alljährlich am 4. Fastensonntag Laetare die Kundige Rolle verlesen wurde.
Nach dem Aufstand der 104 Männer und der Wiederherstellung der Patrizierherrschaft im Folgejahr wurde 1532 das Außenportal der oberen Halle zugemauert und die Außentreppe abgebrochen und durch die noch heute bestehende Wendeltreppe von der unteren zur oberen Halle ersetzt.

### Renaissance-Umbauten

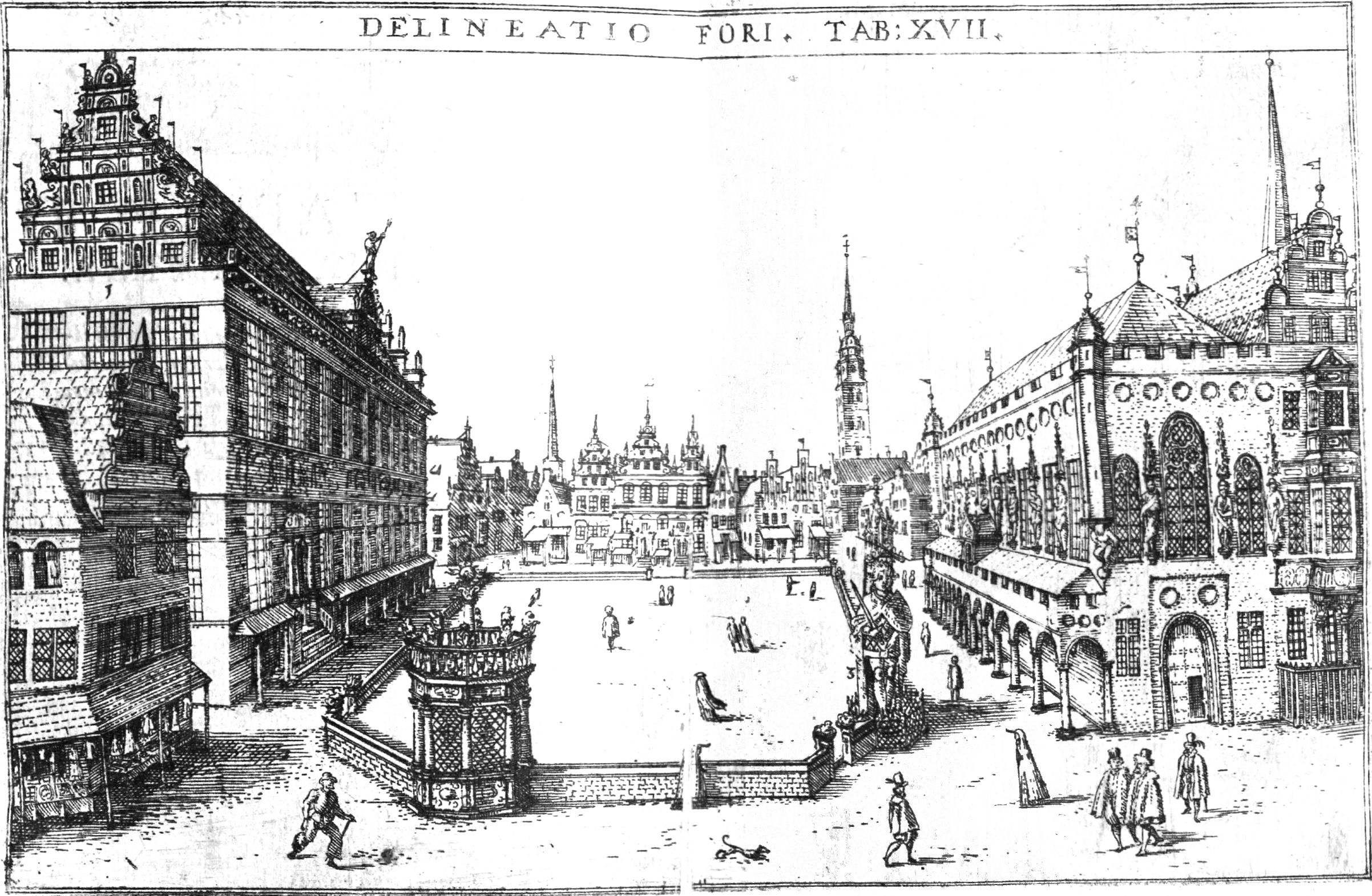
Marktfront nach der ersten Umgestaltung mit zehn großen Rechteckfenstern, 1603 in der Delineatio fori aus der Dilich-Chronik
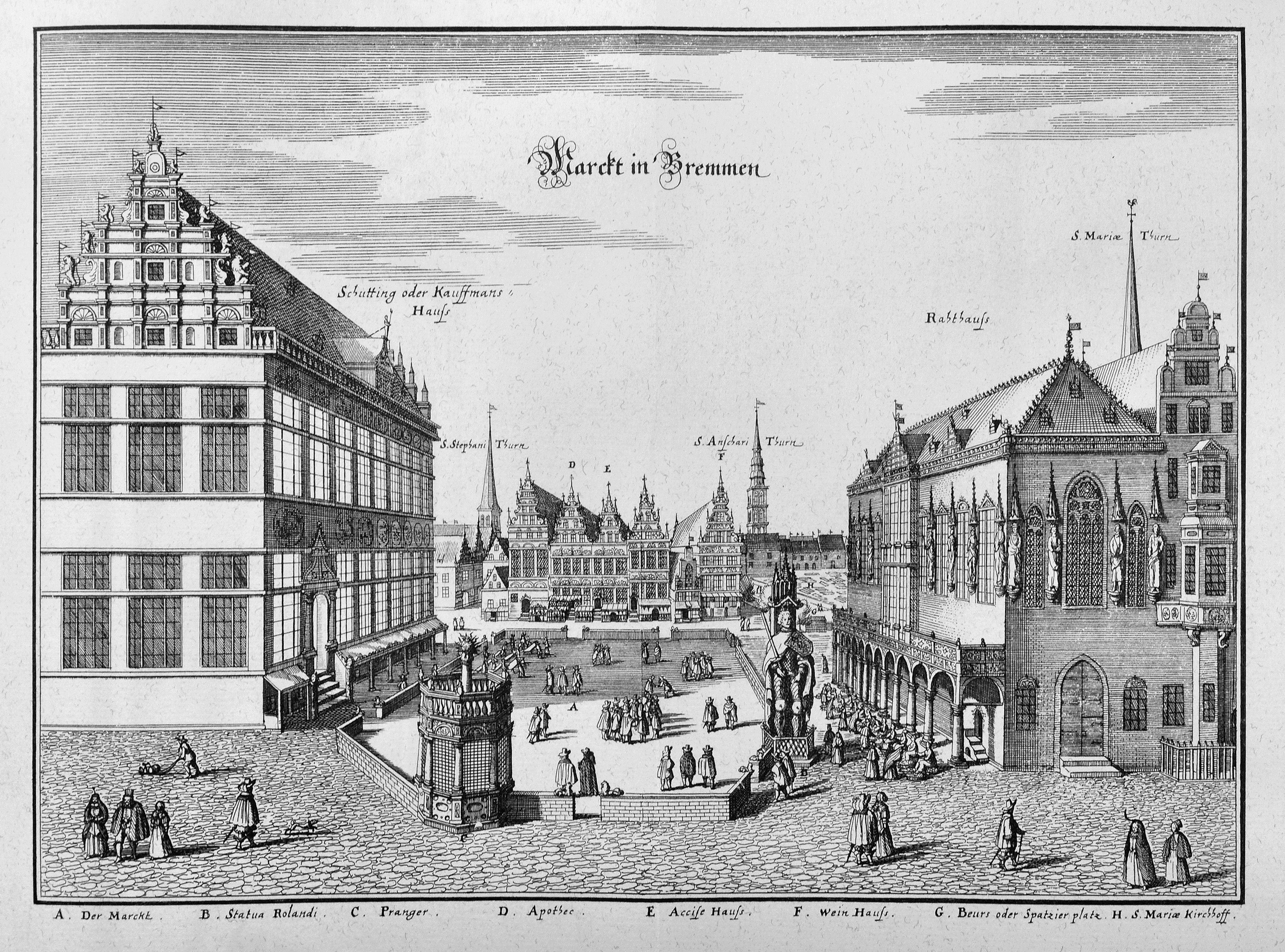
Renaissancefassade 1641, Marckt in Bremmen, Matthäus Merian d. Ä.
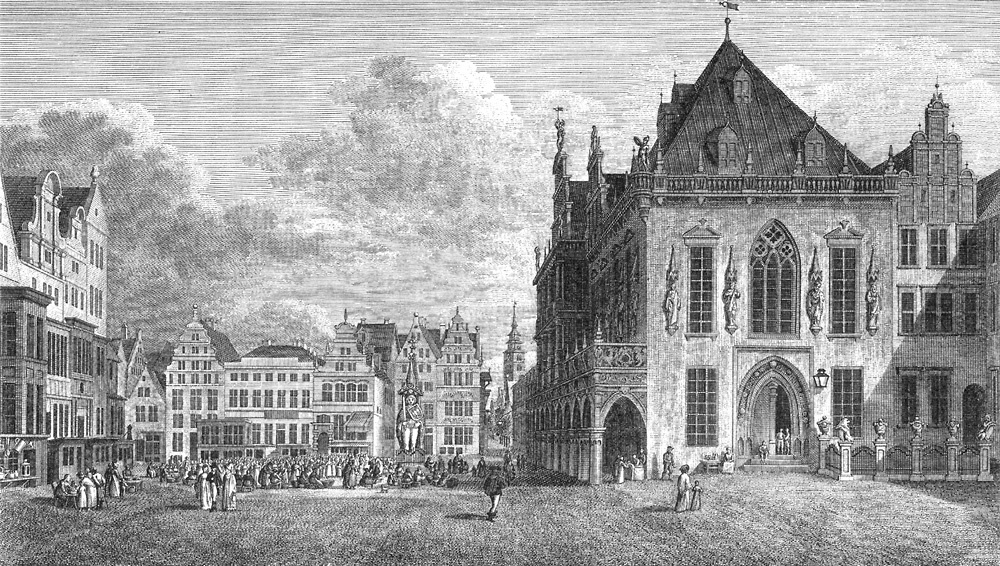
Südostfassade 1550 bis 1826 in richtigen Proportionen (A. Radl/W. Jury 1818/1820), links der Willehadiblock

1545 bis 1550 entstand am westlichen Teil der Nordwand, nur durch einen schmalen Durchgang von der Magdalenenkapelle des Palatiums getrennt, ein dreigeschossiger Anbau. Er wurde „nye dornßen“ genannt und beherbergte die zweite Wittheitsstube. Dabei wurde einer der vier Ecktürme entfernt. Die Renaissancefassade mit Erker harmonierte mit der gotischen Ostfassade besser, als die verzerrten zeitgenössischen Darstellungen vermuten lassen.
Gegen Ende des 16. Jahrhunderts genügte die Marktseite dieses gotischen Rathauses nicht mehr dem Repräsentationsbedürfnis des Senats. Der aus Rheda stammende nunmehr bremische Baumeister Lüder von Bentheim erhielt den Auftrag. Unter seiner Leitung wurden zwei Umbauten durchgeführt: Im ersten Schritt wurden die zehn dem Markt zugewandten Fenster der oberen Rathaushalle vergrößert; der benötigte Graustein wurde schon 1595 gekauft, aber der Umbau der Fenster wohl nicht innerhalb desselben Jahres abgeschlossen, denn eine Darstellung aus dem Jahr 1596 zeigt noch Fenster mit Spitzbögen. Immerhin erlaubte der Senat dem Baumeister, 1596/1597 vorübergehend in Leiden zu arbeiten, wo er die Modernisierung des dortigen Rathauses leitete. Ein Stich von 1603 zeigt dann jene breiten Fenster mit waagerechtem Abschluss, von denen acht noch heute bestehen.
Im zweiten Schritt entwarf Lüder von Bentheim den Plan, auf dessen Grundlage die Südfassade seit 1608 ihre heutige Gestalt bekam. Der Mittelteil mit der Verkündigungslaube und den beiden benachbarten Fenstern der oberen Halle wurde abgerissen. Ein großer durchfensterter Mittelrisalit entstand, gekrönt von einem flandrischen Giebel. Die gotischen Ecktürme wurden bis auf den nördlichen entfernt. Die Brustwehren der beiden Wehrgänge wurden durch dekorativ durchbrochene Balustraden ersetzt, der bisher gedeckte untere zu zwei offenen Balkons umgestaltet. Die Fassade im Stil der Weserrenaissance zeigt Architekturelemente nach Vorlagen von Meistern der Niederländischen Renaissance wie Hans Vredeman de Vries, Hendrick Goltzius und Jacob Floris. Ein reichhaltiger Fassadenschmuck mit Figuren und Reliefs, Körpern, Köpfen, Engeln und Fabeltieren schmückt die Marktplatzseite.

### Barock
Auf den Säulen der Laube vor dem Eingang des Ratskellers wurde 1635 ein Anbau mit gewölbtem Dach errichtet, der die sogenannte Sternkammer enthielt.

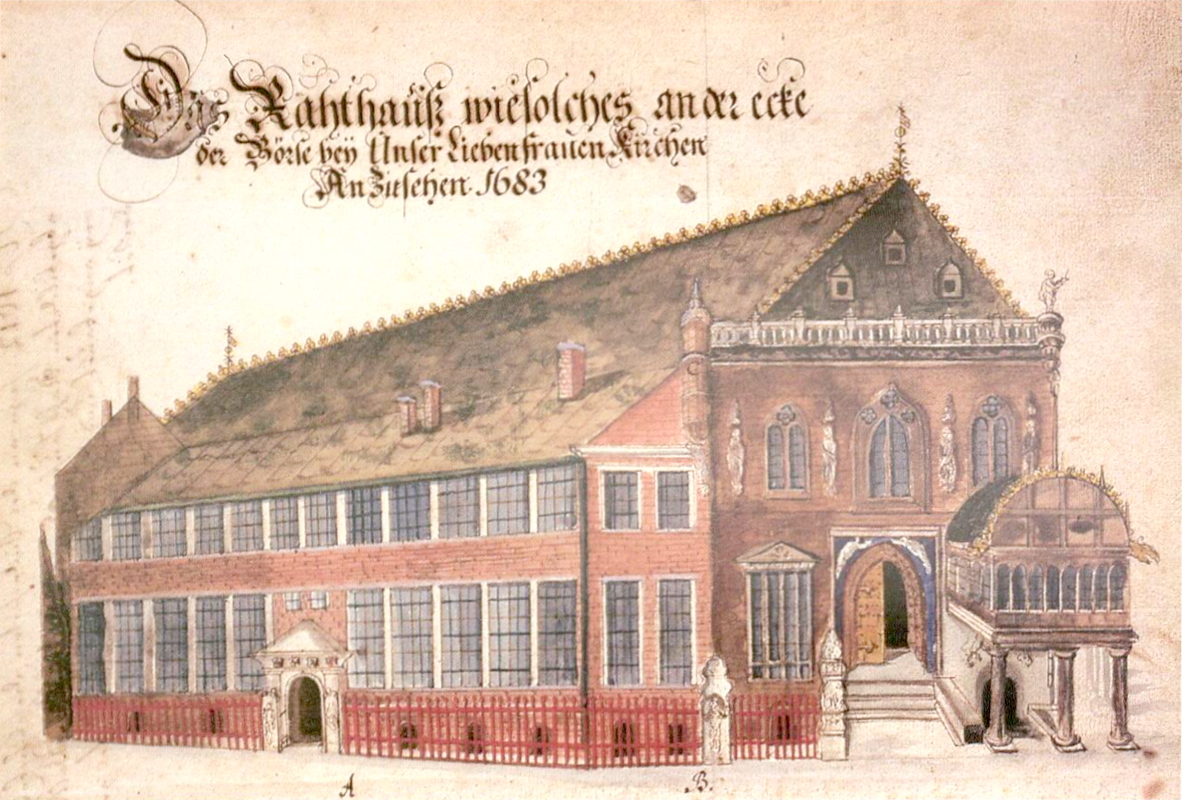
Der Kanzleianbau im Jahr seiner Fertigstellung (aus der Koster-Chronik)

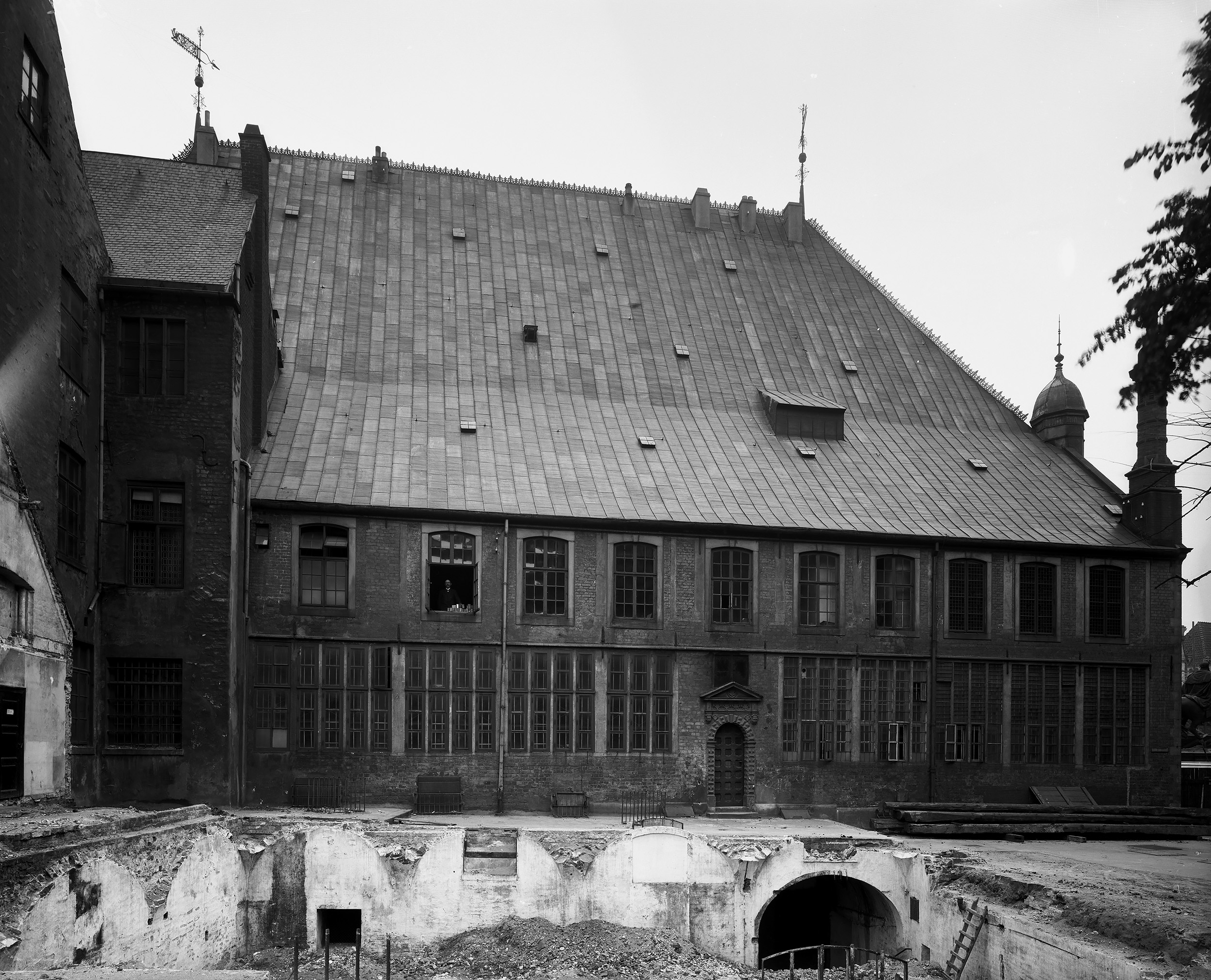
1910, Kanzleianbau von 1683, unten original, oben mit Fenstern von 1826

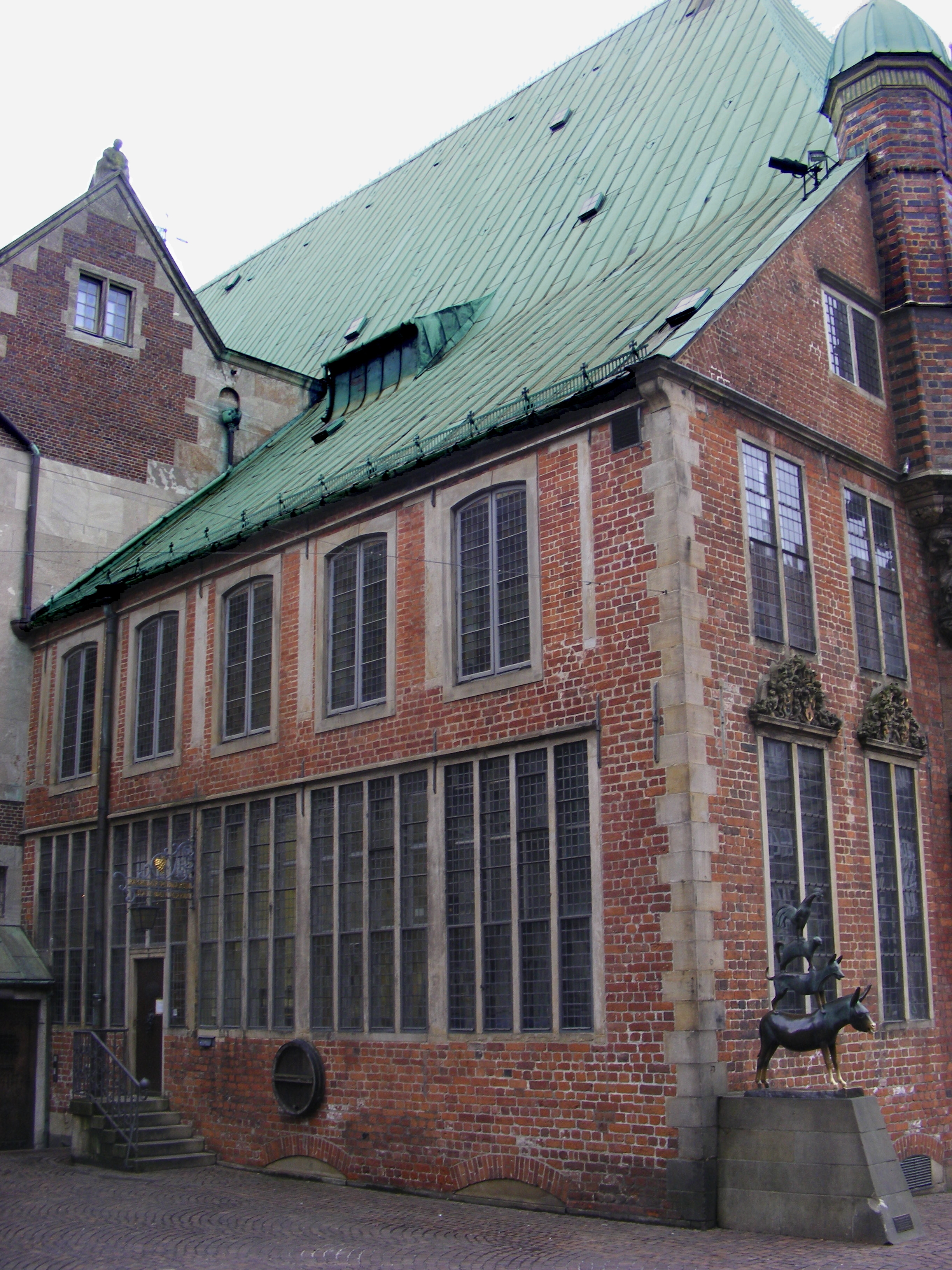
Kanzleianbau von 1682/83, rechts über den Stadtmusikanten das letzte der einst vier gotischen Treppentürmchen

1682/83 wurde der Anbau der alten Kanzlei bis an die nordwestliche Stirnseite des Rathauses verlängert und einheitlich neu gestaltet. Er nahm nun annähernd zwei Drittel der Rückwand ein und hatte ein Pultdach, das als Schleppdach das Walmdach des Hauptgebäudes fortsetzte. Die Längswand hatte zunächst in beiden Etagen große Fensterflächen, die nur durch schmale Stützen aus Sandstein unterbrochen waren. Das Erdgeschoss hatte zwei Fensterbänder beidseits einer in ganzer Höhe gemauerten Fläche in der Mitte. Dort befand sich ein hundert Jahre älteres Portal (nach 1909 in die Nordwestwand des Neuen Rathauses umgesetzt), mit einer klassischen Attika und einem Torbogen aus facettierten Steinen. Der Fries unter der Attika enthält die Wappen der vier zum Zeitpunkt der Fertigstellung amtierenden Bürgermeister. 1826 ersetzte man das obere Fensterband durch zwölf Einzelfenster mit Segmentbögen, deren Fensterbänke etwas tiefer lagen bzw. liegen als das ursprüngliche Sims. Diesen Anblick bot die Rückseite des Rathauses, bis 1909 Mitte und nördlicher Teil des Anbaus abgerissen wurden, um dem Neuen Rathaus Platz zu machen. Abgesehen vom Portal war die Längsseite äußerst schlicht gehalten. Nur die beiden Einzelfenster des Erdgeschosses an der Schmalseite erhielten Fensterstürze mit barockem Dekor, möglicherweise nachträglich, die bis heute erhalten sind. Der Rest des Anbaus beherbergt die Neue (dritte) Wittheitsstube und heute das Stadtbüro des Ratskellers.

### 19. Jahrhundert

Postkarte mit Fotografie des Rathauses von Louis Koch, 1885 (?)

Durch den Reichsdeputationshauptschluss von 1803 fiel das benachbarte erzbischöfliche Palatium an die Stadt Bremen. Es wurde umgehend für Zwecke genutzt, die bis dahin im Rathaus Platz finden mussten. 1818/19 wurde auf seinen Fundamenten und unter Nutzung erheblicher Mauerteile das Stadthaus errichtet, das vor allem Büroräume beherbergte.
1824 wurde beschlossen, das Kleine Palatium aufzustocken und wie das Stadthaus zu gestalten, Rathaus, Stadthaus und kleines Palatium baulich miteinander zu verbinden. Schon bevor diese Arbeiten in Gang gekommen waren, wurden Anfang 1826 in der Bausubstanz des Rathauses erhebliche Schäden entdeckt, deren Behebung keinen Aufschub duldete. Die Marktseite wurde unter Erhaltung des historischen Aussehens saniert. Der Ersatz des Renaissancegiebels der Nye Dornßen durch eine schlichte Fassade war schon 1825 beschlossen worden. Der Kanzleianbau aus der Barockzeit bekam ein uneinheitliches Aussehen, indem das obere Fensterband durch die heutigen tiefer liegenden Einzelfenster ersetzt wurde, die unteren Fensterbänder aber erhalten blieben. Die Laube über dem Ratskellereingang samt der Sternkammer wurde abgerissen.
Ob der unerwarteten Kosten unterblieb der Ausbau des kleinen Palatiums.
Erst 1830 wurde eine Zwischenwand entfernt, die seit über hundert Jahren die obere Rathaushalle unterteilt hatte. Da die vorher nur selten und nach Stadtvierteln getrennt einberufenen Bürgerkonvente seit Anfang des Jahrhunderts immer regelmäßiger und als Plenum tagten, brauchte man (wieder) die Geräumigkeit des Saales.
1877 wurden die zwölf Dachgauben (sechs auf der Schauseite zum Markt und jeweils drei an der östlichen bzw. westlichen Schmalseite) in der irrigen Annahme entfernt, diese wären spätere Zutaten, welche architektonisch nicht zum Renaissancebau passen würden, da sie die Form spätgotischer Kielbögen hatten. Tatsächlich aber waren sie integraler Bestandteil des Planes Lüder von Bentheims. Die Gauben auf der Marktseite hatten ihr Gegenstück in den möglicherweise auch von Lüder von Bentheim entworfenen Kielbogen-Gauben auf der Dachschräge des Schütting.

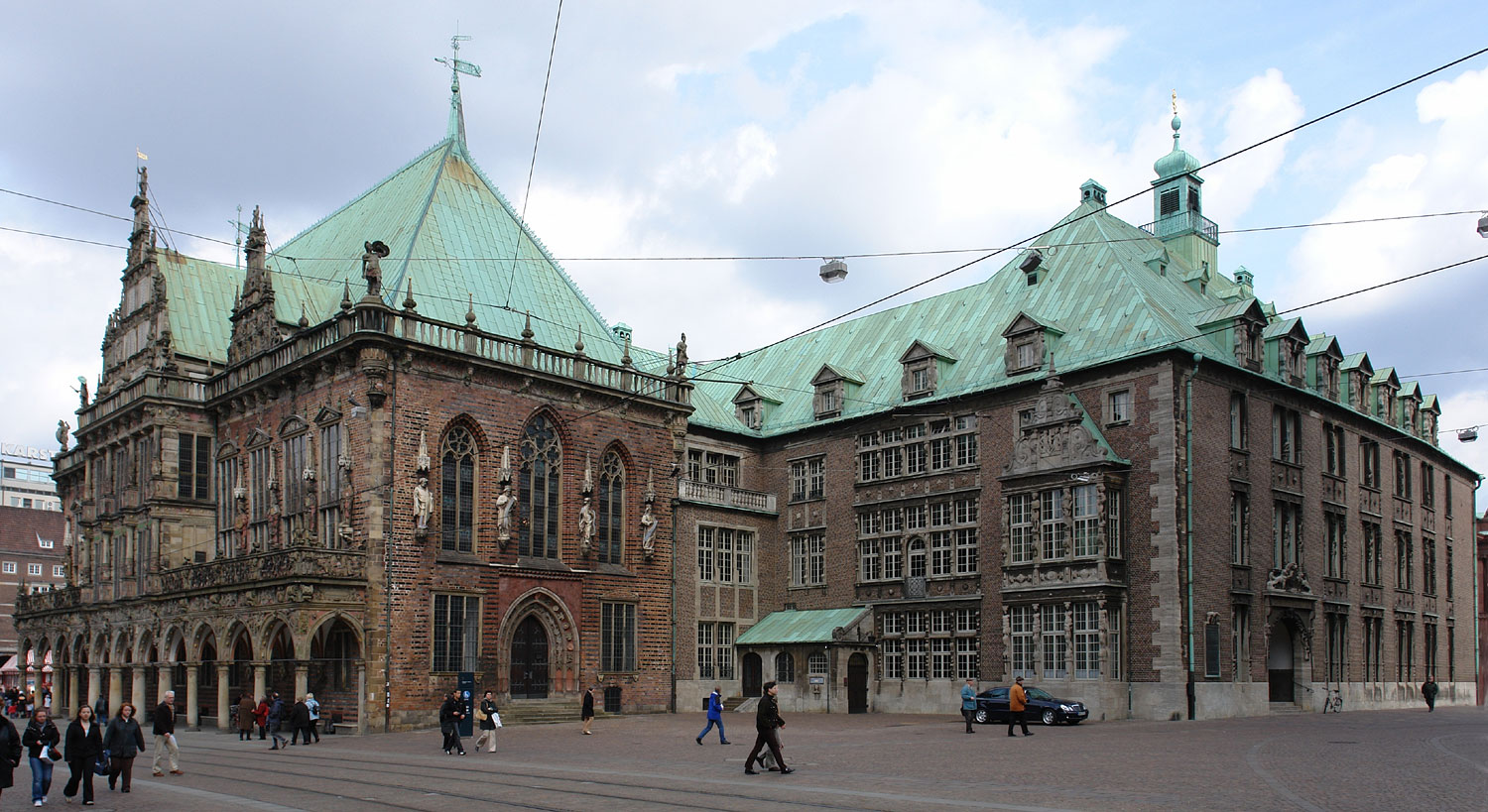
Altes und Neues Rathaus von Süden

### Erweiterungsbau

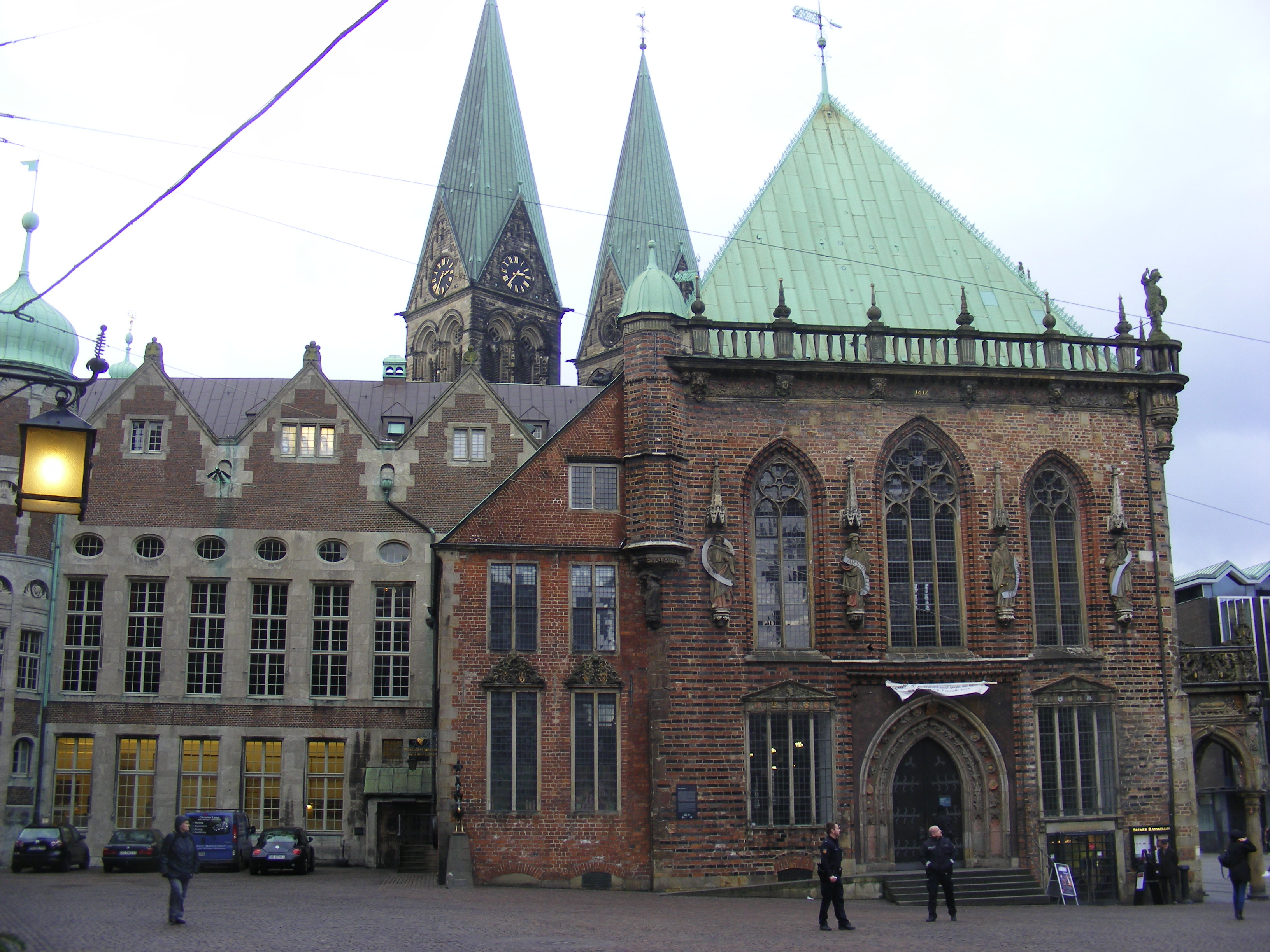
Rathaus vom Kirchhof U. Lieben Frauen im Nordwesten; von rechts: Arkade zum Markt, Schmalseite des Hauptgebäudes, Kanzleianbau von 1682/83, Erweiterungsbau von 1909/13

Um 1900 genügte das dezente klassizistische Stadthaus nicht mehr den räumlichen und repräsentativen Ansprüchen der wachsenden Stadt. Mit dem Ziel, dass Altbau und Erweiterungsbau sich zu einem harmonischen Gesamtbild zusammenfügen sollten, wurde für den Neubau 1904 ein Wettbewerb ausgeschrieben, brachte aber noch kein überzeugendes Ergebnis. 1907 erhielt nach einem zweiten, beschränkten Wettbewerb der Münchener Architekt Gabriel von Seidl den Planungsauftrag. Das alte Stadthaus wurde 1909 abgerissen und von 1909 bis 1913 wurde das Alte Rathaus durch einen dreimal so großen, aber nicht dominierenden rückwärtigen Anbau erweitert. Dessen verklinkerte Fassaden zum Domshof und zum Markt sind im Stil der Neorenaissance gehalten, die Fassade zu Liebfrauenkirchhof und Schoppensteel kommt eher dem Jugendstil nahe. Wie das Alte hat auch dieses Neue Rathaus ein Kupferdach.

### Zweiter Weltkrieg
Durch Verschalung der Außenwände und mutige Brandwachen im hölzernen Dachstuhlbereich überstanden Rathaus und Roland die 173 Luftangriffe auf Bremen im Zweiten Weltkrieg, in denen knapp 65.000 Bremer Wohnungen zerstört wurden, weitgehend unbeschädigt. Es wurde mehrfach, zuletzt 2003, restauriert.

## Architektur und Ausstattung

### Altes Rathaus
Das Alte Rathaus ist über 41 Meter lang und ca. 16 Meter breit. Hinzu kommt noch der drei Meter tiefe gotische Laubengang mit 11 Jochen. Prägend sind die Renaissancefassade mit dem Mittelrisalit aus glasierten und unglasierten Backsteinen und das kupfergedeckte Walmdach. Das Gebäude gründet über einem Ratskeller als dreischiffige Halle mit Kappengewölbe.

#### Fassade
An der Fassade zum Markt sind zwischen den Fenstern unter Baldachinen und auf Konsolen die acht Figuren der alten gotischen Fassade zu sehen, bestehend aus dem Kaiser und daneben (von links) den sieben Kurfürsten des Reiches: Mainz, Trier, Köln, Böhmen, Pfalz, Sachsen und Brandenburg. Hierdurch wird die Verbundenheit Bremens zum Reich betont und der Anspruch, eine Freie Reichsstadt zu sein. 1961 wurden die Figuren an der Hauptfassade und an der Liebfrauenseite aus konservatorischen Gründen durch Kopien ersetzt, die originalen Kurfürsten sind im Focke-Museum ausgestellt. Das Material der Originalstatuen ist nicht Obernkirchener Sandstein wie bei den heutigen Kopien, sondern fossilreicher Kalkstein vom Lindener Berg in Hannover.

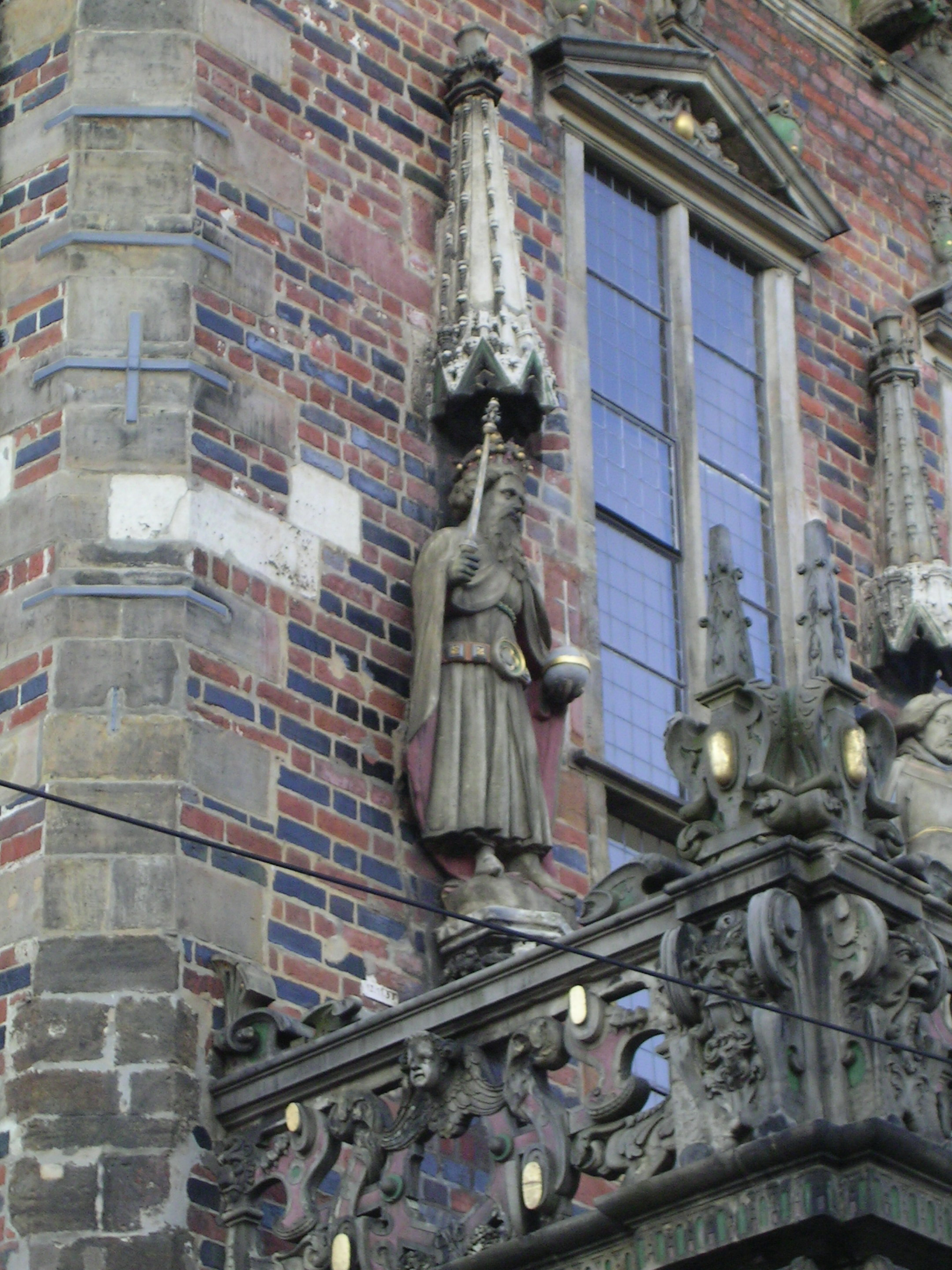
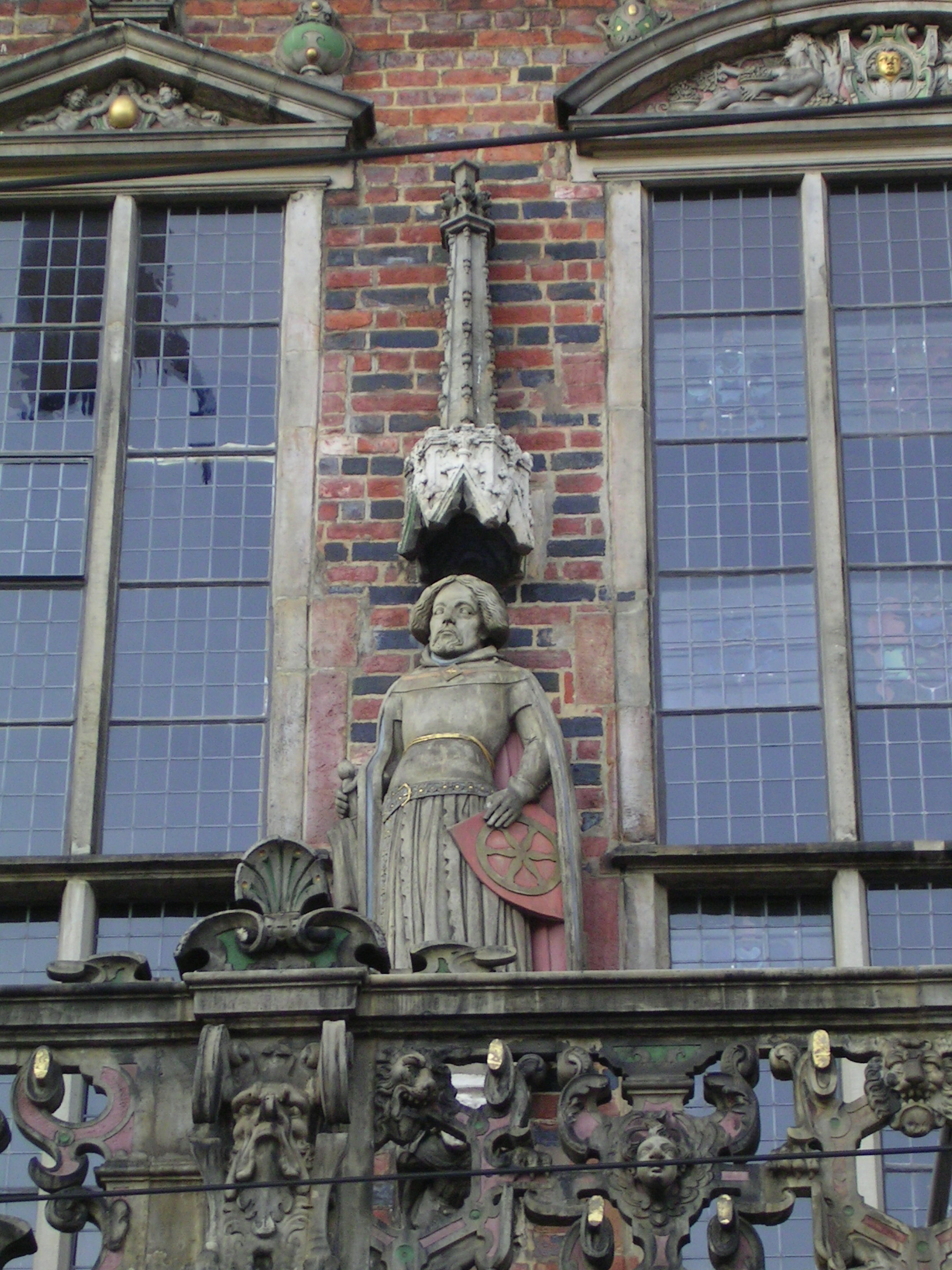
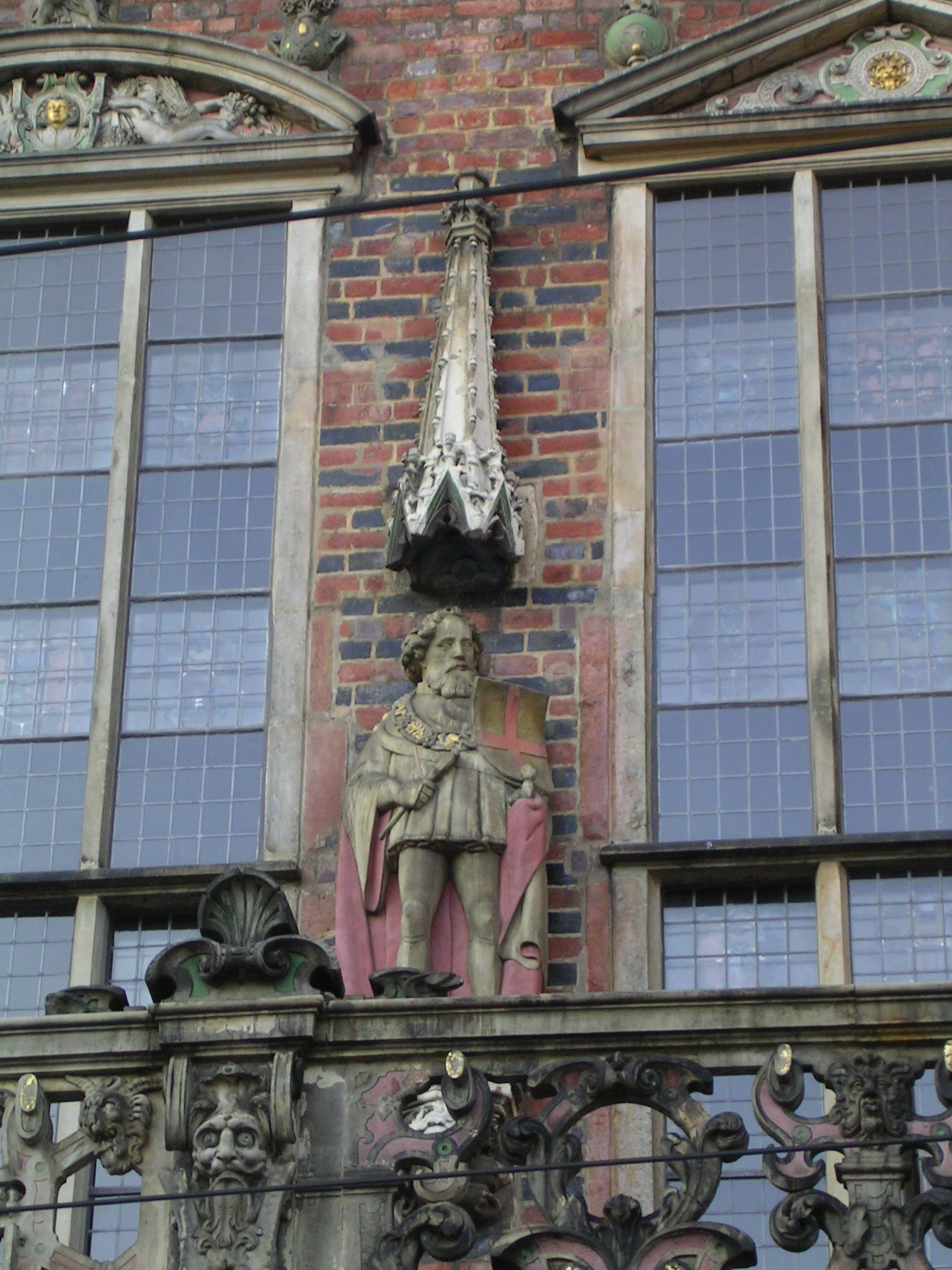
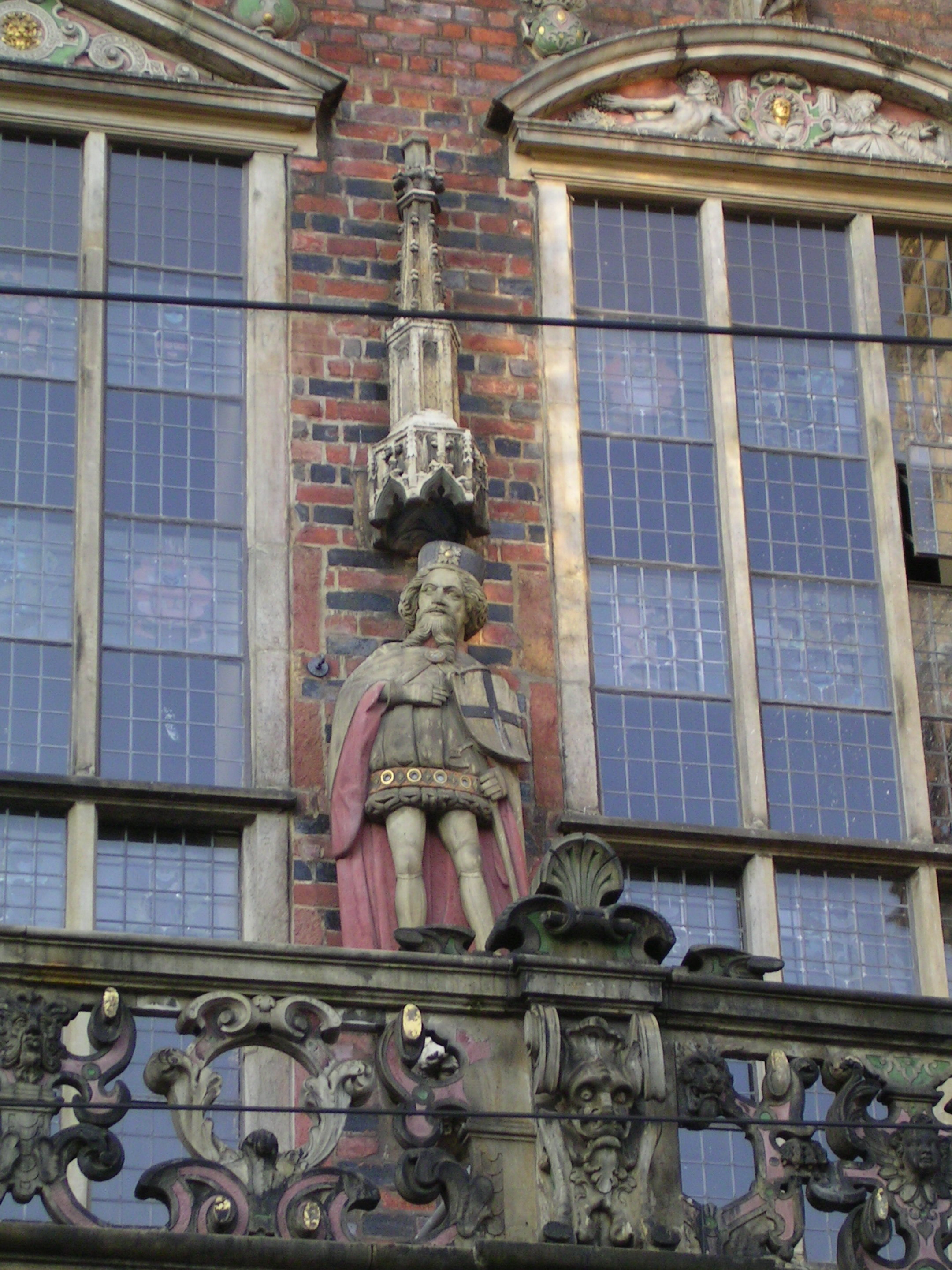
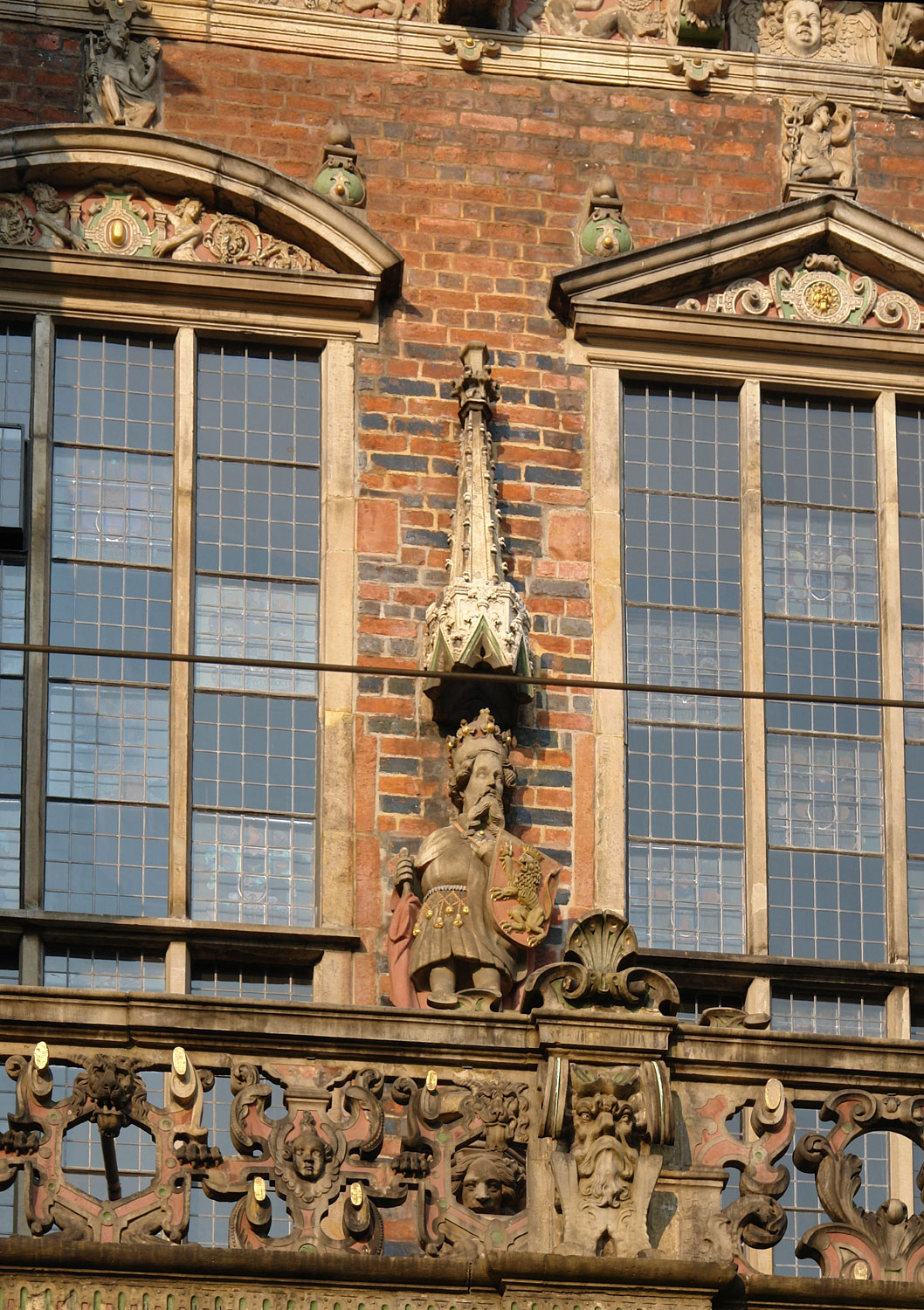
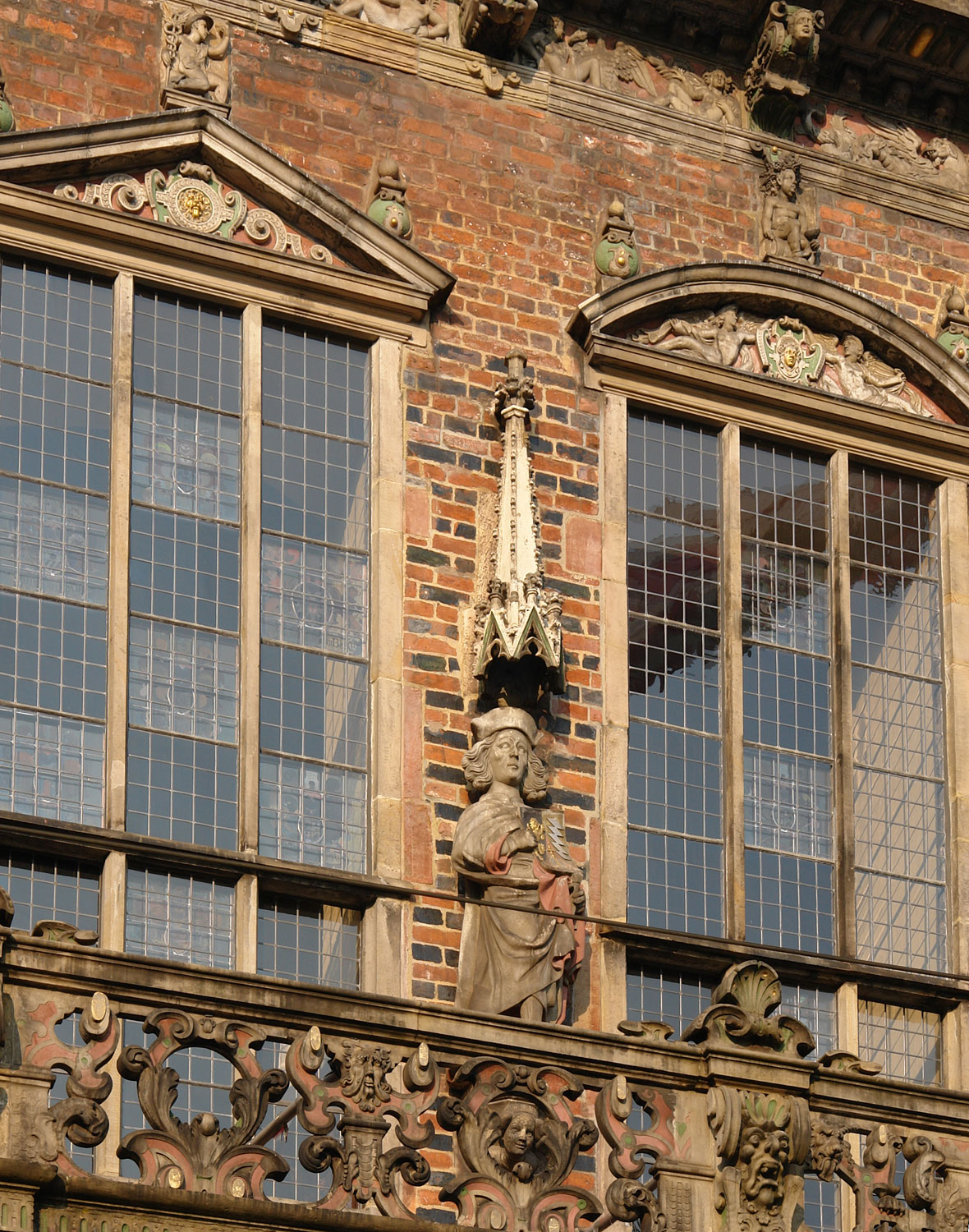
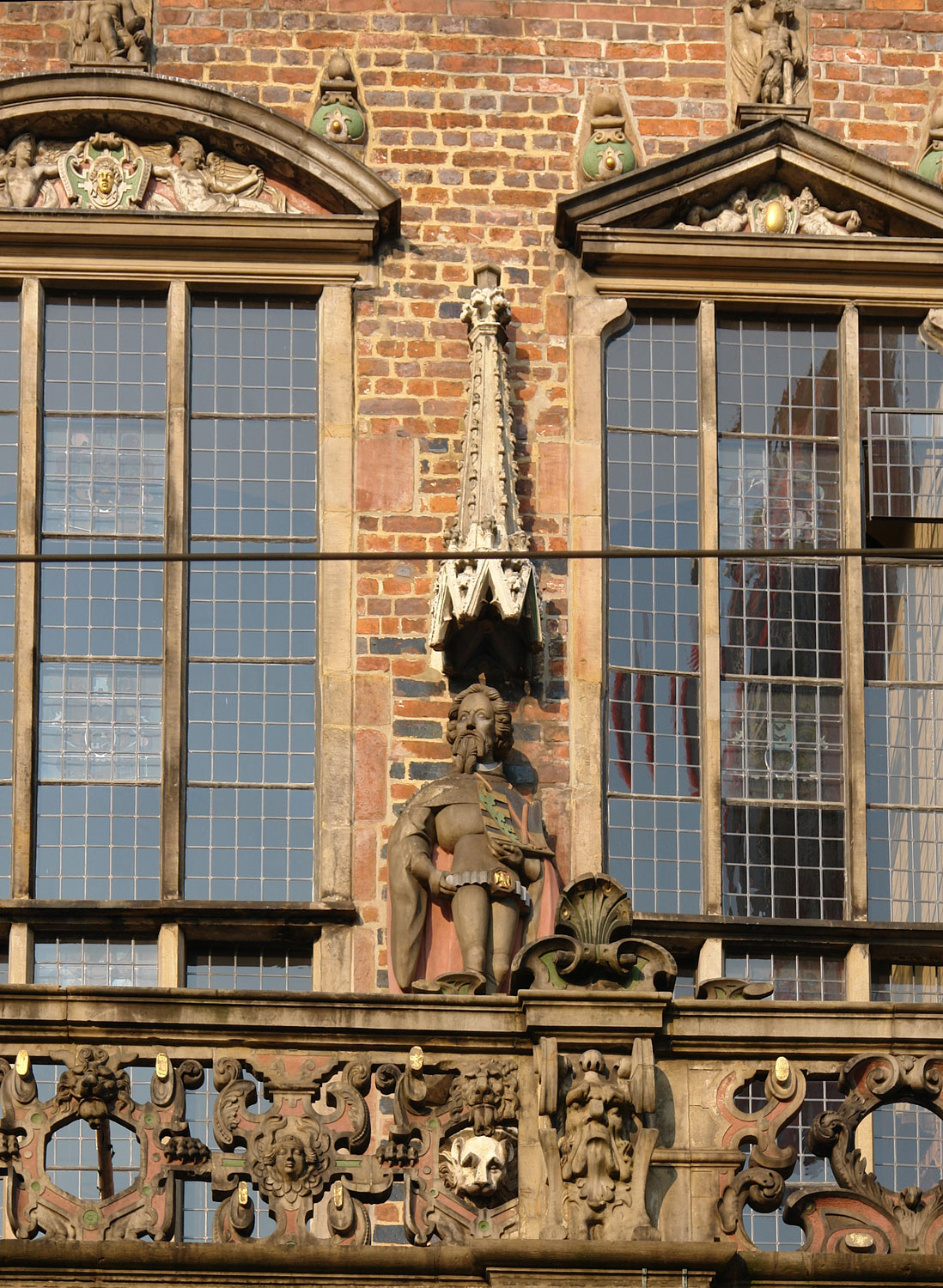
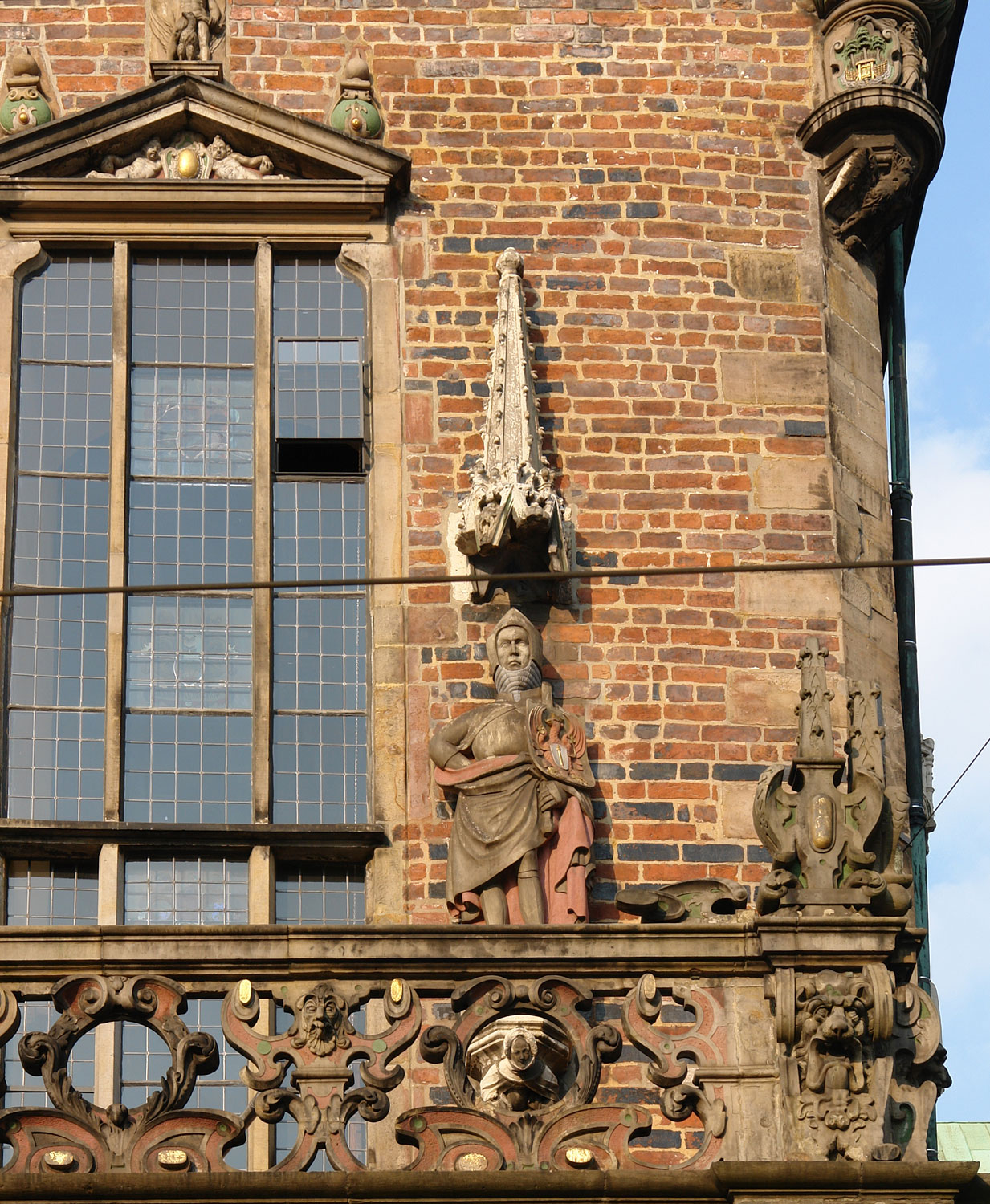

Die Bedeutung der figürlichen Konsolen unter den Statuen der Hauptfassade ist unsicher, einzelne Autoren vermuten in ihnen Förderer und Stifter des Rathausbaus.
An Südost- und der Nordwestfassade befinden sich dann noch weitere Figuren, die neben dem Stadtheiligen St. Petrus ursprünglich sieben Propheten darstellen, die auch an anderen mittelalterlichen Rathäusern als Ausdruck von Gerechtigkeit und politischer Weisheit zum festen Programm bürgerlich-städtischer Selbstdarstellung gehören. Ihre Benennung ist umstritten und kann aus den Konsolmotiven nicht sicher abgeleitet werden. Die Figuren der Nordwestfassade tragen Spruchbänder, ursprünglich mit niederdeutschen Weisheitssprüchen, die im 16./17. Jahrhundert im Sinne einer Umdeutung dieser Prophetenfiguren zu antiken Philosophen übermalt wurden. Sie werden gedeutet als: Ezechiel/Platon, Jeremia/Aristoteles, Jesaja (mit Weinstock oder Wurzel)/Demosthenes und Daniel oder David (mit Löwe und Bär)/Marcus Tullius Cicero. Außerhalb dieses Figurenprogramms steht die lebensgroße Tragefigur unter dem letzten gotischen Ecktürmchen. Infolge des Priölken-Anbaus ist sein rechter Arm heute unvollständig. Wie noch die Abbildung von 1603 zeigt, hatte das gotische Rathaus derartige Tragefiguren auch unter den marktseitigen Ecktürmchen, und ursprünglich wohl an allen vier Ecken.

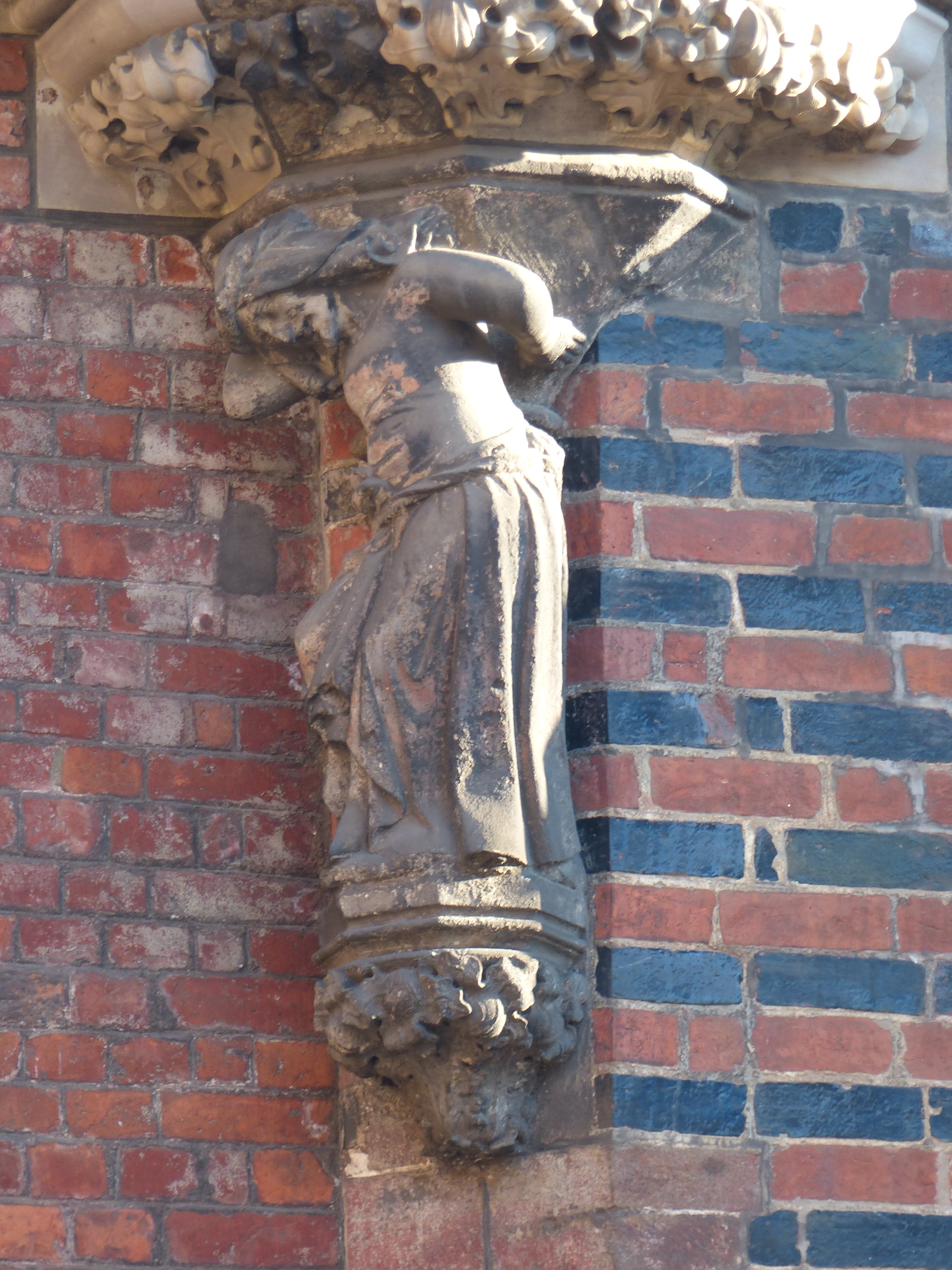
Tragefigur des Ecktürmchens
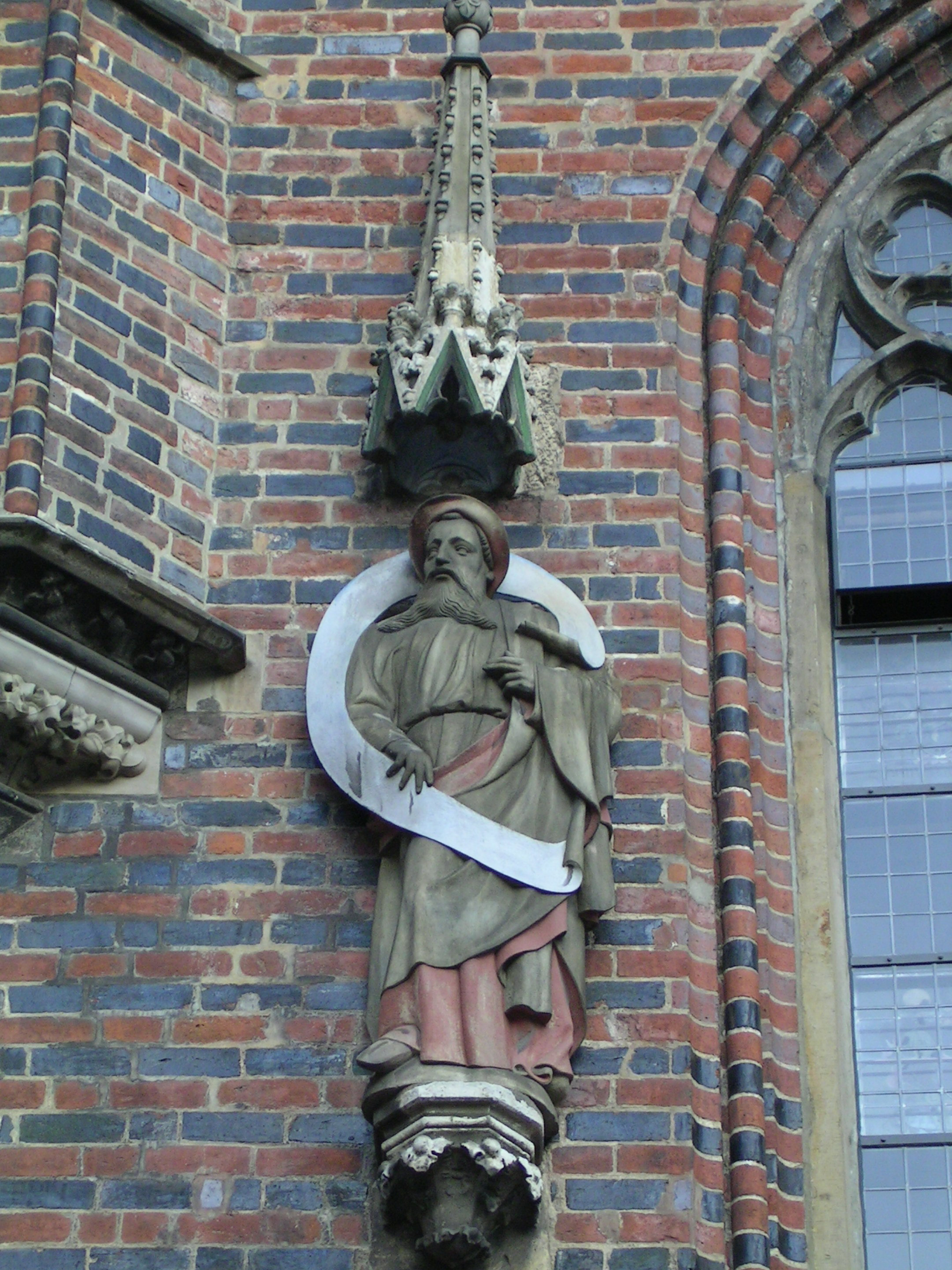
Platon
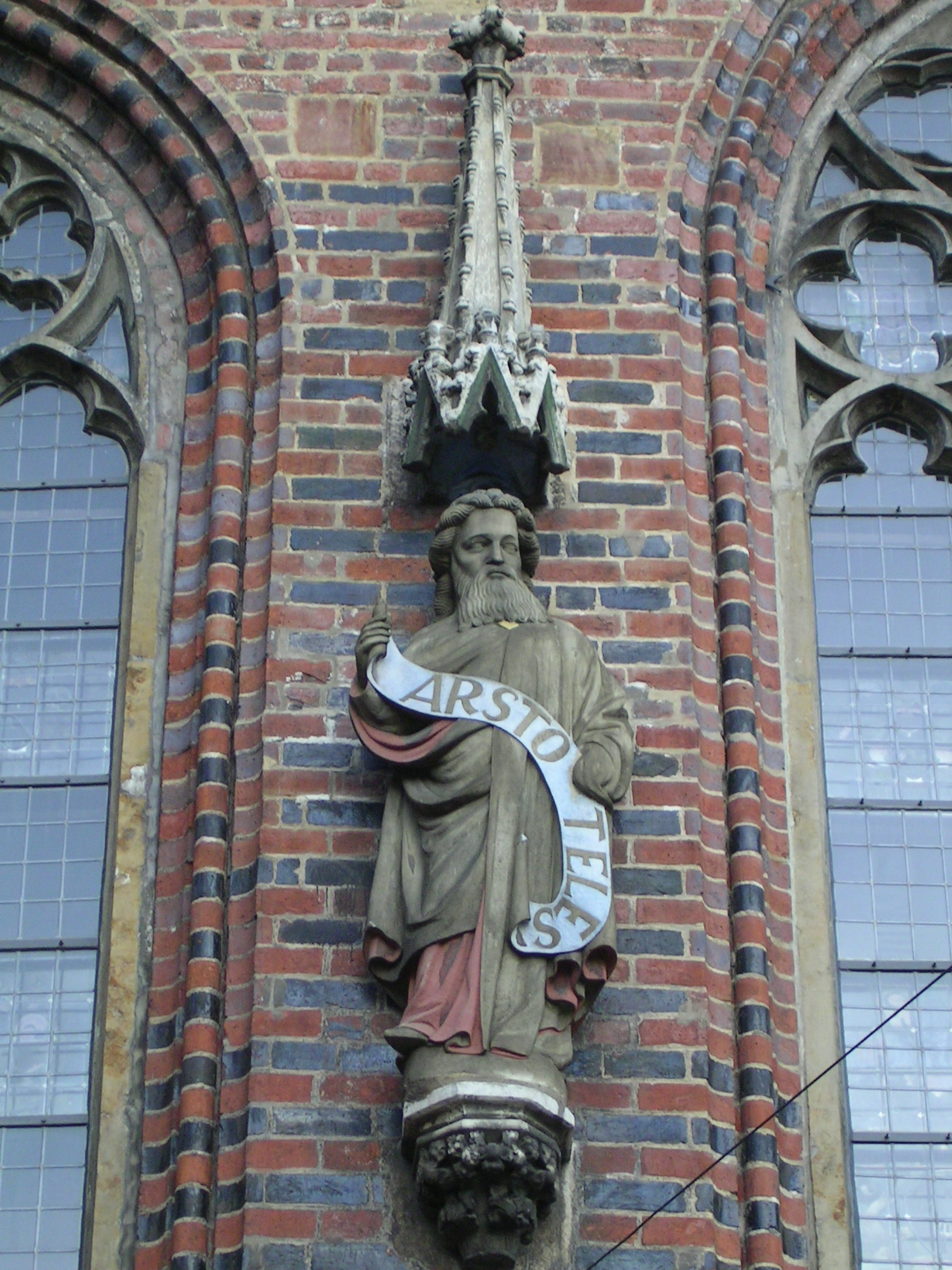
Aristoteles
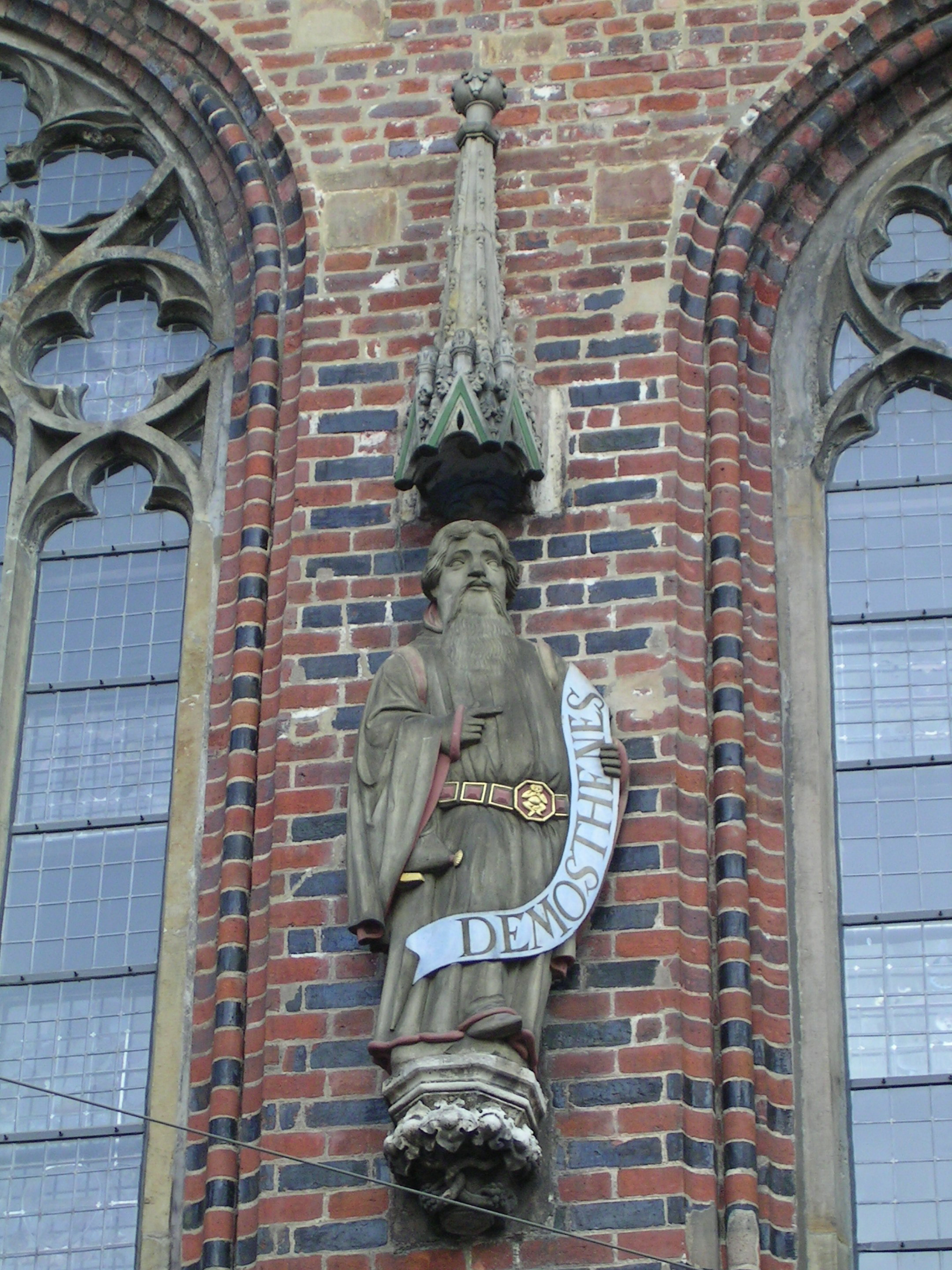
Demosthenes
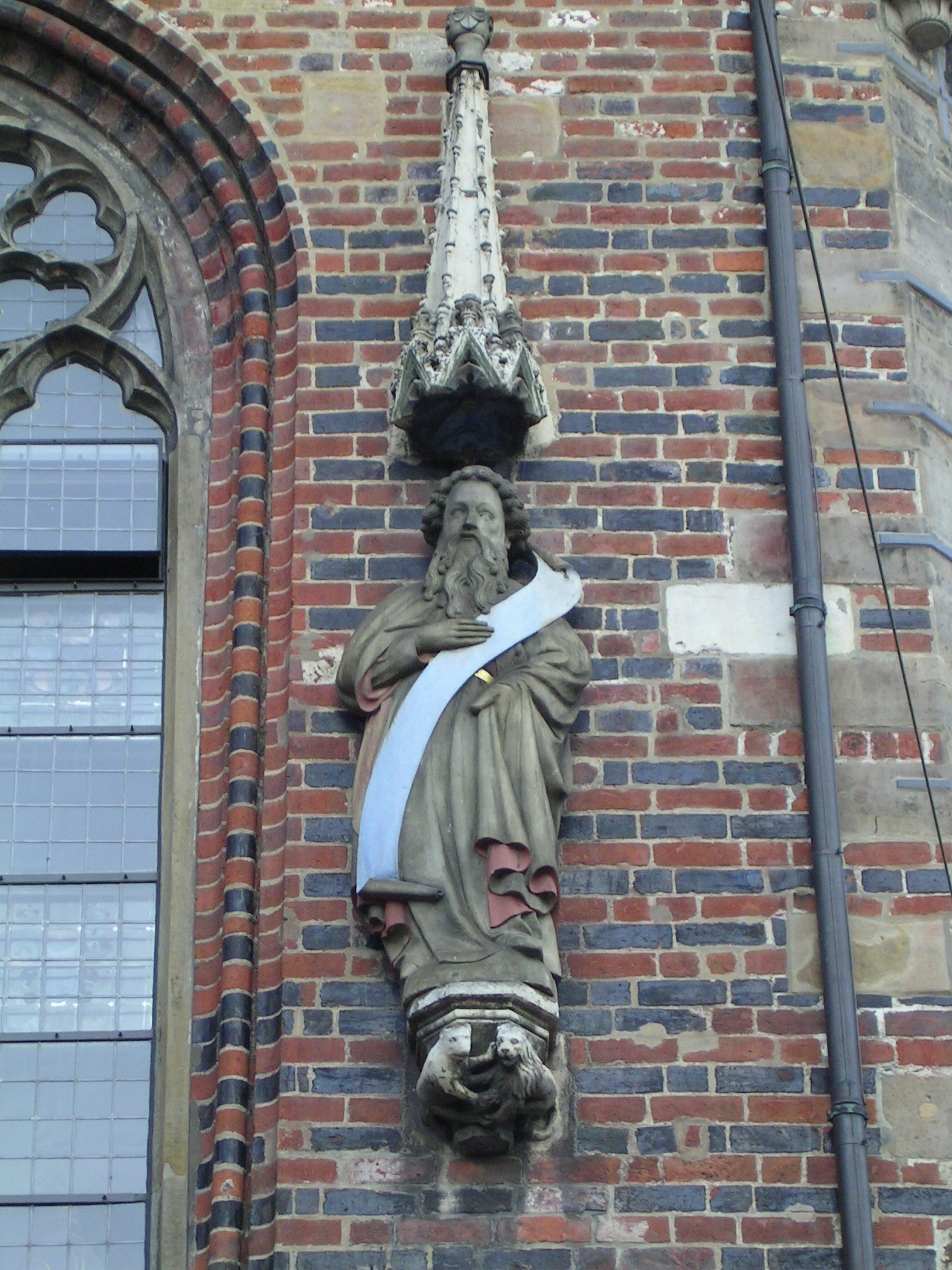
Marcus Tullius Cicero

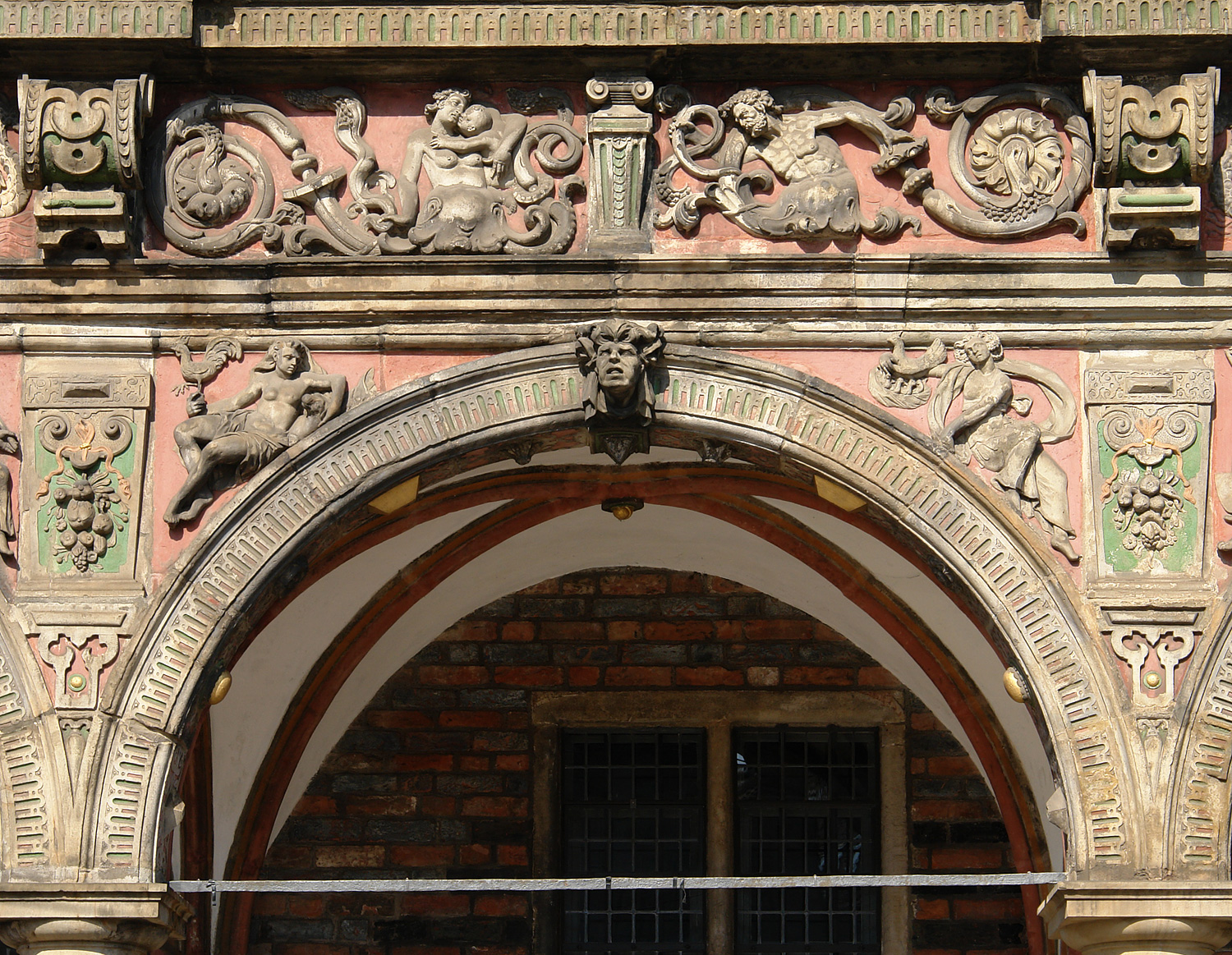
Zwickelreliefs im zweiten Arkadenbogen: Vigilantia (Hahn) und Custodia (Gluckhenne)

Auch die Figuren aus dem Alten und Neuen Testament an der südöstlichen Fassade verknüpfen christliche und weltliche Bedeutungsinhalte: Petrus (mit Schlüssel), ein Prophet (Jonas? Daniel?, der sog. „Doktor“) mit barettähnlicher Kopfbedeckung, ein Weiser, wohl Moses, der Gesetzgeber des Alten Testamentes (nach anderer Deutung Hiob), und ein Prophet auf Löwenkonsole, wohl Salomo (oder Moses?). Die Figuren könnten also insgesamt symbolisieren: „Drum spricht der Herr… Und ich will dir wieder Richter geben, wie vormals waren und Ratsherren wie am Anfang. Als dann wirst du eine Stadt der Gerechtigkeit und eine treue Stadt heißen“ (Jes. 1, 24–26).
Die Wappen von weiteren dreißig Fürsten und Städten sind in den Kreisblenden unter den Zinnen zu sehen. Die alte Ratslaube als Verkündungslaube über dem sechsten Arkadenbogen musste der neuen Fassade weichen.
Mit der Umgestaltung zur Renaissancefassade erfolgten einige umfangreiche Eingriffe am gotischen Rathaus. Entscheidend neu sind der mächtige Mittelrisalit mit seinem viergeschossigen Giebel und die zwei kleineren Giebel. Hinter dem Mittelrisalit befindet sich die Güldenkammer. Hunderte Bildthemen zieren die Schaufassade und lassen Raum für Deutungen. Die Gluckhenne am zweiten Bogen ist die bekannteste Allegorie. Einer späteren Deutung nach werden Henne und Küken mit der Gründung Bremens in Verbindung gebracht: Fischer, die der Henne folgten, fanden so einen sicheren Ansiedlungsplatz. Tatsächlich symbolisiert sie die schützende Henne, so wie der Rat auch den Bürgern Schutz bieten wollte, während der Hahn und der Hund als Gegengruppe Wachsamkeit verkörpern sollen.
Die Arkaden und ihr symbolträchtiges Figurenprogramm bestehen aus 22 Frauenfiguren und dem darüber liegenden Fries, geschmückt mit einander zugewandten Figuren, die verschiedene Sternzeichen und die Kardinaltugenden Glaube, Hoffnung und Liebe sowie Klugheit, Mäßigkeit, Stärke und Gerechtigkeit darstellen. Zudem sind unter der Güldenkammer die vier Wappen der Bürgermeister um 1612 zu sehen (Heinrich Zobel, Johann Brand der Jüngere, Dietrich Hoyer und Arnold Gröning).
Der Datumsstein aus Sandstein, der sich unter dem zweiten Arkadenbogen befindet und etwa in Kopfhöhe in das Sichtmauerwerk der Rathausfassade eingelassen ist, trägt die eingemeißelten Zahlen „28.9.1787“. Er erinnert an eine der letzten öffentlichen Hinrichtungen in Bremen: An diesem Tag wurde der Bremer Nicolas Junge, der die Witwe seines Bruders beraubt und tödlich verletzt hatte, auf dem Richtplatz in Walle hingerichtet. Kurz zuvor, am 17. September 1787, war der Stadtrat auf dem Bremer Marktplatz als Peinliches Halsgericht zusammengekommen und hatte den aus Oberneuland stammenden Raubmörder zum Tod durch das Schwert verurteilt.

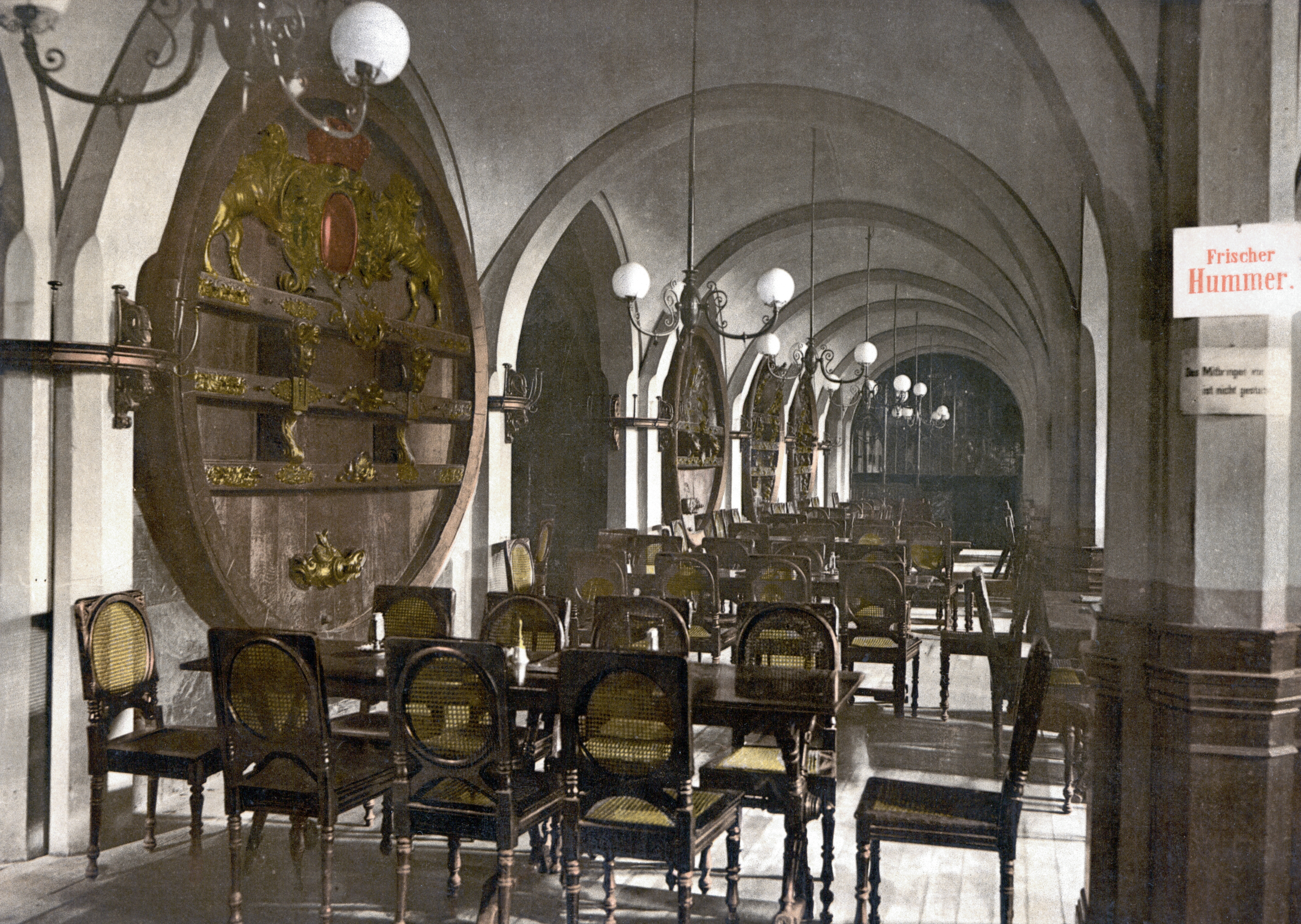
Bremer Ratskeller, um 1900

Die Herolde am östlichen Portal des Alten Rathauses sind zwei Reiterfiguren, die erstmals 1901 aufgestellt wurden. Der Bremer Kaufmann John H. Harjes hatte diese vom Bildhauer Rudolf Maison geschaffenen Figuren 1900 bei der Weltausstellung in Paris gesehen, gekauft und der Stadt geschenkt. Nach dem Zweiten Weltkrieg standen die Reiter seit 1956 im Park der Egestorff-Stiftung in Osterholz. 2007 wurden sie, nach einer Sanierung, wieder am Ostportal aufgestellt.

#### Bremer Ratskeller
Der Bremer Ratskeller, mit der größten Sammlung deutscher Weine, ist eine traditionelle Gaststätte im Keller des Bremer Rathauses. Seit seiner Erbauung im Jahre 1405 werden dort deutsche Weine gelagert und verkauft. Mit seinem über 600-jährigen Bestehen ist der Bremer Ratskeller der älteste Weinkeller Deutschlands. Der Ratskeller besteht aus Großer Halle, Hauffsaal, Apostel- und Rosekeller, Senats- und Kaiserzimmer, Bacchuskeller sowie Zunftstube und Schatzkammer.

#### Untere Rathaushalle

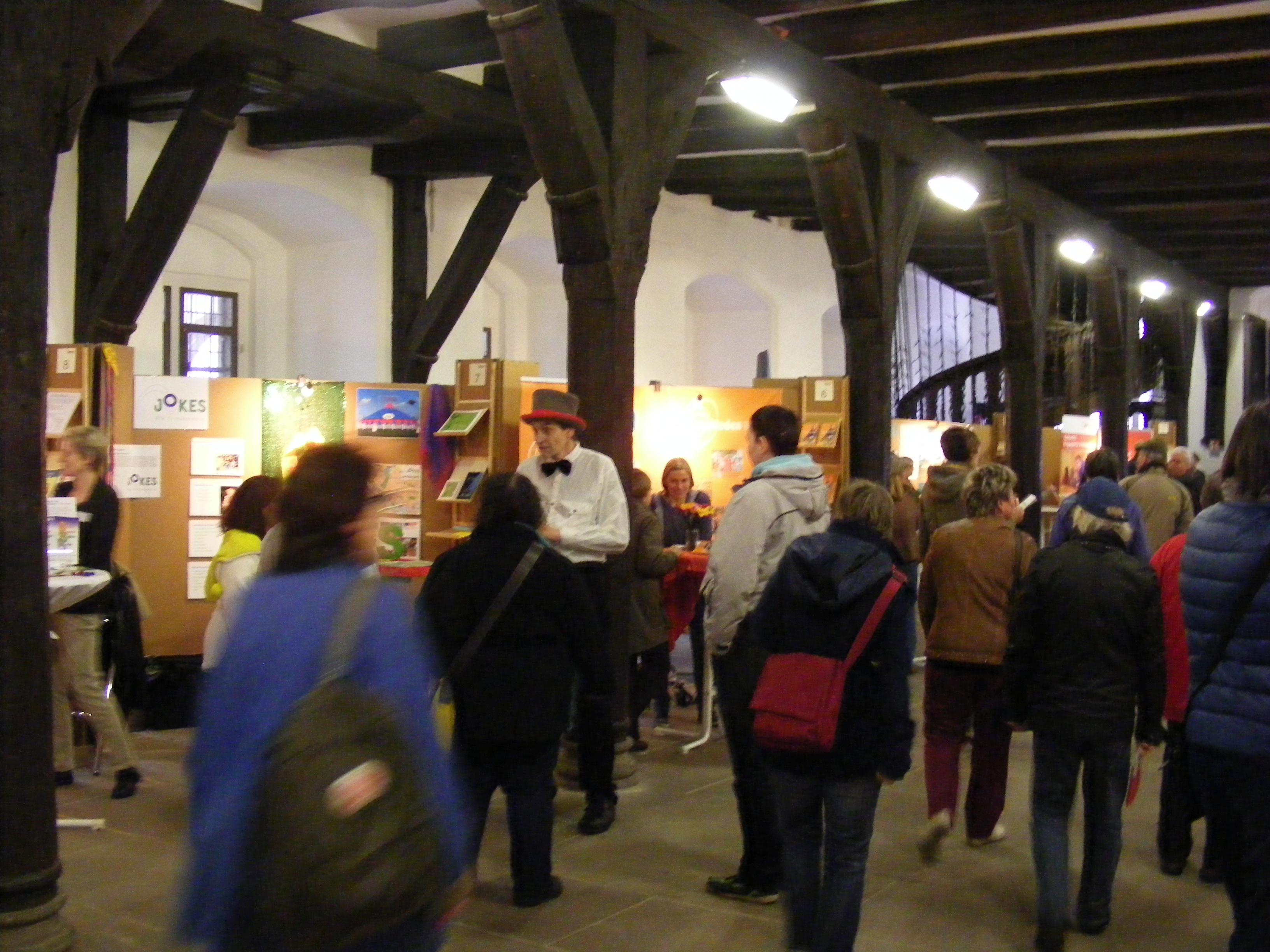
Untere Rathaushalle mit „Börse“ der Freiwilligenagentur Aktivoli

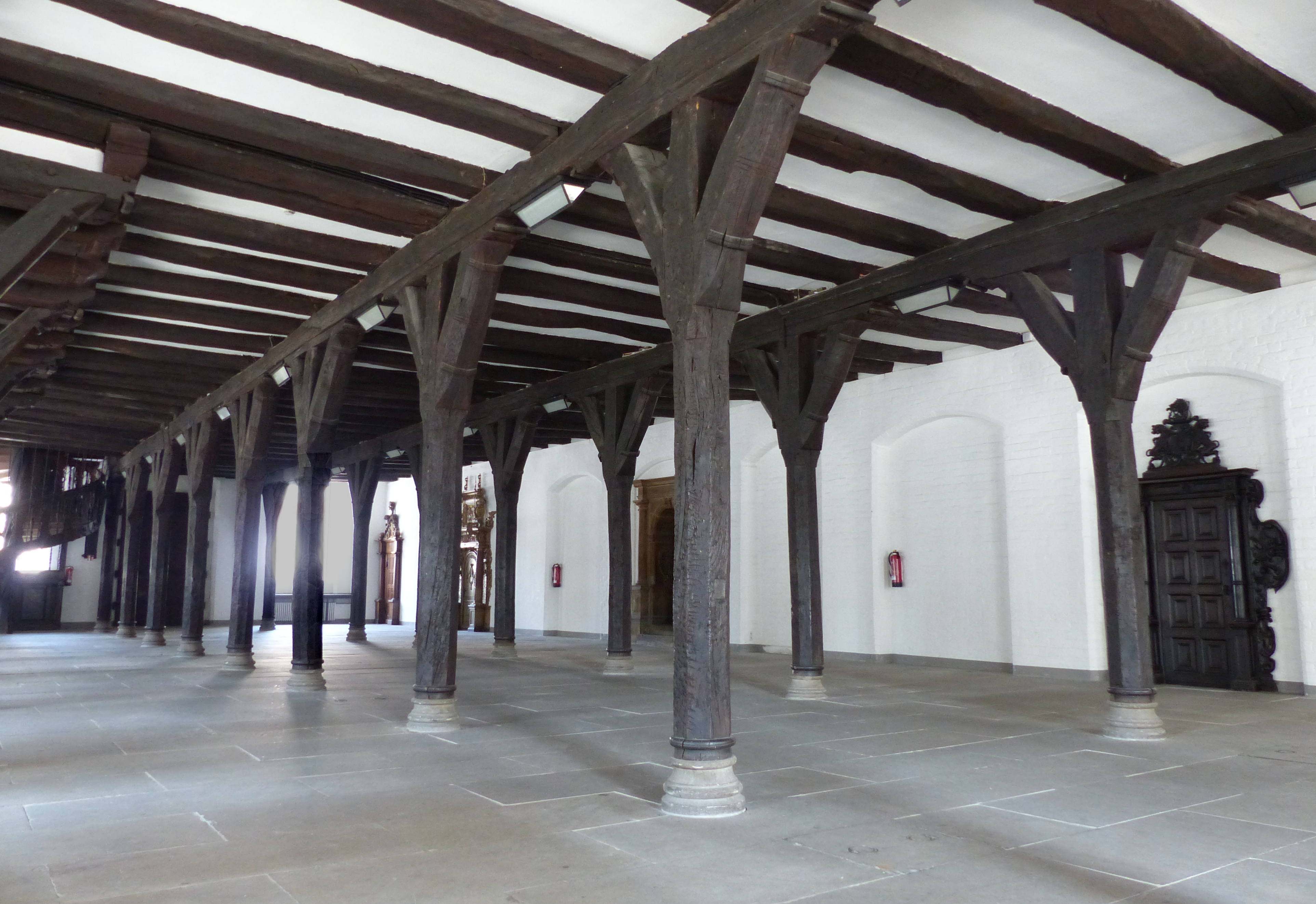
Untere Rathaushalle nordwärts

Die Untere Rathaushalle ist als einer der schönsten Profanbauten der Gotik in seiner Grundform fast vollständig unverändert erhalten geblieben. Im Gegensatz zur Oberen Halle ist dieser Raum schmucklos gehalten, mit einem Steinfußboden, sichtbaren Holzbalken und gekalkten Wänden. Die Decke der dreischiffigen Halle wird getragen von 2 mal 10 achteckigen Eichenholzstützen. Die Halle hat an beiden Stirnseiten je ein verziertes, gotisches Portal. Von den Portalen an der Rückwand hat eines einen spätgotischen Konsolensturz. Lange Zeit diente die Halle als Markthalle. Heutzutage wird sie vor allem für Ausstellungen genutzt.
An der Rückwand der Halle gibt es fünf historisch wertvolle Portale, die sich allerdings wohl nicht mehr alle an ihrer ursprünglichen Stelle befinden. Auch sind sie derzeit ohne Funktion. Zwischen dem vierten (aus dunkelgrauem Holz) und dem fünften (spätgotischen) liegen die heute genutzten Verbindungen zwischen der Eingangshalle des (Neuen) Rathauses und der unteren Rathaushalle, geschmückt in moderatem Jugendstil.
Heute stehen sie in der folgenden Reihenfolge von der Nord- zur Ostecke:

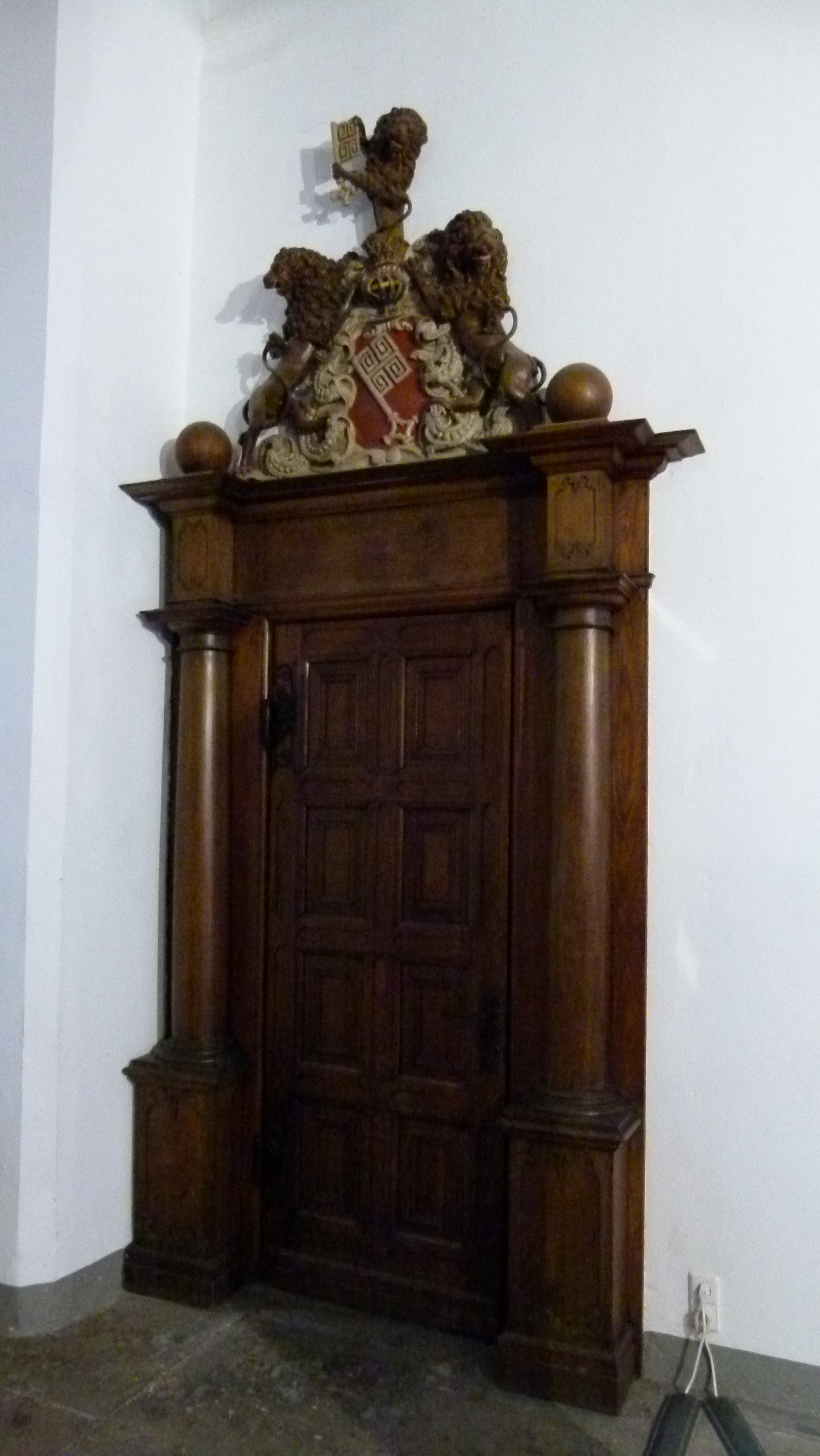
Holzrahmen mit plastischem Schmuck
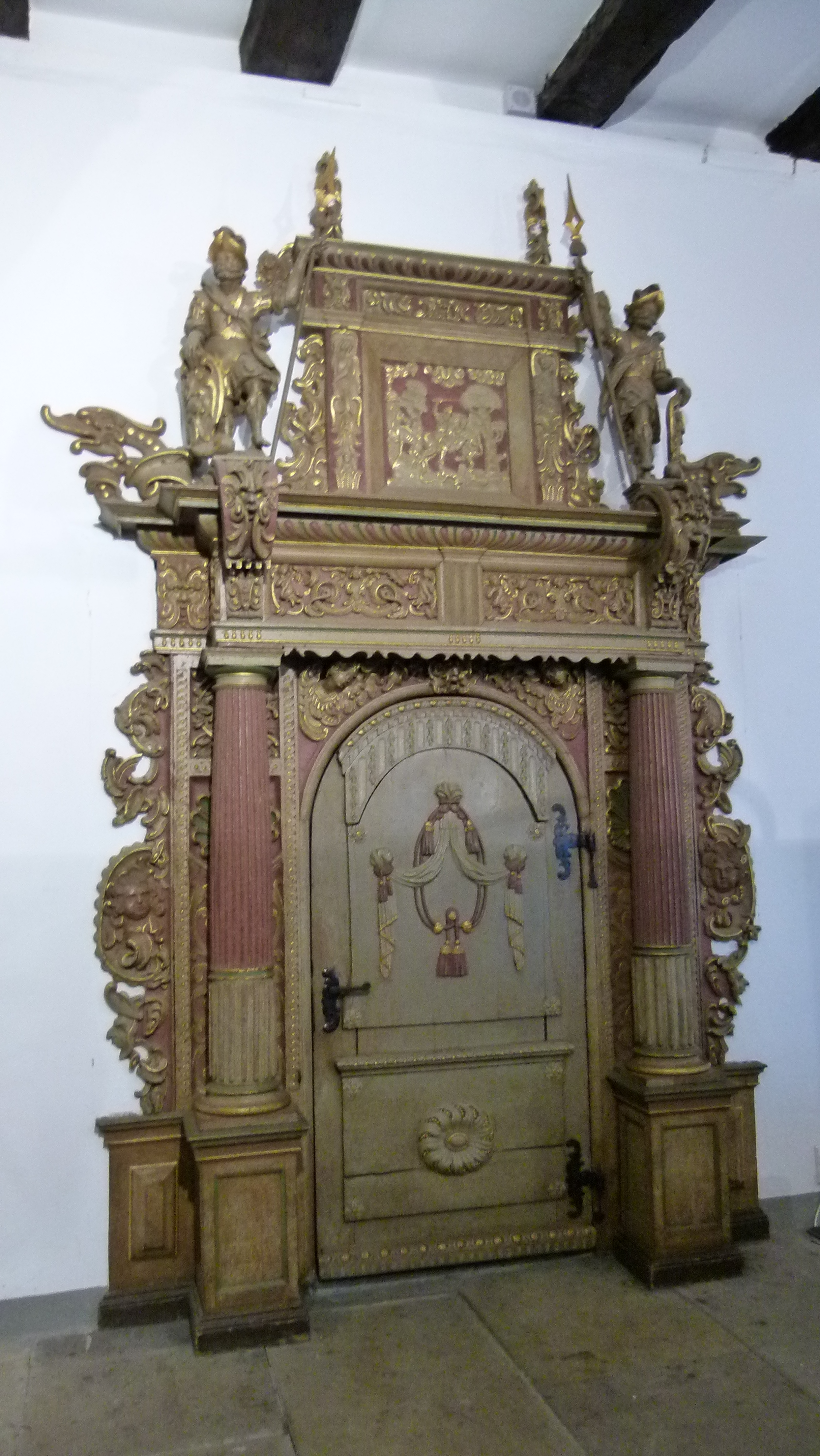
Barocker Holzrahmen, bemalt
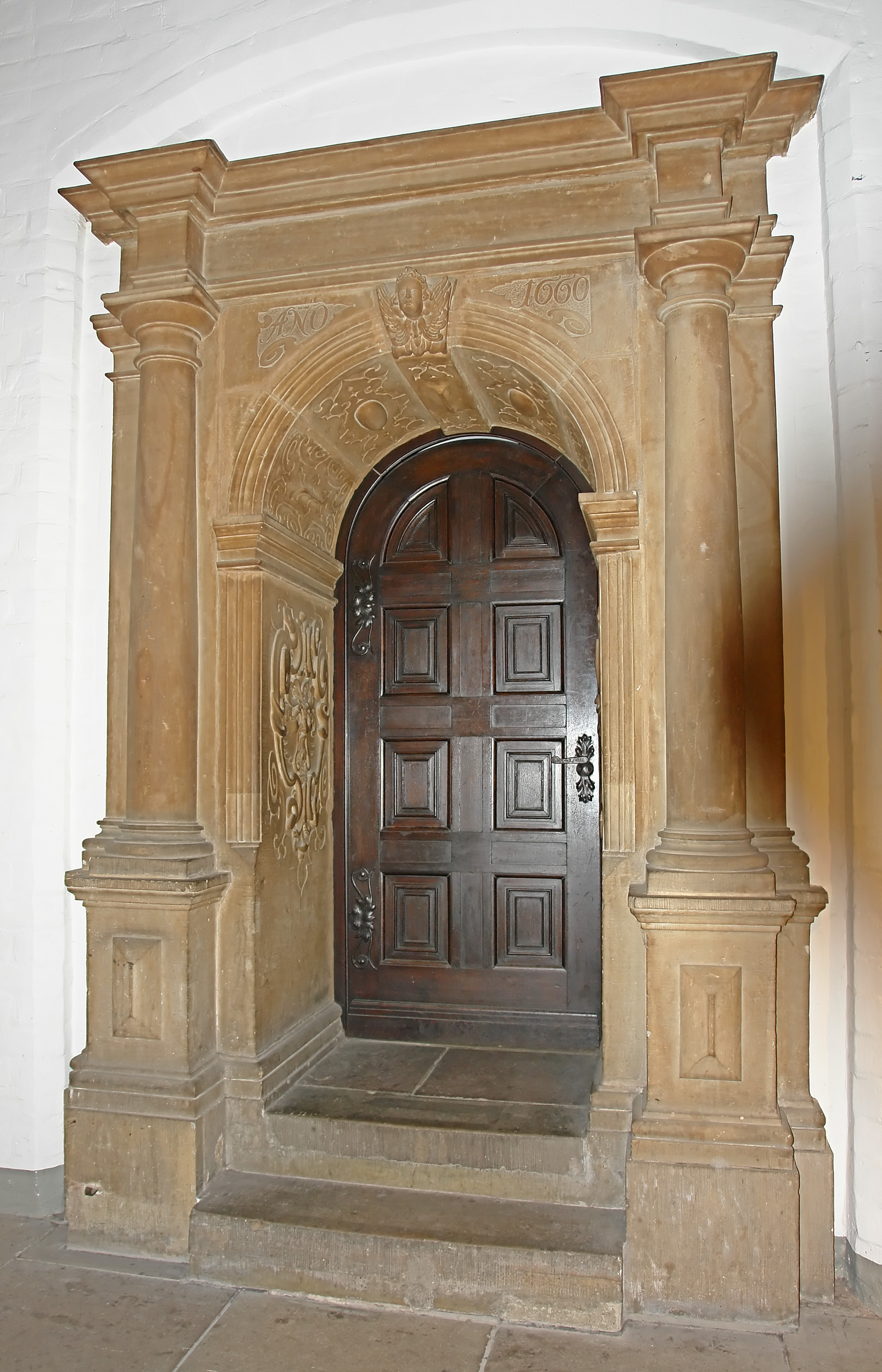
Triumphbogen
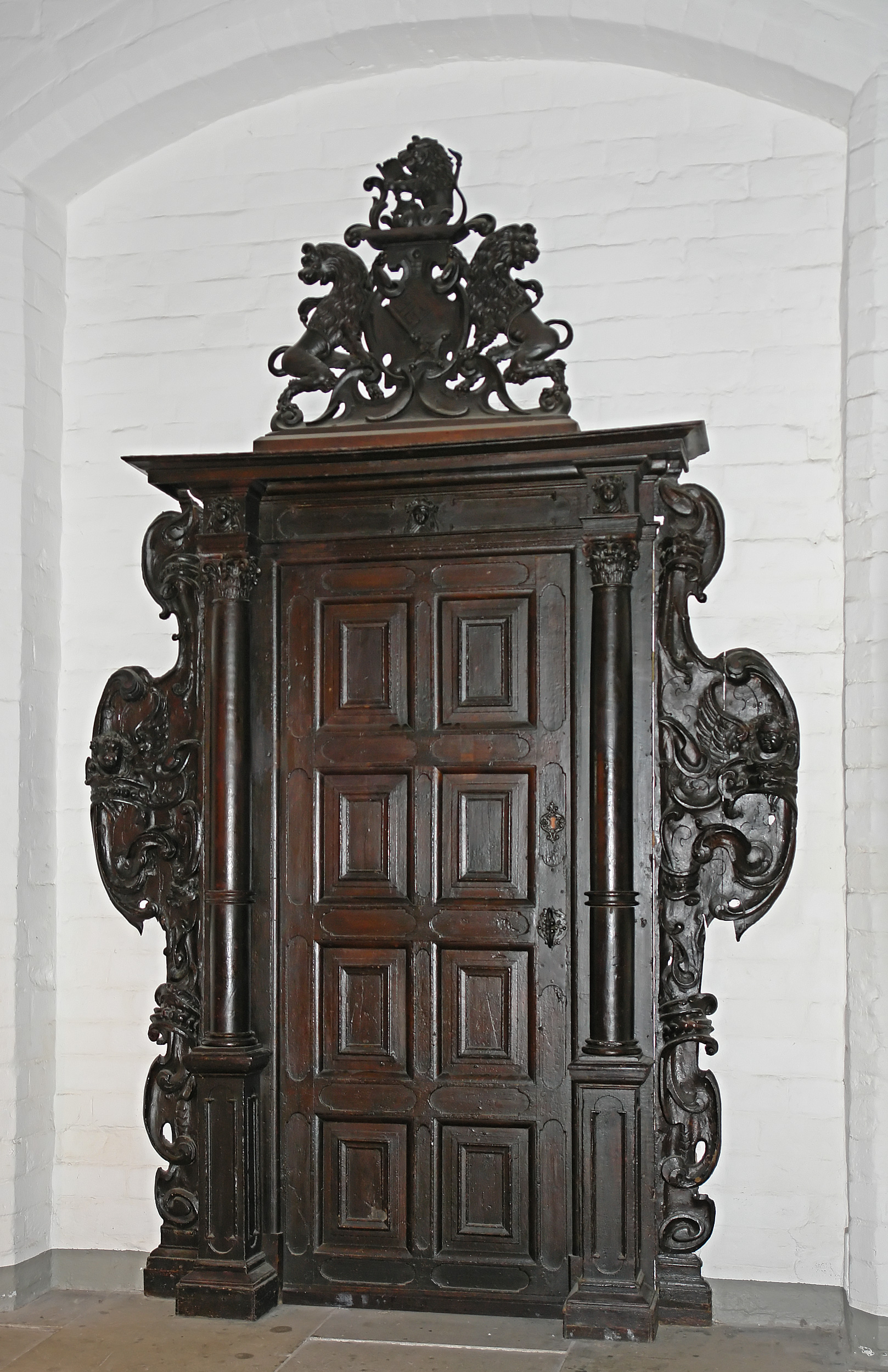
Holzrahmen mit flachem Schnitzwerk
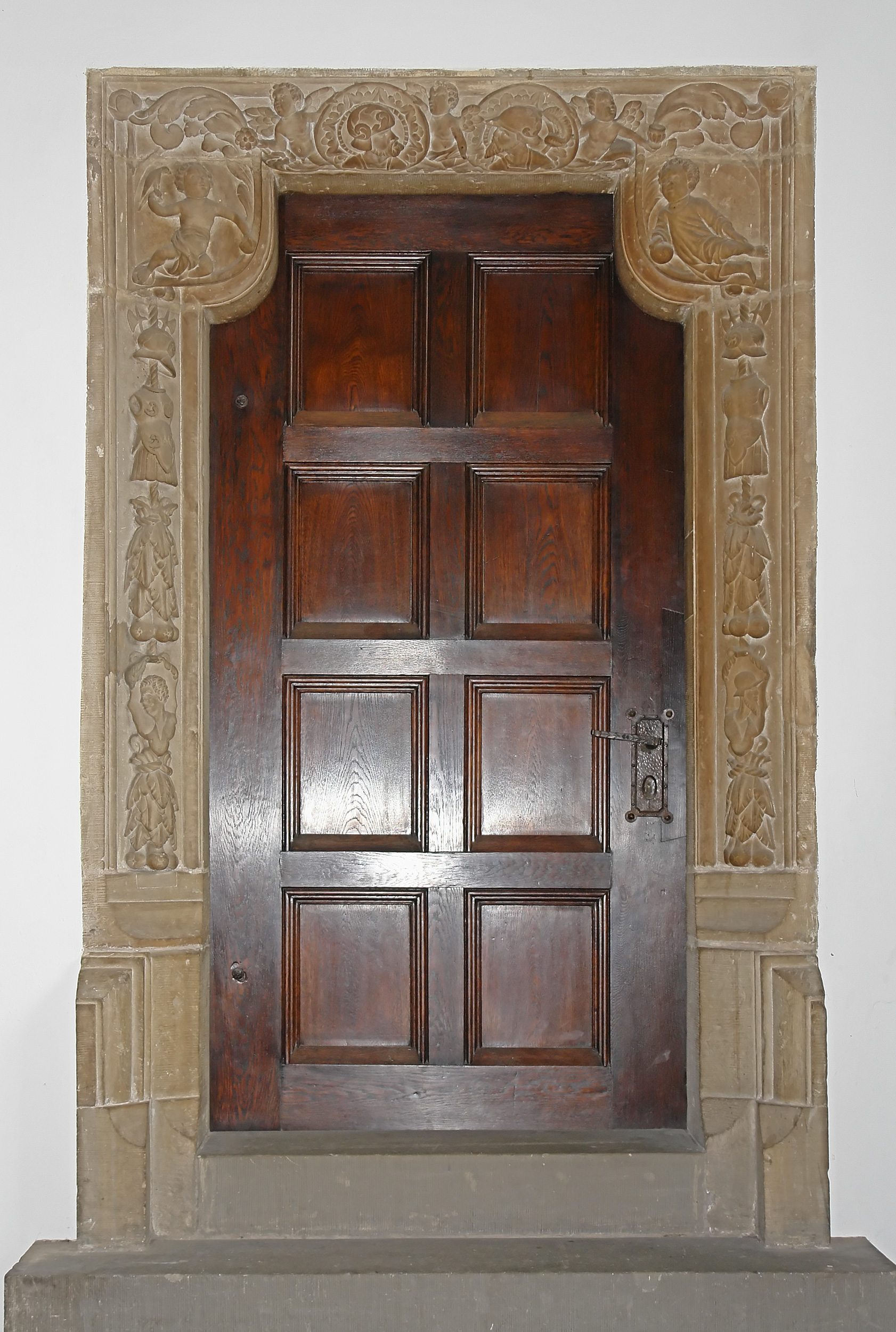
Spätgotik

#### Obere Rathaushalle

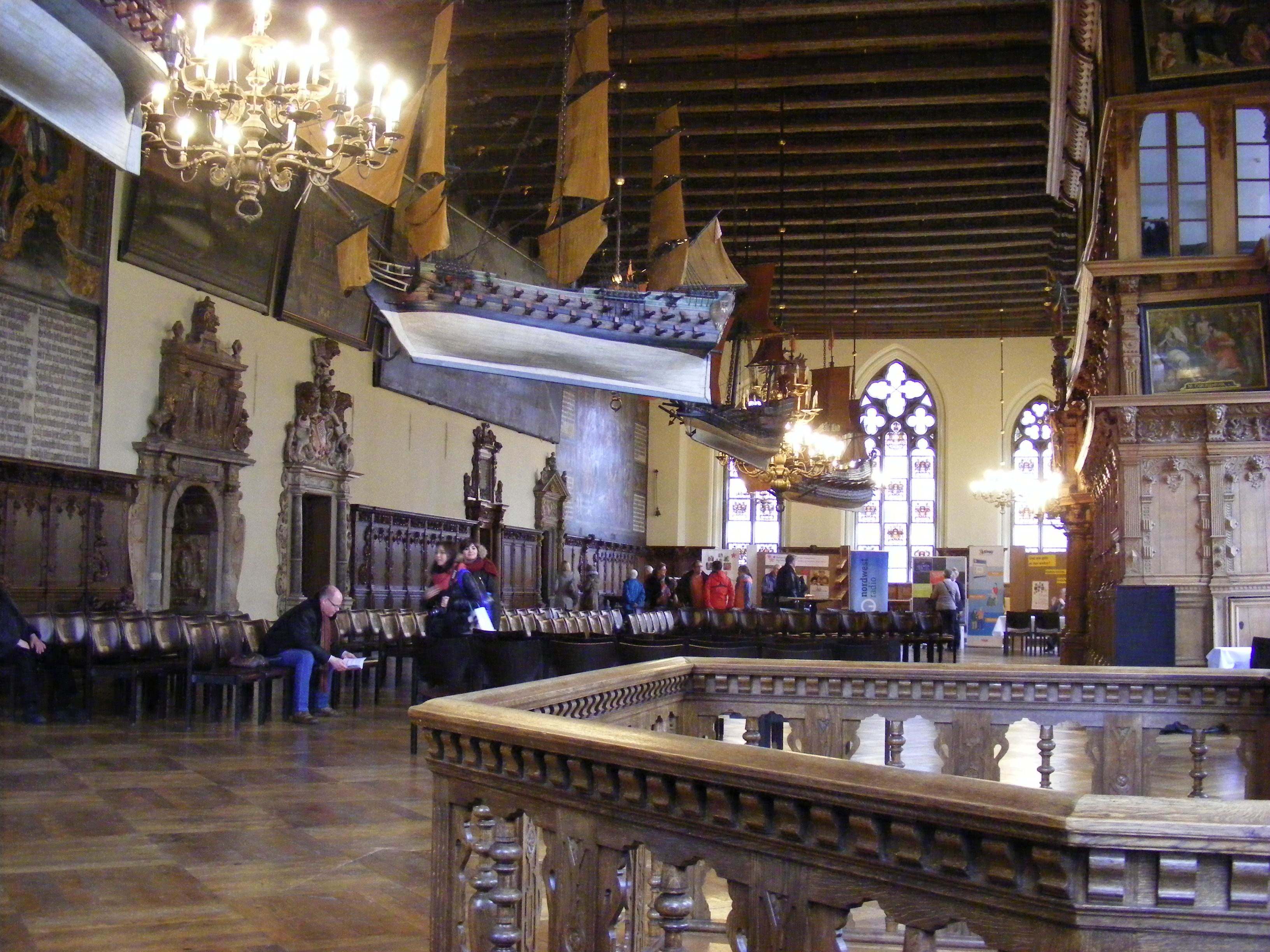
Obere Rathaushalle, im Vordergrund Brüstung um die Wendeltreppe von der unteren Halle

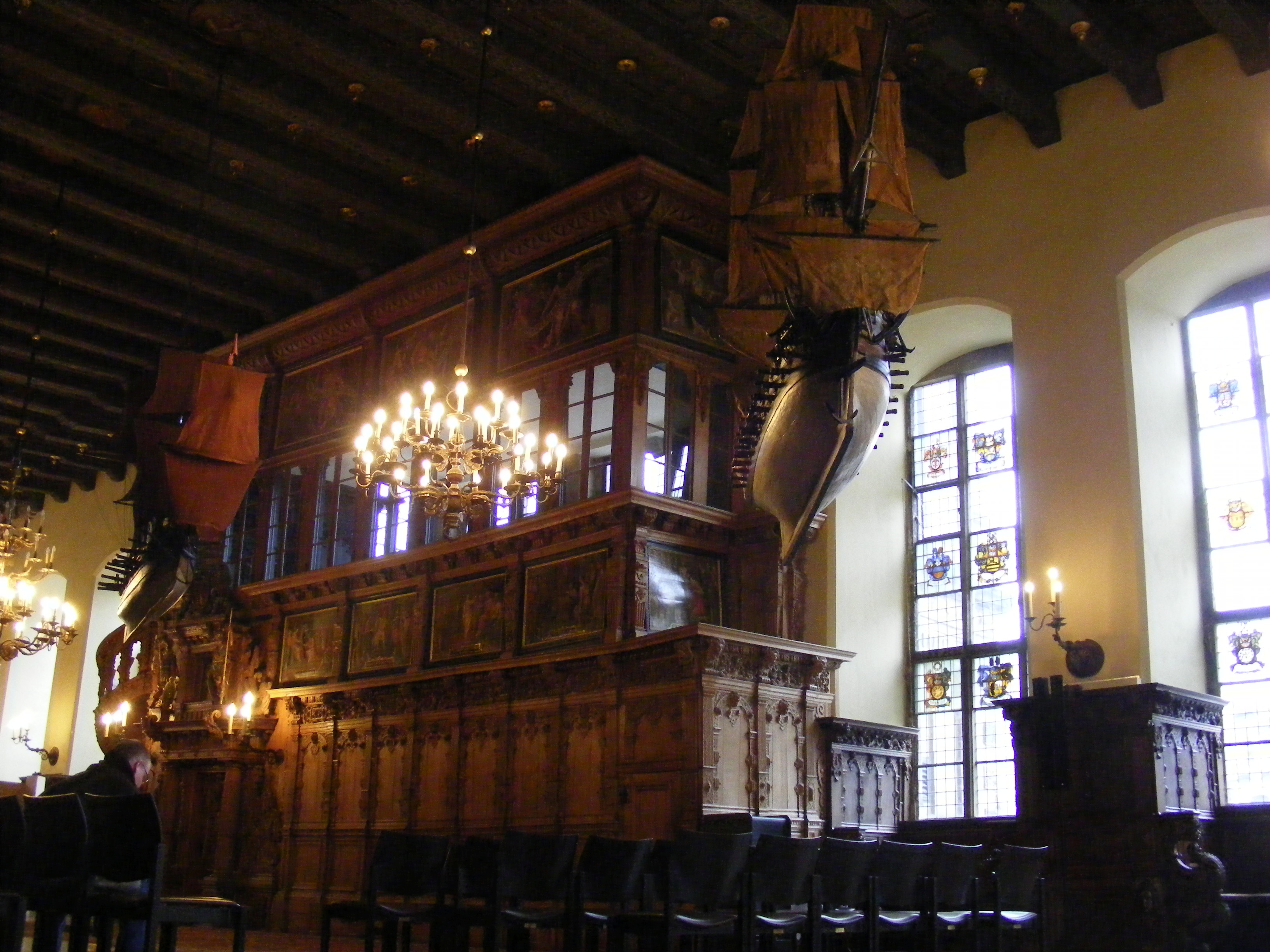
Obere Rathaushalle mit altem Archiv (oben) und Güldenkammer

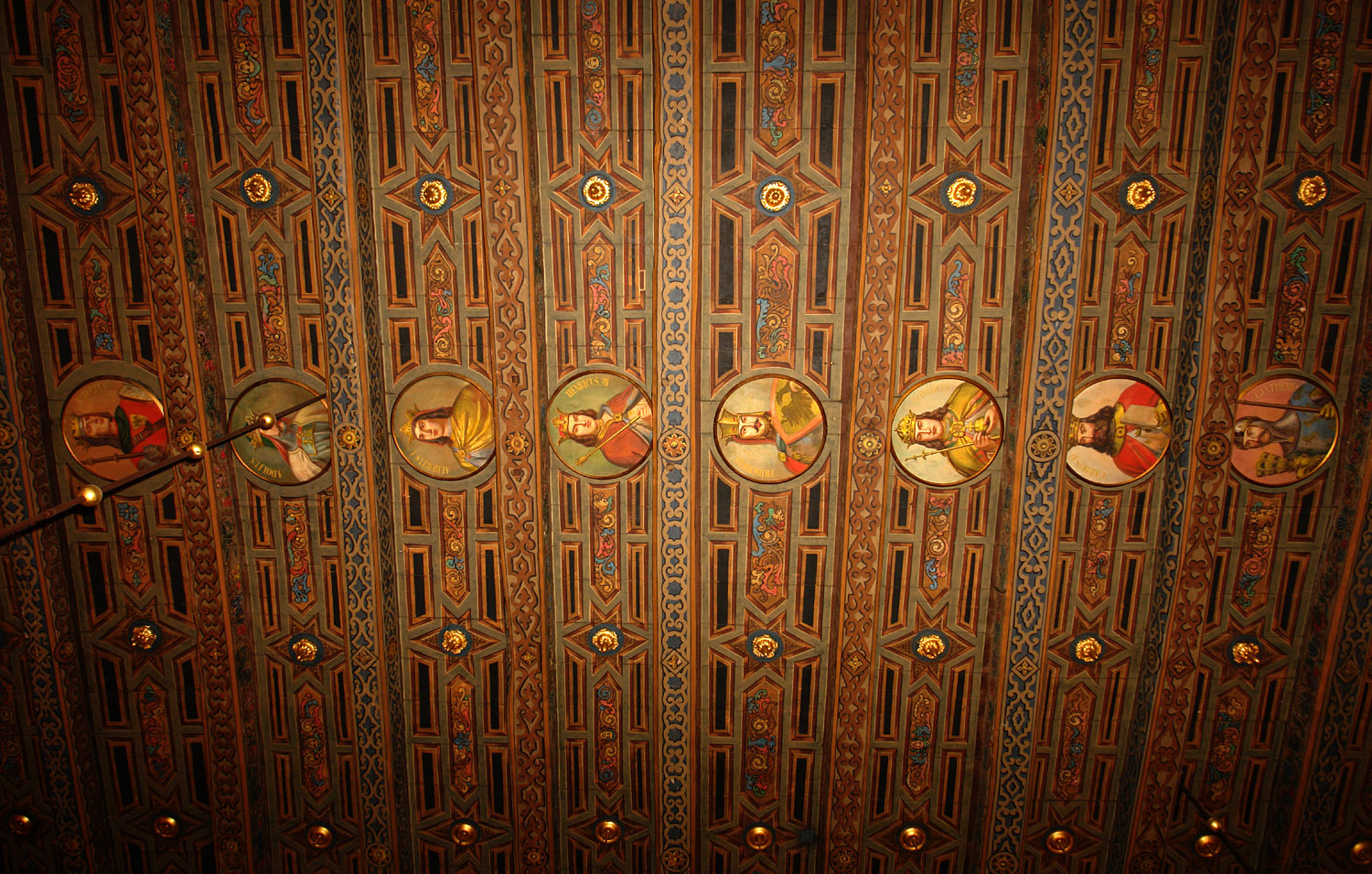
Teil der Decke in der Oberen Rathaushalle, Zustand 2007

Die Obere Halle, der bedeutsamste Raum im Rathaus, diente ursprünglich für Rats- und Gerichtssitzungen, heute finden dort Feiern, Empfänge und Konzerte statt. Mit seinen Ausmaßen (41 Meter lang, 13 Meter breit und 8 Meter hoch) gehört er zu den größten stützenlosen profanen Hallen des Mittelalters in Nordeuropa.
Vor dem Umbau von 1608 bis 1612 überspannte vermutlich ein gotisches Tonnengewölbe die Halle. Seitdem ist hier eine flache, ornamental bemalte Holzdecke eingezogen, gehalten von einer kunstvollen Konstruktion aus mächtigen Eichenstämmen. 33, allerdings 1857 übermalte Kaisermedaillons, von Karl bis Sigismund, zieren die reich ornamentierte Decke und propagieren damit den Status einer unmittelbar dem Reich untertanen Stadt. Von der Decke herab hängen Modelle von Orlogschiffen (Kriegsschiffe, die die Konvois der Kaufleute begleiteten) aus den Jahren 1545 (?), 1650, 1770 und 1779.

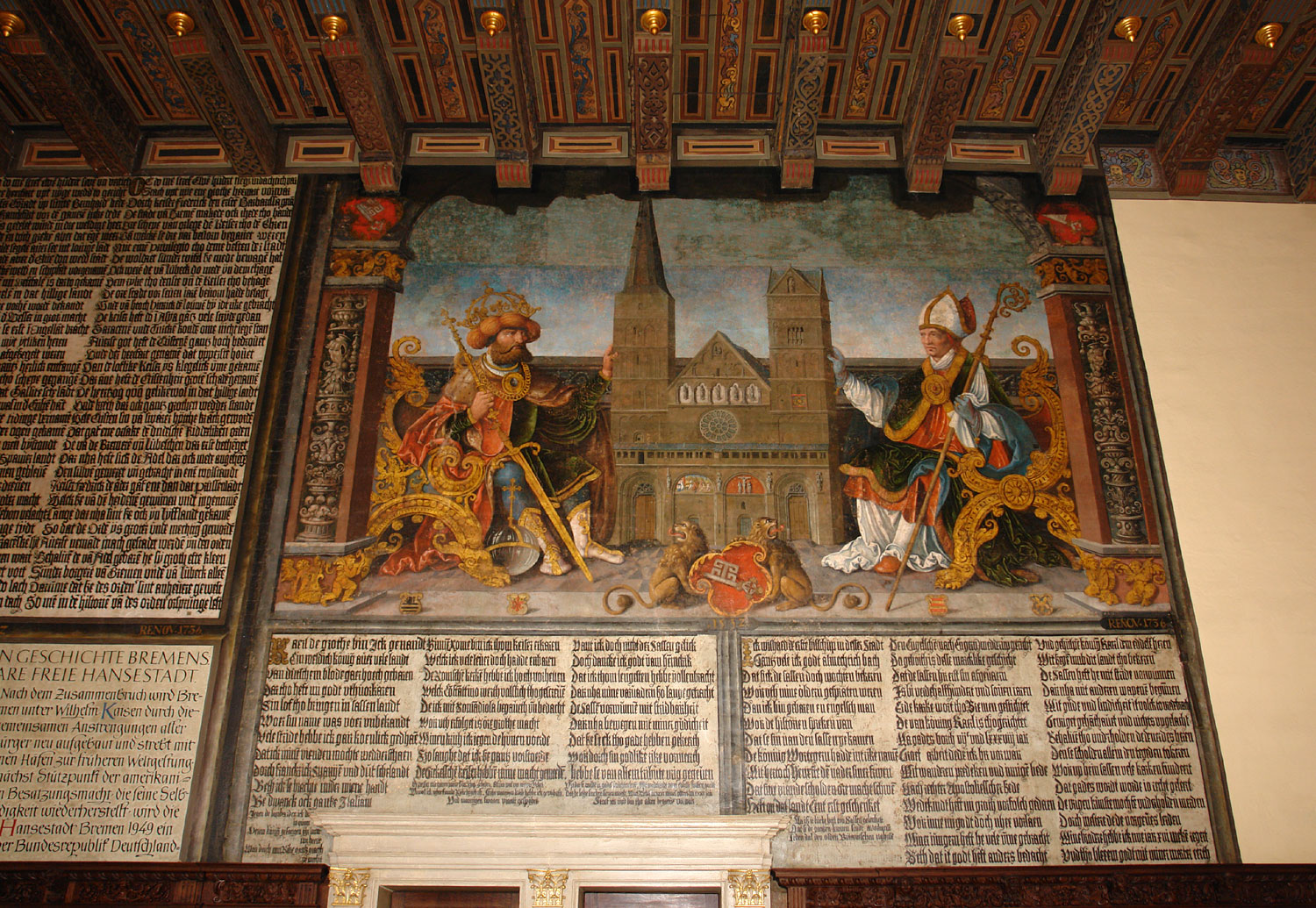
Kaiser Karl und Bischof Willehad, Wandgemälde von B. Bruyn, 1532

An den Wänden befinden sich zwei große Wandgemälde, die dem niederrheinischen Meister Bartholomäus Bruyn zugeschrieben werden. Eines, 1532 datiert, zeigt Kaiser Karl den Großen und Bischof Willehad, die als „Gründer“ der Stadt aufgefasst wurden. Zwischen beiden steht, ähnlich wie auf dem Stadtsiegel von 1230, der Bremer Dom – allerdings in seiner Form von 1532. Ein langes Textfeld daneben berichtet von der Gründung der Stadt, von „Kaerl de grothe und Wilhaed, de erste Bisschup in desser stad“, auch davon, dass Willehad nach Bremen geschickt wurde, „umb dit landt tho bekeren“ und behauptet, dass man mit „schepen“ „to segelen in dat hillige lands“ an den Kreuzzügen teilgenommen habe.
Das andere Wandbild des Malers, weiter rechts am Ostende der Nordwand, über der Stelle des ehemaligen Ratsgestühls, ermahnte mit einer Darstellung des Salomonischen Urteils zu guter Rechtsprechung. Es wird flankiert von sechs Halbfigurenbildern antiker und biblischer Leitfiguren (Moses, David, Josaphat, Cato, Cäsar und Cicero), die ebenfalls mit ihren dazugesetzten lateinischen Sentenzen Exempel der Gerechtigkeit geben.
An die Hansezeit erinnert eine große Darstellung des 1563/58 erbauten Hansekontors in Antwerpen. Das größte Gemälde des Saales ist aber jetzt wieder das über neun Meter breite Große Walbild von Franz Wulfhagen aus dem Jahr 1669.
2012 kam, nach fast 50 Jahren Auslagerung im Überseemuseum Bremen, das historische Fischgemälde wieder zurück an seinen angestammten Platz an der Nordwand der Oberen Halle, rechts neben dem Wandgemälde von Kaiser Karl und Bischof Willehad. Das von dem Maler Paul Wohlers 1696 geschaffene 2,43 mal 3,70 Meter große, naturkundliche Gemälde „Der Schwertfisch“ wurde restauriert. Über der Schwanzflosse des in der Weser 1696 gefangenen Fischs ist links am Horizont die Silhouette Bremens erkennbar.

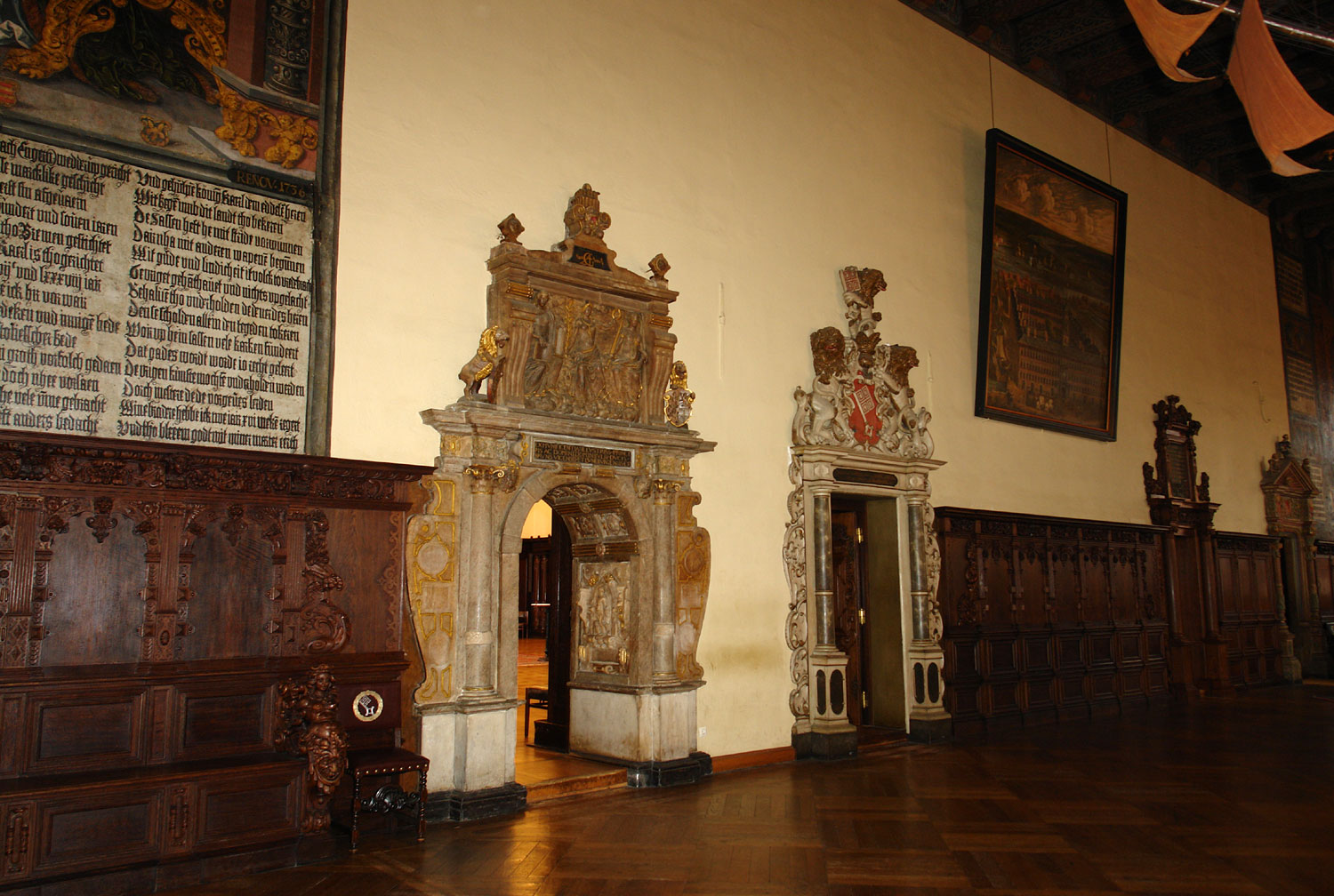
Portale in der Oberen Rathaushalle, Zustand 2007

Die Portale: Das östlichste Säulenportal an der Nordwand führte zur früheren nye dornßen oder Neuen Wittheitsstube, Bestandteil eines früheren Erweiterungsbaus von 1490 bzw. 1545 zwischen Rathaus und Palatium. Es wurde um 1550 im Stil der Hochrenaissance gebaut und verbindet heute das Treppenhaus zwischen dem alten und neuen Rathaus. Das zweite Portal von rechts enthält in einer von Poppe um 1900 in einer dem Knorpelstil nachempfundenen Rahmung die Tafel von 1491, die zwölf Regeln für weises und gerechtes Regieren auflistet. Das dritte Portal aus dem Jahr 1660 wird vom Bremer Wappen und drei Löwen bekrönt. Es führte einstmals in die Neue Rhederkammer, in der die für die Abrechnung von Ein- und Ausgaben zuständigen Ratsherren und Verwalter tätig waren. Das vierte Portal von rechts, das Braunschweiger Portal von 1573, ist ein Geschenk des Herzogs Julius von Braunschweig-Lüneburg, das von Adam Liquier geschaffen wurde. Das Alabasterportal trägt auf korinthischen Säulen ein von Löwen und Pilastern gerahmtes Relief mit allegorischen Gestalten für Weisheit, Frieden und Gerechtigkeit. Es führte ursprünglich in die sogenannte Collektenkammer, die einstige Steuerbehörde Bremens. Ganz im Westen, direkt unter dem Wandbild mit Karl dem Großen und Willehad, befindet sich ein schlichtes, klassizistisches Doppelportal, das heute zum Festsaal und zur Wittheitsstube führt.

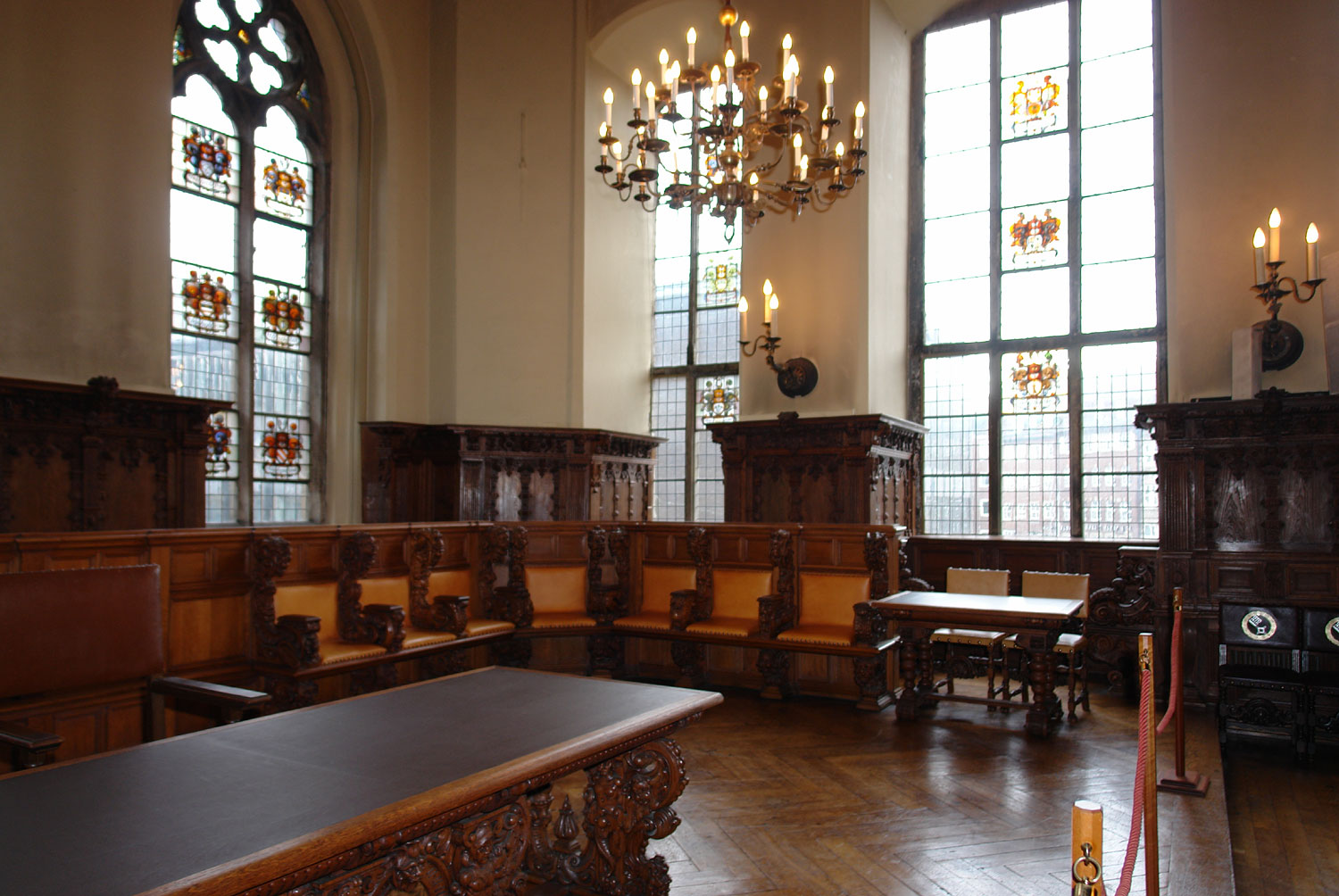
Ratsgestühl in der Oberen Rathaushalle, Zustand 2007

Bis 1811 stand in der Nordostecke der Halle das um 1410 geschaffene Ratsgestühl, das in vier Sitzreihen 24 Ratsherren Platz bot. Es war reich mit farbig gefasstem Schnitzwerk und Inschriften geschmückt. Auf den vier noch erhaltenen Seitenwangen (heute im Focke-Museum) sind Petrus, Paulus, Karl der Große und Bischof Willehad dargestellt. Ein 1901 bis 1904 nach Entwürfen von Johann Georg Poppe eingebautes neues Ratsgestühl wurde um 1955 weitgehend entfernt und verschleudert.
Ursprünglich führte eine Außentreppe in die obere Halle. Sie sollte nur einen kontrollierten Zugang zum Ratssaal zulassen, wurde aber 1532 als zu unsicher abgerissen. Dafür wurde eine neue Spindeltreppe im Inneren angelegt. Ein hölzerner Herkules als römischer Krieger aus der Renaissance bewacht den Aufgang.
Gläserne Wappen der Bürgermeister, Ratsherren und Elterleute (Sprecher der Kaufmannschaft) aus dem 16. bis 18. Jahrhundert befinden sich in den Fenstern der Marktfassade, solche aus dem 19. Jahrhundert im domseitigen Ostfenster.

#### Orlogschiffe

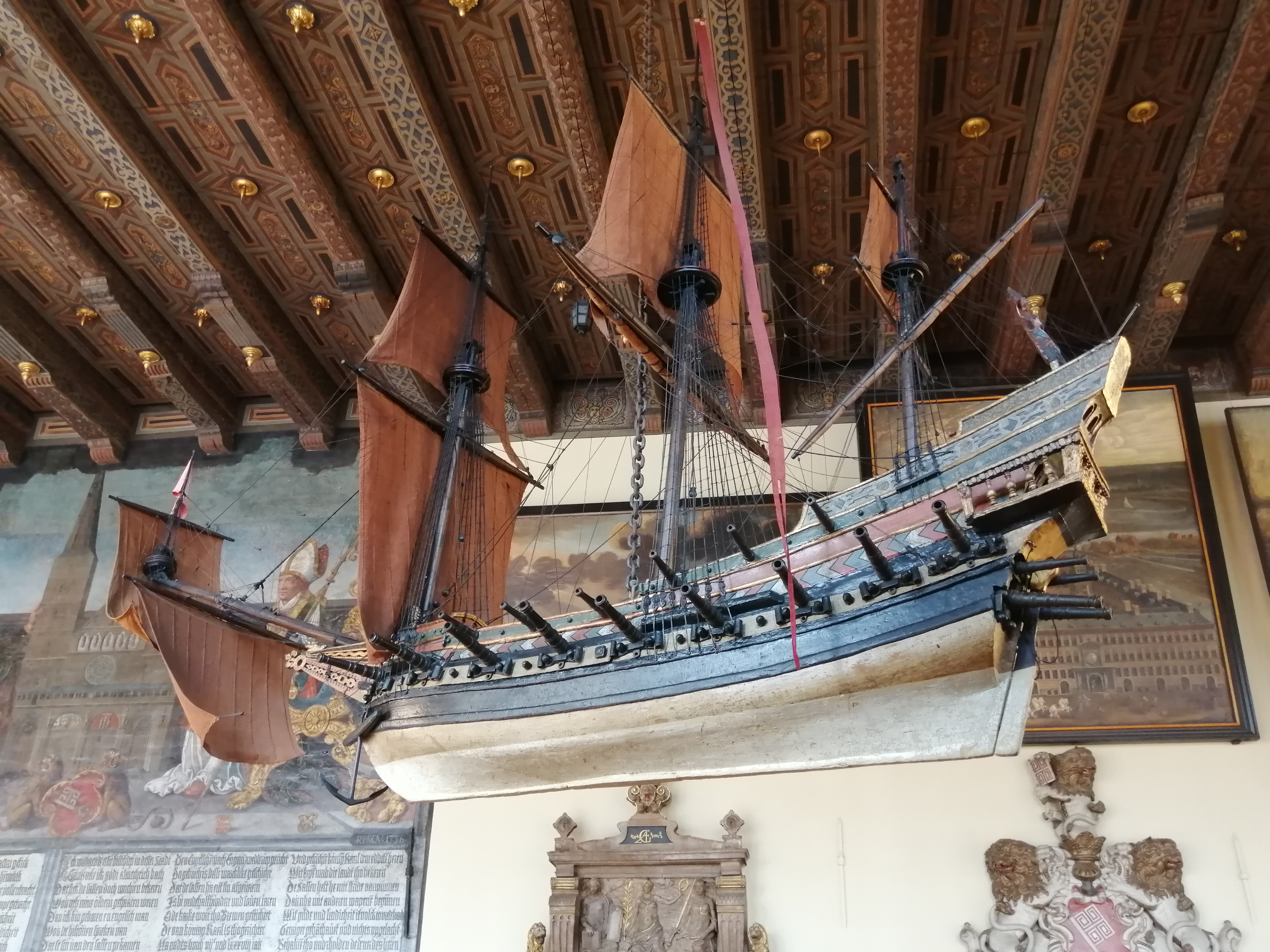
Das älteste Bremer Orlogschiff stammt von 1545.
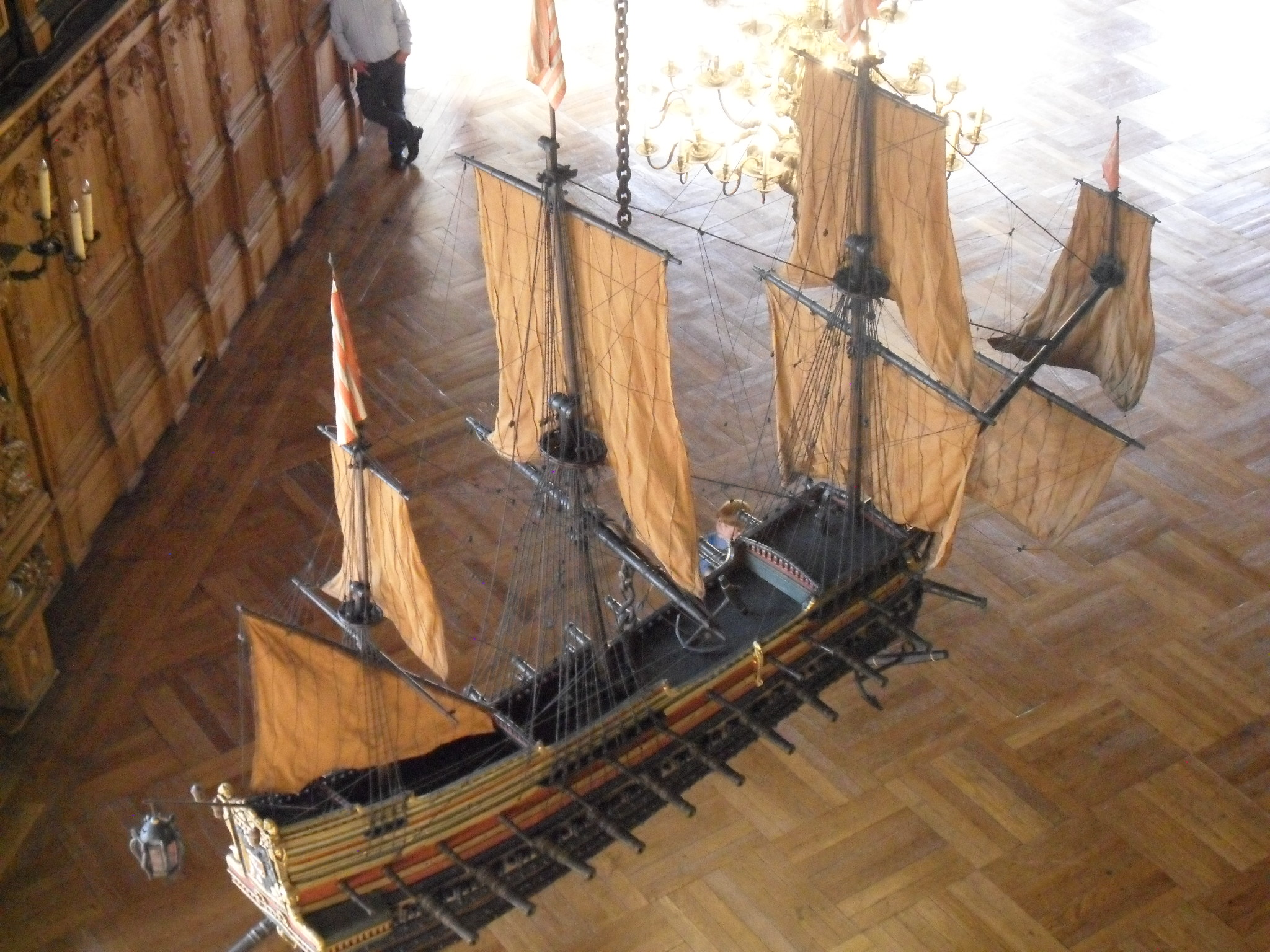
Das Bremer Orlogschiff Johan Swarting von 1650.
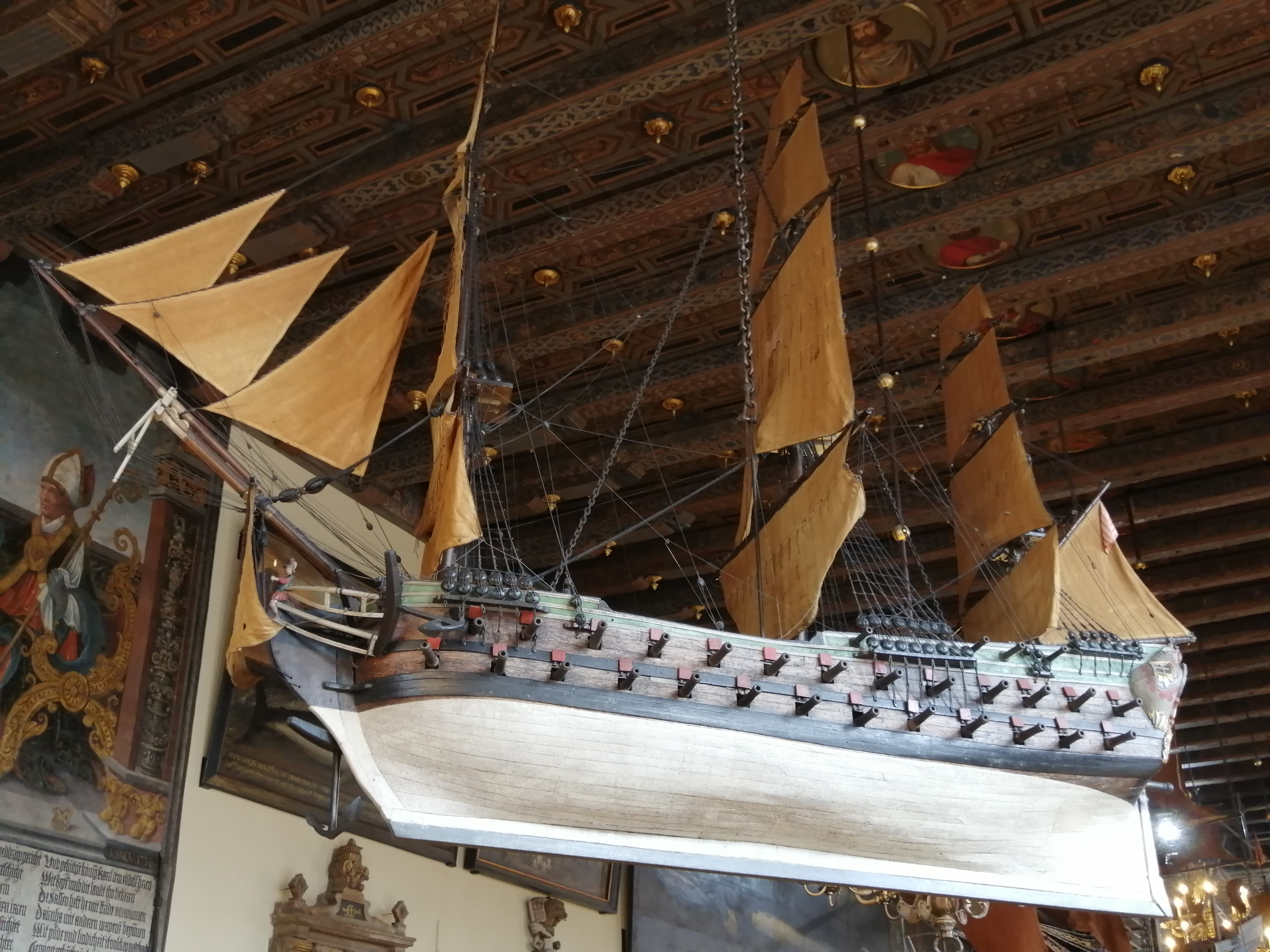
Das Bremer Orlogschiff Wappen von Bremen von 1750.
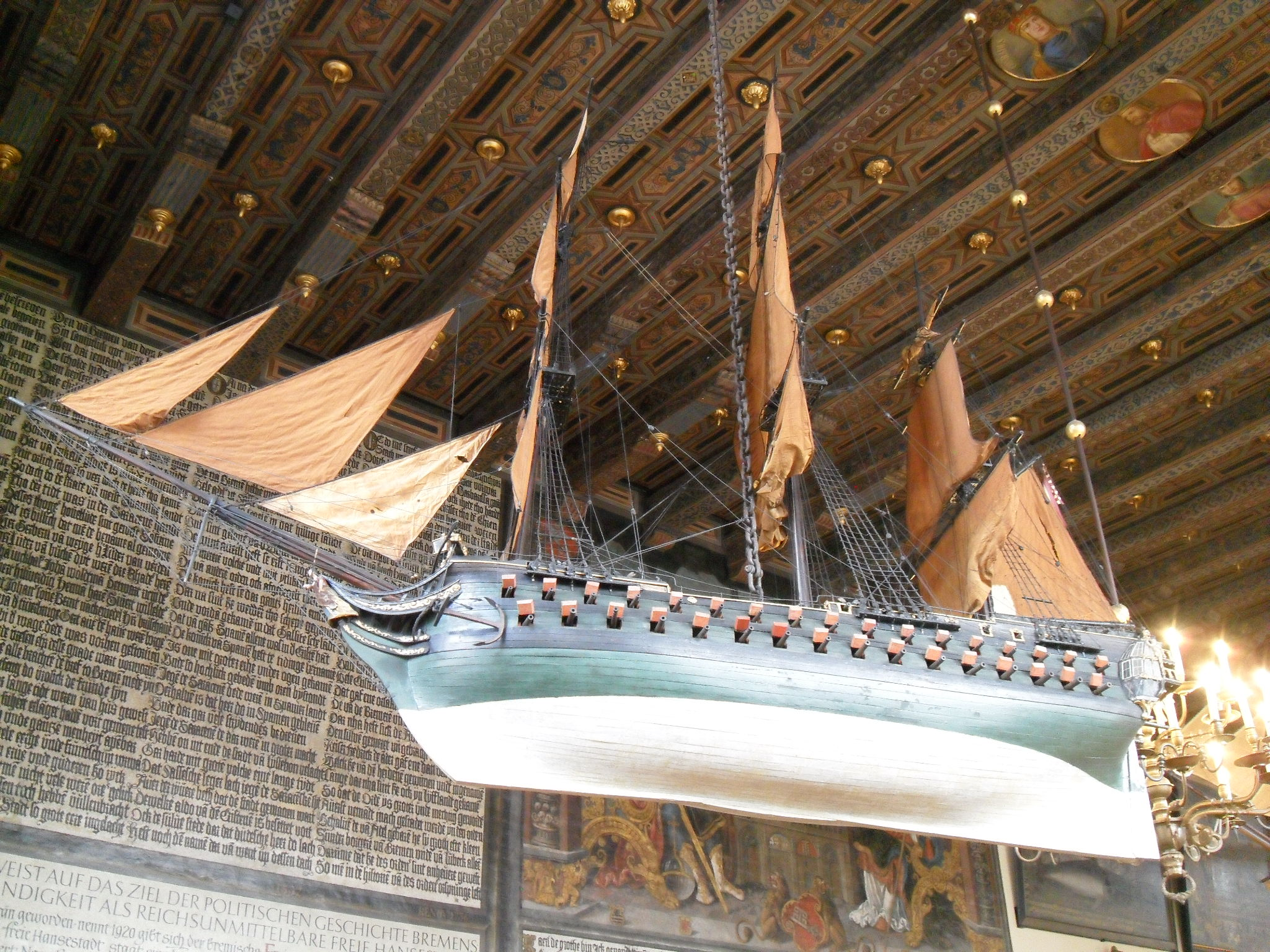
Das Bremer Orlogschiff De Grote Jung von 1779.

In der Obere Rathaushalle fällt das Quartett von vier riesigen Schiffsmodelle auf, welche an dicken Ketten von der Eichenholzdecke hängen. Sie werden auch als Orlogschiffe bezeichnet. Im 17. und 18. Jahrhundert wurden solche Kriegsschiffe dafür eingesetzt, als Konvoischiffe unbewaffnete Handelsschiffe auf Nord- und Ostsee vor Seeräubern und Freibeutern zu beschützen. Die eisernen Kanonen der beiden ältesten Modelle wurden früher tasächlich mit Schwarzpulver befüllt und zum Salutschießen verwendet. Beim „Hurra“ auf den Kaiser feuerte man neun Schüsse ab, auf das „geehrte Vaterland“ fünf, auf die „löbliche Bürgerschaft“ drei, ebenso auf den „Amplissimum Senatum“, also den hohen Senat. Seit den 1970er Jahren wird aus konservatorischen Gründen darauf verzichtet. Ursprünglich hingen die vier Schiffsmodelle nicht im Rathaus, sondern im Schütting, dem Haus der Bremer Kaufmannschaft.
Das älteste dieser vier Modelle stammt aus dem Jahr 1545 und ist damit auch eines der ältesten erhaltenen Schiffsmodelle in Europa. Als Galeone mit extrem hochgezogenem Heck repräsentiert dieses Modell allerdings einen eher im Mittelmeerraum verbreiteten Schiffstyp, sein Vorbild wird nicht in Nord- und Ostsee oder auf der Unterweser bei Bremen eingesetzt worden sein. Mit einer Bewaffnung von zwölf kleinen und 22 großen Bronzegeschützen stellt das Modell ein Kriegsschiff von damals beachtlicher Feuerkraft dar.
Das nächstjüngere Schiffsmodell stammt aus dem Jahr 1650 und ist im prächtig verzierten Heckspiegel mit dem Namen Johan Swarting beschriftet. Der Rumpf dieser 4,35 m langen sowie acht Zentner schweren Fregatte ist nach dem Vorbild holländischer Fegatten gestaltet. Es wurde nach dem Bremer Kapitän benannt, welcher 1633 das Kommando auf einem kleineren Orlogschiff übertragen bekam, mit dem der Bremer Senat versuchte, seinen Zwist mit dem Oldenburger Grafen um Zollrechte auszufechten. Als einziges der vier Bremer Schiffsmodell in der Oberen Rathaushalle lässt sich bei ihm urkundlich belegen, warum die Elterleute (Vorsteher) der Bremer Kaufmannschaft das Modell als Machtdemonstration in Auftrag gegeben haben.
Das dritte der vier Kriegsschiffe stammt von 1750. Als einziges der vier Bremer Orlogschiffe hat es sein Vorbild Wappen von Bremen als Konvoischiff in Bremens Diensten gegeben. Das Modell mit seinem reich verzierten Heck ist das künstlerisch wertvollste Stück im Rathaus, vier Meter lang und 3,62 Meter hoch. Im Gegensatz zu den beiden älteren Modellen ist sein Rumpf nicht aus einem Block geschnitzt, sondern auf Spanten gezogen. Es verfügt, wie das jüngste dieser Modelle aus dem Jahr 1779 mit dem Namen De Grote Jung, über hölzerne Kanonen und ist daher nicht mehr schussbereit. Alle vier Modelle besitzen als von vorne herein auf eine extreme Untersicht ausgerichtete, verzerrten Proportionen. Ihre Rümpfe sind für ein funktionsfähiges Schiff viel zu schmal, die Masten hingegen überlängt ausgeführt.

#### Güldenkammer

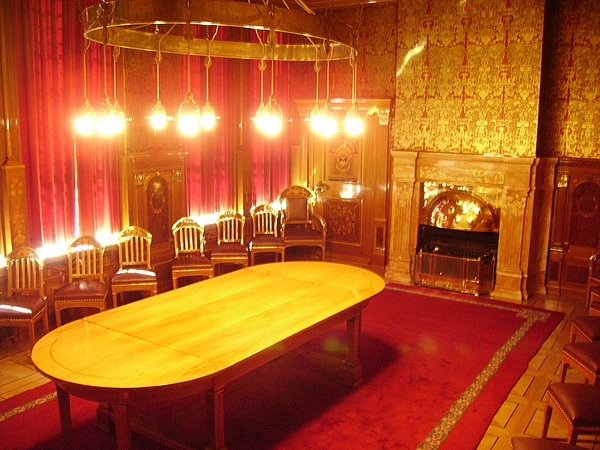
Güldenkammer, Zustand 2006

Die geräumige Güldenkammer wurde bereits 1605, wahrscheinlich auf Grundlage von Plänen von Lüder von Bentheim, in die Obere Halle eingebaut. Die „nye utlucht“ wurde mit kostbarem Mobiliar, Glasgemälden und vergoldeten Ledertapeten ausgestattet. Schon für 1688 ist der Name Güldenkammer belegt. Die alte Innenausstattung ist verloren gegangen. Die Güldenkammer diente und dient für besondere Veranstaltungen und Begrüßungen mit hohen Gästen. Die Empore war seit 1629 Ratsbibliothek, später Ratsarchiv und danach Raum für Musiker (erbaren Rades Spellüde) und aktuell für Presse- und Kameraleute. Das barocke Portal zur Güldenkammer ist eine Arbeit der bremischen Holzbildhauer Evert Lange und Servas Hoppenstede aus dem ersten Viertel des 17. Jahrhunderts. Das S. P. Q. B. (Senatus Populusque Bremensis) über dem Portal ist Hinweis, dass hier der Senat einstmals getagt hat. Außen, also zur Halle hin, sind Tafelbilder in das Schnitzwerk eingelassen, die wiederum vorbildhafte Gerechtigkeitsexempel wiedergeben.
Die geschnitzte, barocke Wendeltreppe zum oberen Raum der Güldenkammer stammt von Ratszimmermeister Stolling und seinem Knecht Ronnich, dem die nach niederländischen Kupferstichvorlagen gearbeiteten Figuren am Treppengeländer zugeschrieben werden. Anfang des 19. Jahrhunderts war der Raum sehr verwahrlost. Das alte Gestühl wurde als Gerümpel entsorgt.
1905 wurde die nunmehr fast kahle Güldenkammer im Inneren vollständig von Johann Heinrich Vogeler im reinen Jugendstil mit vielen Naturmotiven ausgestaltet. Dazu schrieb er: „Die Kapitelle der flachen Pilaster ließ ich aus vergoldeter Bronze flach plastisch ausführen. Alle Dekorationsmotive entwarf ich in den Formen phantastischer Reiher mit wogendem Gefieder, so auch die aus Messing getriebenen Beleuchtungskörper. Der obere Teil der Wände über der Panellierung wurde mit einer reichen Ledertapete nach meinem Entwurf bedeckt.“ Die ornamentale, phantasievolle und harmonische Ausgestaltung des Worpsweder Künstlers umfasste alle Details: vergoldete Ledertapete, Täfelungen, Intarsien, Türgriffe, Kamingitter, Leuchter, Teppiche, Mobiliar; kurz: eines der wenigen so vollständig erhaltenen, so edel ausgeformten Raumensembles des Jugendstils.

### Neues Rathaus

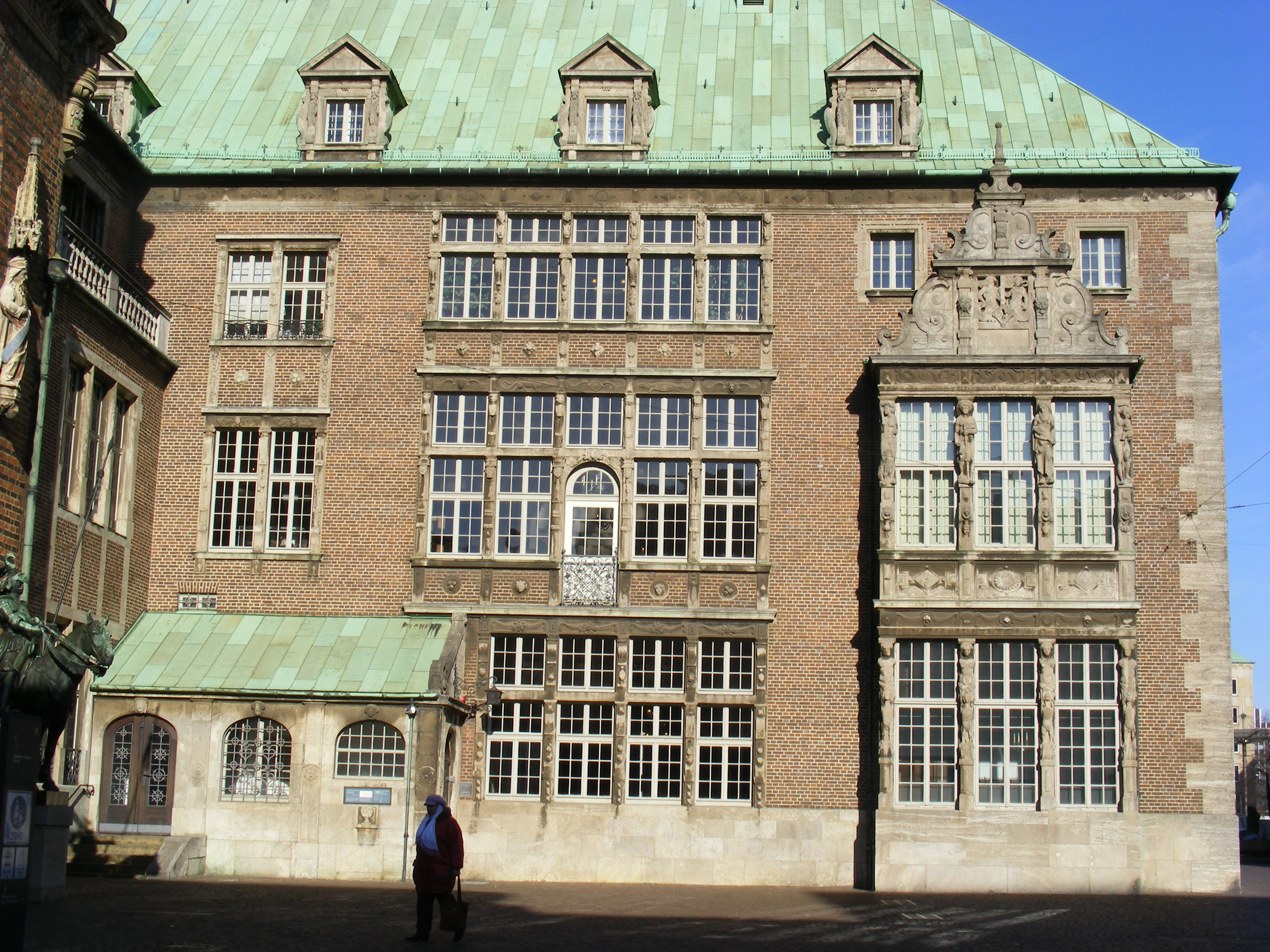
Südwestfassade des neuen Rathauses mit Verkündigungslaube (Bogen im großen Fenster der ersten Etage) und Bürgermeistererker

Das Neue Rathaus wurde am 16. Januar 1913 seiner Bestimmung übergeben.

#### Wandelhalle

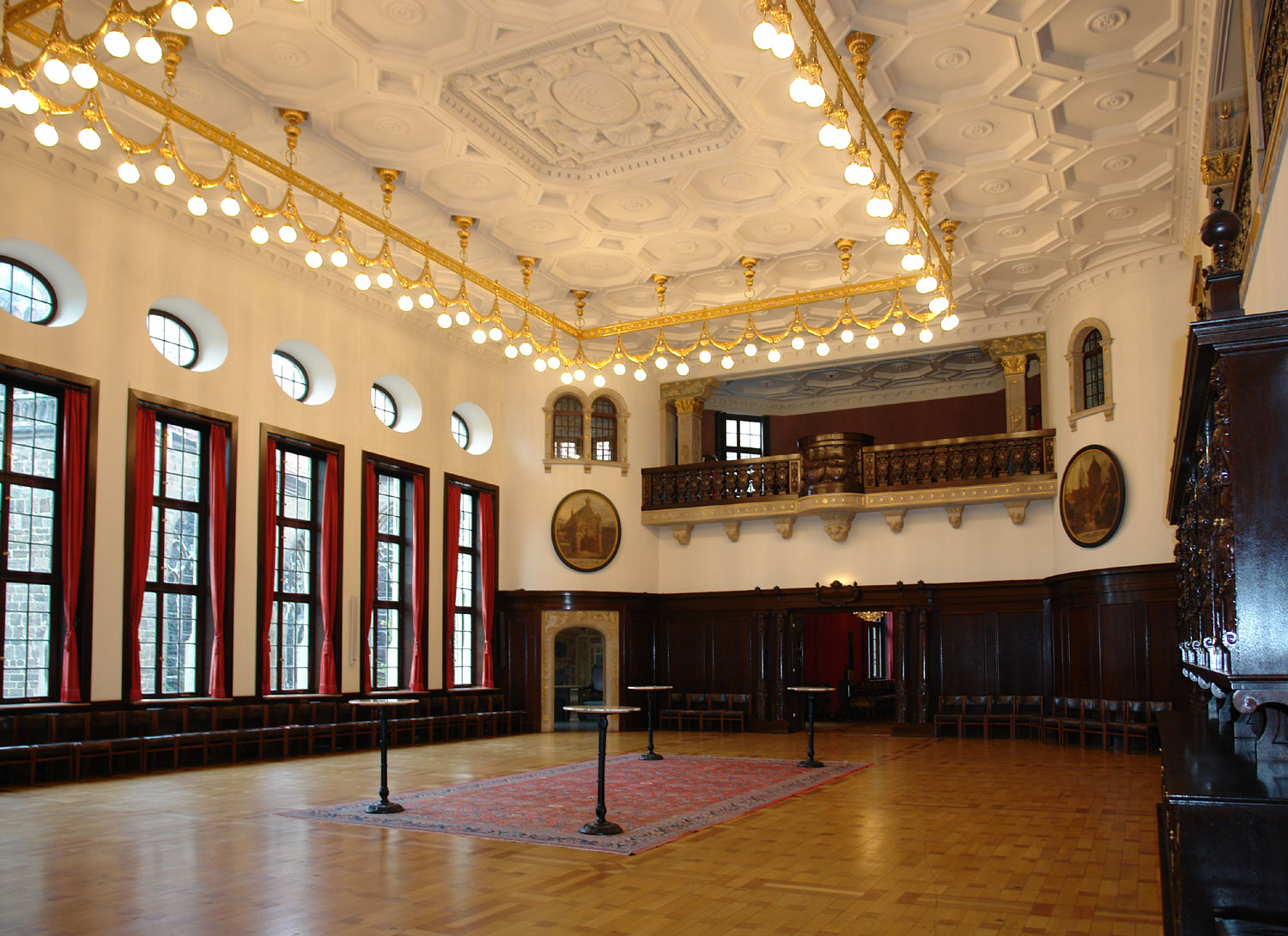
Festsaal, 2007

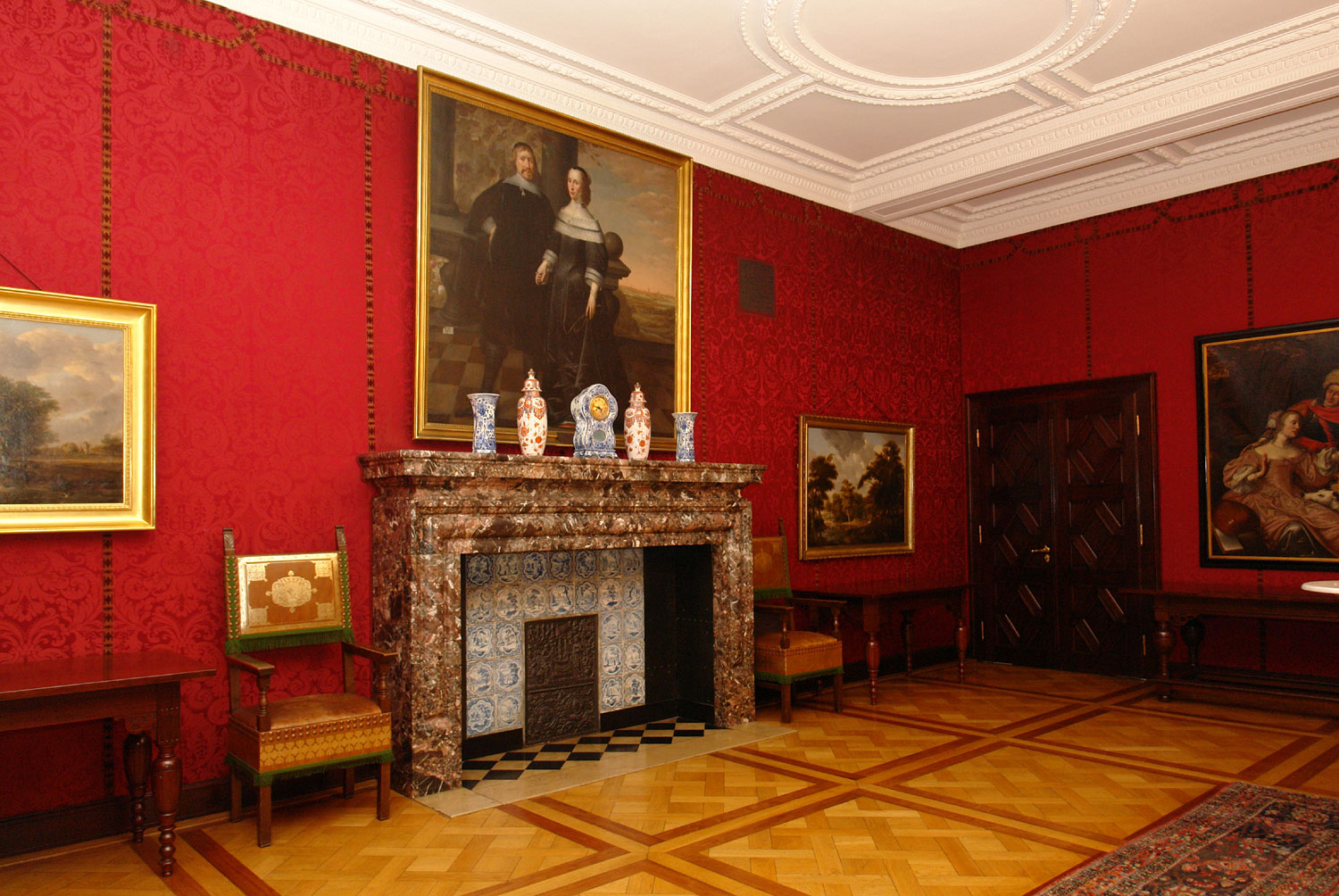
Der Kaminsaal, 2007

In der Wandelhalle im Erdgeschoss befindet sich ein Ölgemälde von Alexander Kircher mit der Darstellung des ersten Ost-West-Fluges über den Atlantik mit der Junkers W 33 Bremen im Jahre 1928.

#### Festtreppe
Die Festtreppe mit ihren Vorräumen befindet sich an der Stelle der früheren nye dornßen und verbindet die Untere Halle, die Obere Halle und die Wandelhalle im Obergeschoss. Zu sehen ist der 1896 eingebaute Rathauskamin mit einer Inschrift.

#### Obere Wandelhalle
Dieser reich geschmückte Raum führt zu den domseitigen Räumen des Bürgermeisters. Die Marmorstatue von Bürgermeister Johann Smidt stammt vom Bildhauer Carl Steinhäuser. Die Büste von Reichspräsident Friedrich Ebert weist auf seine Tätigkeit von 1891 bis 1905 in Bremen hin. Sie stammt vom Bildhauer Georg Kolbe. Weitere Büsten der Bundespräsidenten Theodor Heuss und Karl Carstens sowie Bürgermeister Wilhelm Kaisen sind zu sehen.

#### Festsaal
Der Festsaal dient für große Empfänge. Hier hat von 1946 bis 1966 die Bremische Bürgerschaft getagt. Über der Wandtäfelung befinden sich vier Eckbilder mit Darstellungen vom Ansgaritor, der Braut, des Zwingers und des Hohentores vom Maler F. Jakobsen. Ein Gemälde des Malers Carl Vinnen stellt die Stadt Bremen im 17. Jahrhundert dar. Von einer Galerie aus kann man dem Festtreiben zusehen.

#### Senatssaal
Im Senatssaal tagt der Senat der Freien Hansestadt Bremen. Die Teppiche stammen von Rudolf Alexander Schröder. Mit Seide überspannte Wände, Mahagonitüren, Stuckdecken und Kristallkronleuchter sind weitere Gestaltungselemente. Eine Wanduhr von Schröder und die Kaiserbilder schmücken den Raum.

#### Kaminsaal
Der Kaminsaal ist der Raum für Empfänge. Der namensgebende Kamin ist aus französischem Marmor. Eine weiße Stuckdecke, dunkelrote Damasttapeten, dunkler Parkettfußboden, große Porträts des 17. Jahrhunderts und Kristalllüster prägen den Raum.

#### Hansazimmer
Der von der Dampfschiffahrtsgesellschaft „Hansa“ ausgestattete Raum dient repräsentativen Empfängen des Bürgermeisters.

#### Gobelinzimmer
Es verdankt seinen Namen den beiden großen französischen Gobelins aus der ersten Hälfte des 17. Jahrhunderts, welche die Rückkehr der Zeustochter Artemis in den Olymp und den Tod Otos darstellt.

#### Silberkammer
Zum hier verwahrten Repräsentationssilber des Rathauses siehe Ratssilber (Bremen)

## Wichtige Ereignisse
- Die Tagfahrten der Hanse im 15. Jahrhundert als feierliche Begrüßung der Repräsentanten
- Die Schaffermahlzeit, ausgerichtet vom Haus Seefahrt, ist das älteste fortbestehende, sich alljährlich wiederholende Festmahl der Welt, und diese Tradition besteht fort als Bewahrerin alter Überlieferung und als Verbindung zwischen Schifffahrt und den Kaufleuten, „damit sie zu ewigen Tagen fest und unverbrüchlich gehalten werde“, wie es der Rat der Hansestadt Bremen schon 1545 formulierte.
- Die großen Empfänge und Festmahle u. a.:
  - 1580: Einzug von Heinrich III. von Sachsen-Lauenburg als erster protestantischer Erzbischof
  - 1676: Für den kaiserlichen Abgesandten Reichsgraf von Windisch-Grätz
  - 1757: Für den Herzog von Richelieu als Oberbefehlshaber der französischen Armee im Siebenjährigen Krieg
  - 1869: Für König Wilhelm von Preußen als Schirmherr des Norddeutschen Bundes zusammen mit Otto von Bismarck, Helmuth von Moltke, Albrecht von Roon
  - 1926: Für Reichspräsident Paul von Hindenburg
  - 1928: Für die Atlantikflieger Hermann Köhl, Ehrenfried Günther Freiherr von Hünefeld und James Fitzmaurice
  - 1930: Für den preußischen Ministerpräsidenten Otto Braun

## Hochzeiten
Das Bremer Rathaus ist ein offizieller Trauort. Freitags zwischen 10:00 und 15:00 Uhr finden im Gobelinzimmer standesamtliche Trauungen statt. Dort stehen 14 Sitzplätze (einschließlich des Brautpaares und der Trauzeugen) und einige Stehplätze zur Verfügung.